# 迫撃砲

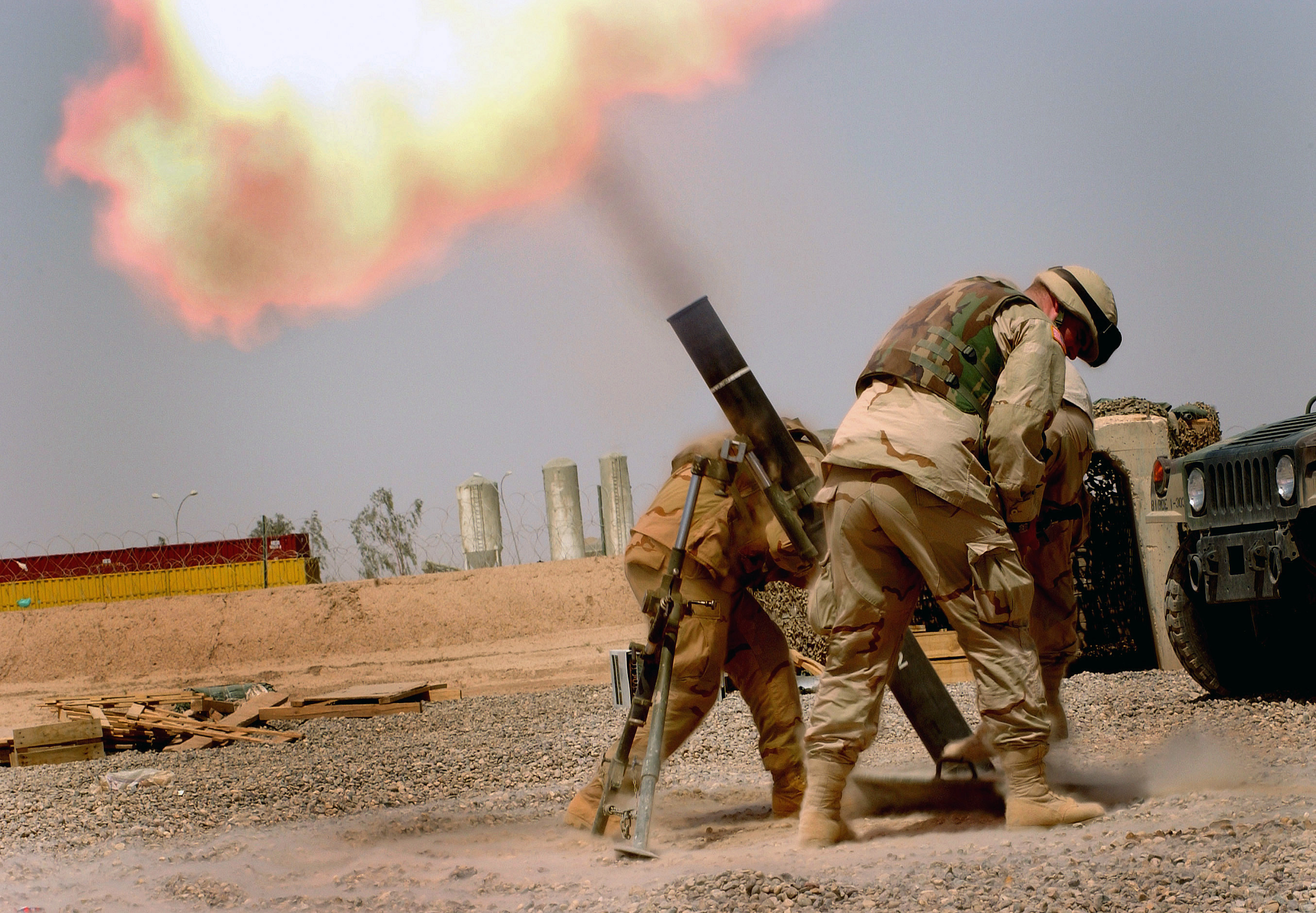
120mm迫撃砲M120で砲撃する米兵（「イラクの自由」作戦）。底板が反動を地面に伝える様子が分かる

迫撃砲（はくげきほう、英: mortar、臼砲と同語）は、簡易な構造からなる火砲。高い射角をとることから砲弾は大きく湾曲した曲射弾道を描く。
少人数で運用でき操作も比較的簡便なため、砲兵ではなく歩兵の装備であることが一般的で、最前線の戦闘部隊にとっては数少ない間接照準による直協支援火器の一つである。
射程を犠牲にして砲口初速を低く抑えることで、各部の必要強度を低減し全体を小型かつ軽量にできる。また、射撃時の反動を地面に吸収させる方式によるため駐退機や復座機といった反動制御機構を省略し、機構を簡素化することができる。多くは砲口装填式（前装式）のため閉鎖機も不要であり、同口径の榴弾砲と比べ極めて軽量・コンパクトである。小中口径迫撃砲は分解して携行でき、120 mmクラスの重迫撃砲も小型車輌で牽引できるなど可搬性に優れる。
低い命中精度や短い射程といった短所もあるが、軽量で大きな破壊力をもち、速射性が高く、安価で生産性に優れるなど、多くの長所を有している。そのため、かつて師団砲兵の標準的な装備の一つであった105 - 122 mmクラスの榴弾砲が近年では120 mm迫撃砲に更新されつつあり、このことも本砲の有用性を示している。
本稿では、最も一般的な81 mm及び120 mmクラスの（自走式でない）迫撃砲を中心に、その他の迫撃砲、他の火砲との比較、更に古代の曲射弾道兵器から迫撃砲に至る発展の歴史などについても敷衍する。

## 構造

### 砲本体

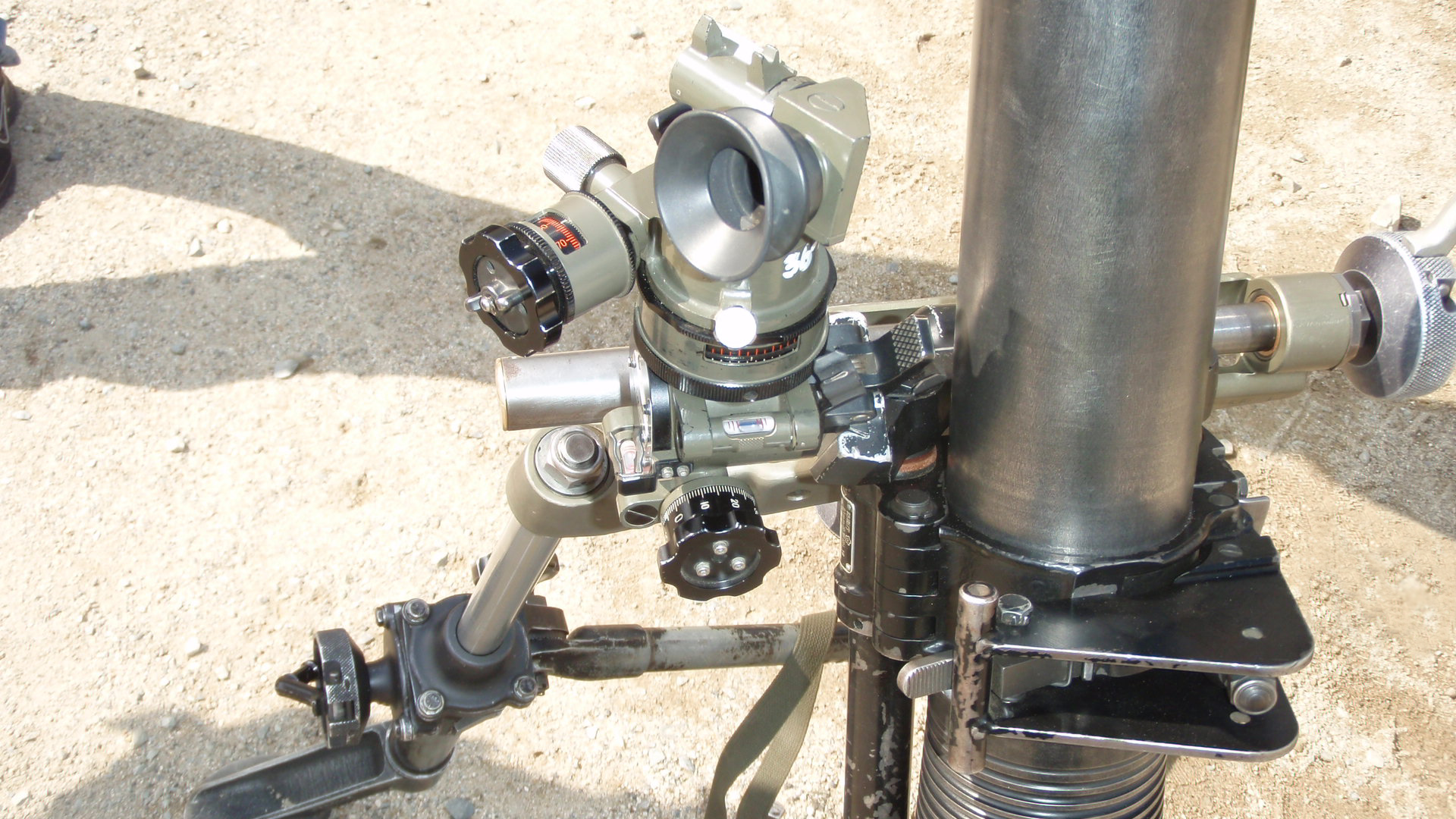
L16の支持架周辺と照準器
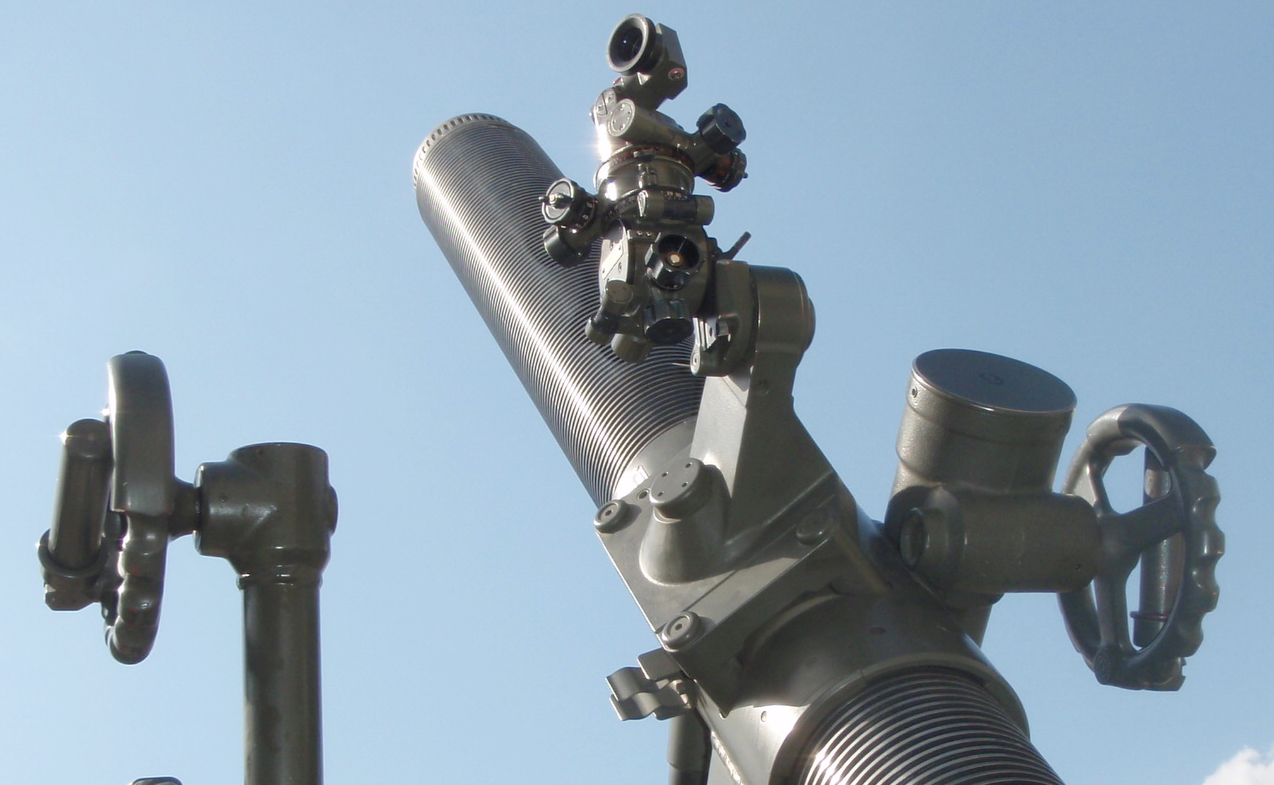
120mm迫撃砲RTの照準器

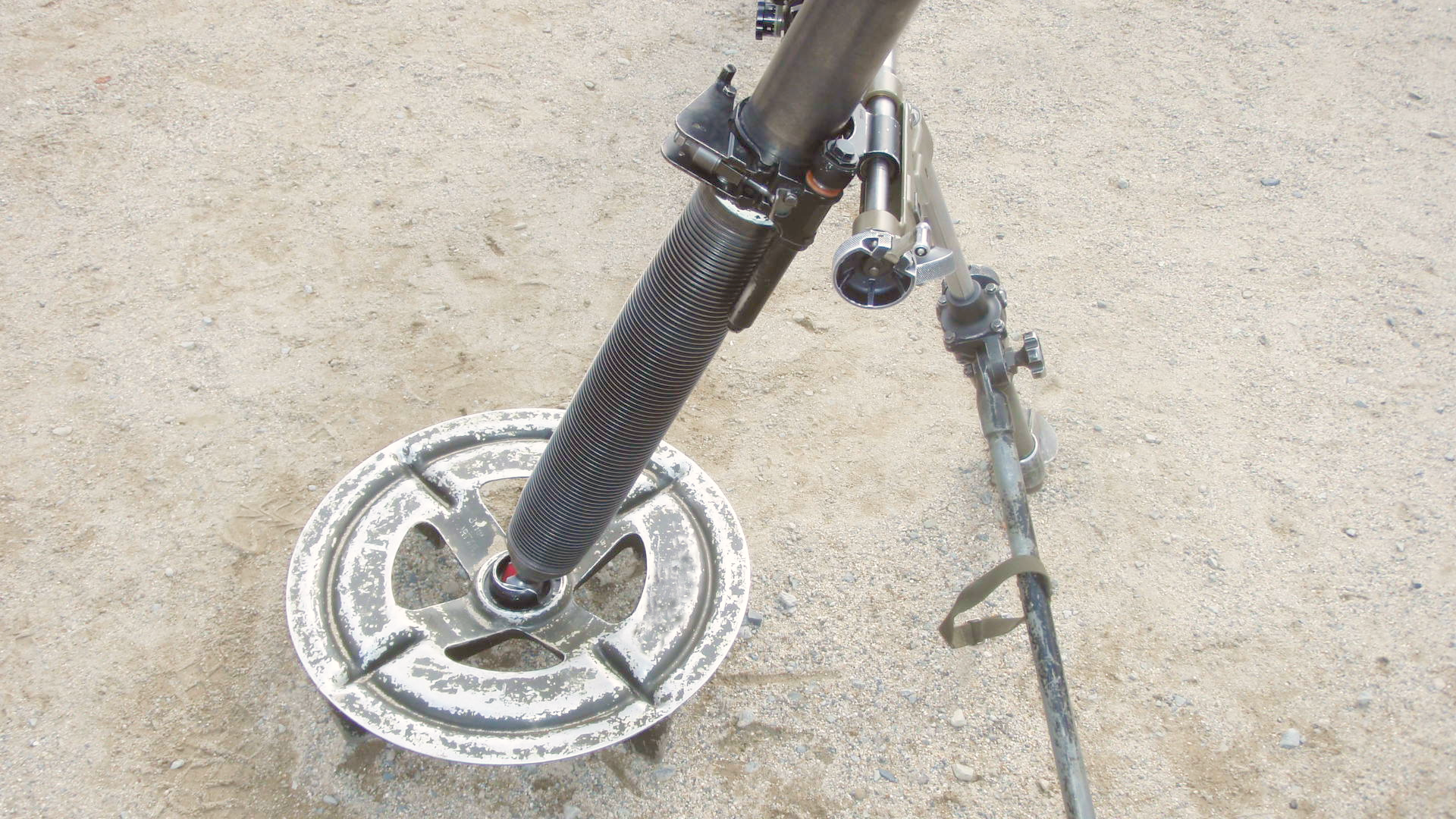
L16の砲身と底盤
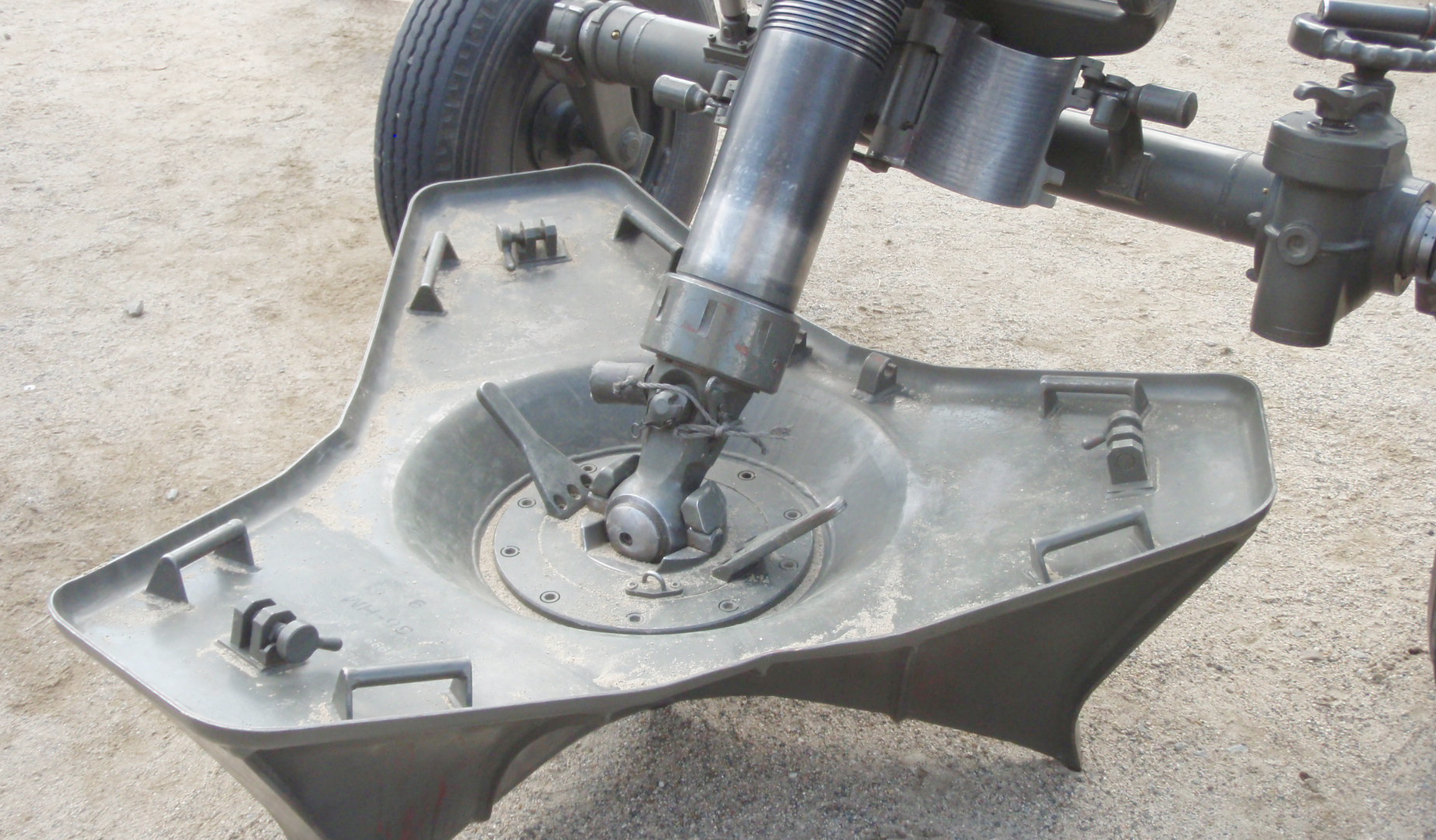
120mm迫撃砲 RTの底盤

81mmクラスの中口径迫撃砲は各部に分解して数名の兵員で運搬でき、また、120mmクラスの重迫撃砲では支持架（砲架）の構造がやや複雑になり被牽引用のトレーラーが加わることも多いが、基本構造は同一である。
迫撃砲の主な口径は、60mm・81mm・82mm・107mm・120mmであり、#分類で述べるように、各階梯に応じた口径のものが配備されている。現代でも実戦配備されている最大口径のものはロシアの240mm重迫撃砲2B8で、同国の自走迫撃砲である2S4チュリパンにも同砲が搭載されている。また、フィンランドやイスラエルには160mm重迫撃砲が存在する。
他の火砲と比べて短い筒状の「砲身（barrelまたはcannon）」、二脚によって砲身を支える「支持架（bipodまたはmount）」、砲尾に接合された「底盤（base plate）」の、主に3つのコンポーネントで構成される。
砲身
砲身長は一般に他の火砲と比べ短く、概ね20口径未満であり、例えばL16A2なら砲身長は1.28mで概ね15.8口径、MO120RTの砲身長は2.08mで概ね17.3口径である。砲身の構造自体は単純であるが、軽量化するため肉厚は薄く、また砲弾外径と砲腔内径の公差が射撃精度を左右するために、高品位の鋼材を精密に加工する必要がある。一部の迫撃砲には冷却力を増すため、砲身外周に放熱フィンが刻まれている。
砲身内部は施条されていない滑腔砲であることが多い。そもそも迫撃砲は低い砲口初速と曲射弾道であることから、ライフリングによって砲弾を旋転させることで得られる弾道安定の効果が低い。飛翔中の砲弾の弾道を安定させるのは、砲弾に取り付けられた安定翼によるが、この方式は横風の影響を受け易いため命中精度がやや低下する。
ただし、第二次世界大戦でアメリカが使用したM2 107mm迫撃砲やその後継のM30 107mm迫撃砲、陸上自衛隊が装備しているフランス製120mm迫撃砲 RTの砲身はライフリングされており、弾体旋転安定方式をとるため、迫撃砲が全て滑腔砲身というわけではない。

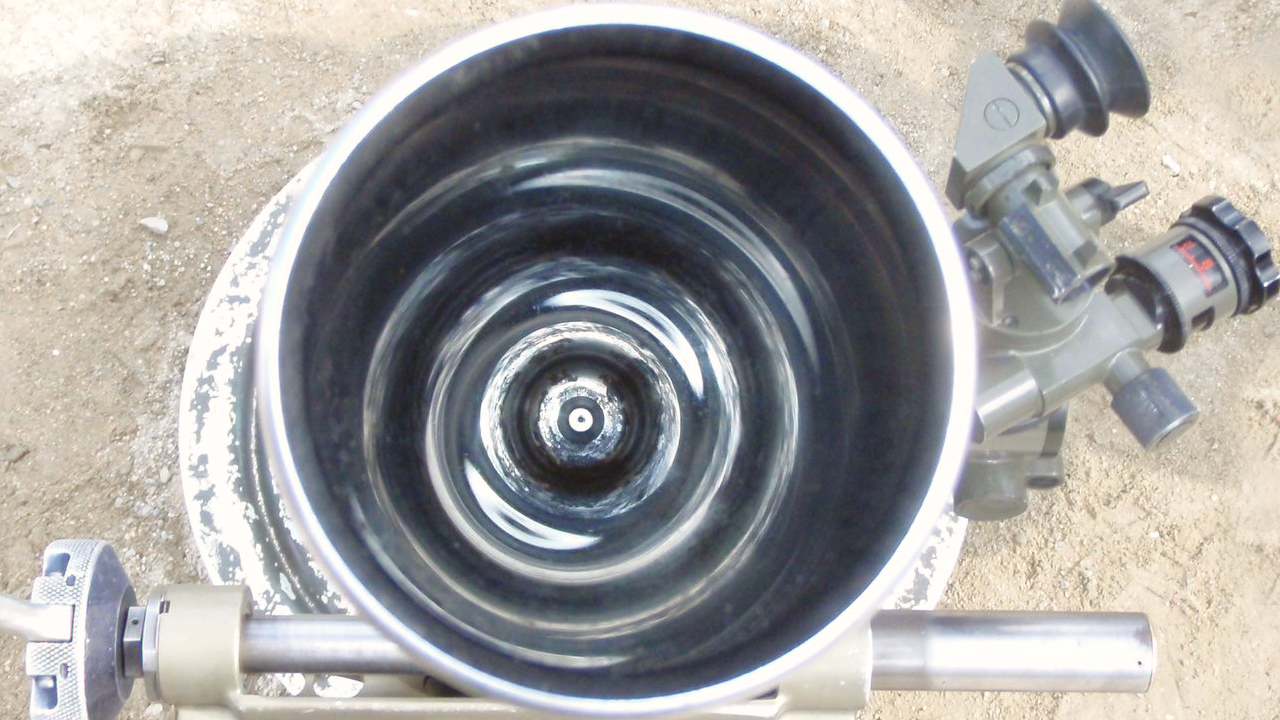
L16の砲身内部 迫撃砲の多くは画像のような滑腔砲であり、砲弾の安定翼によって飛翔中の弾道を安定させる。奥に見えている突起が撃針である。
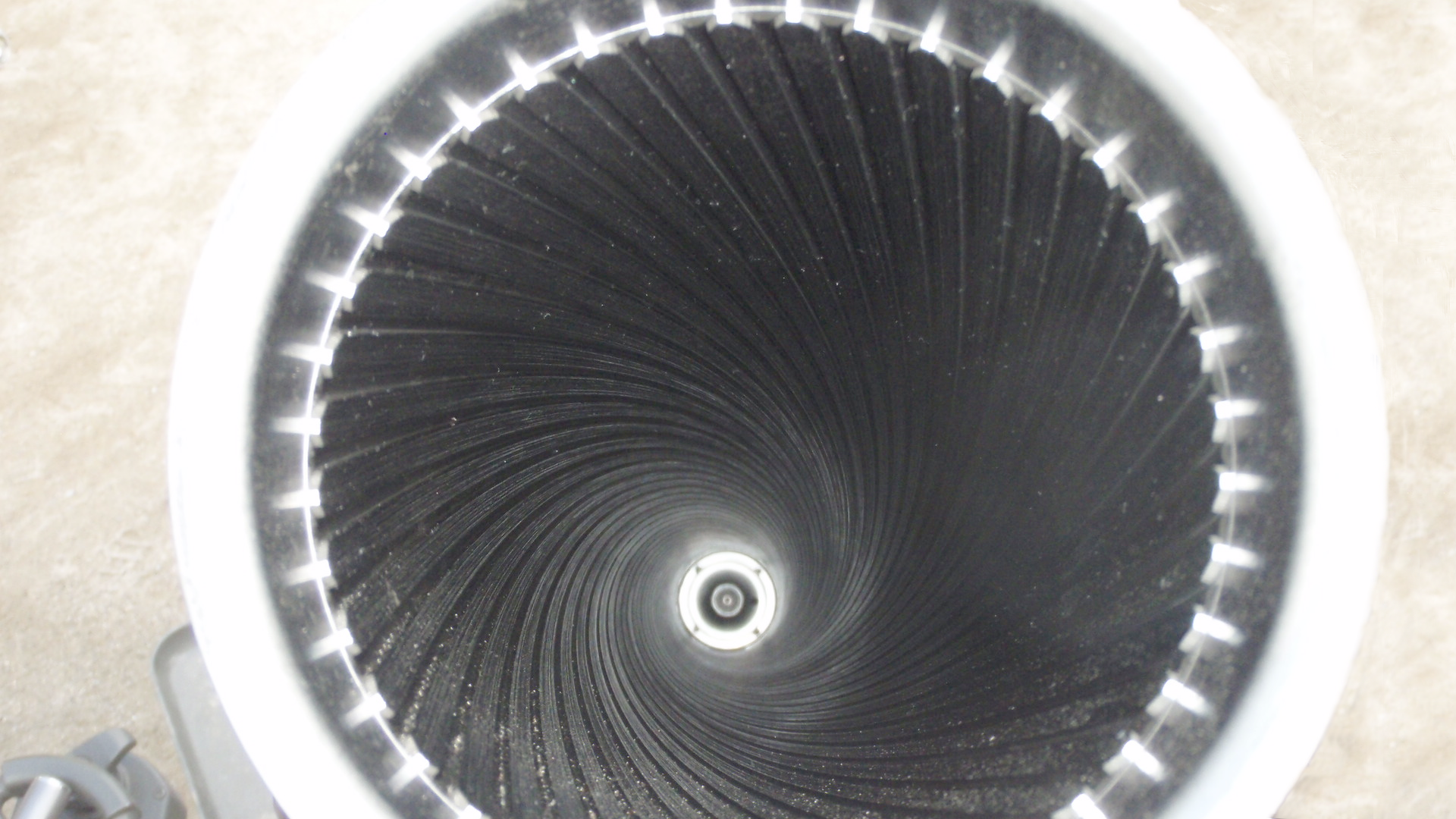
120mm迫撃砲 RTの砲身内部 MO120RTのように弾体旋転安定方式をとる場合はライフル砲身が採用される。本砲では撃針の位置を切り換えることで、あらかじめ装填した砲弾を手動操作で発射することが可能。

支持架
支持架は二脚と支柱で構成され砲身中央部付近と接合し、底盤と合わせて砲身を三点支持する態様をとることが多い。しかし、一部の迫撃砲の中には二脚を用いずに、支柱が直接底盤と接合されたものもある。支柱には、照準器や砲の俯仰（上下）を操作するステアリング等が取り付けられる。
- L16の支持架周辺と照準器
- 120mm迫撃砲RTの照準器

底盤
射撃時の反動は底盤を介して地面に吸収させる方式をとり、底盤は接地面に強く固定されることが望ましい。第二次大戦前までは、M2 60mm 迫撃砲のように四角形の底盤が一般的であり、この場合、射角を左右に大きく変更する場合は砲を据え直す必要があった。しかし、ソビエト連邦が82mm迫撃砲BM-37で円形底盤を導入したことにより、砲尾と底盤の接合部付近を中心に砲を旋回させることで、全周360度を射撃できるようになった。120mm迫撃砲 RTの場合、砲架はトレーラーも兼ねているが、タイヤを左右それぞれ逆方向に回転させることで人力でも容易に砲を旋回させることができ、全周射界を確保している。
- L16の砲身と底盤
- 120mm迫撃砲 RTの底盤

### 優れた設計思想

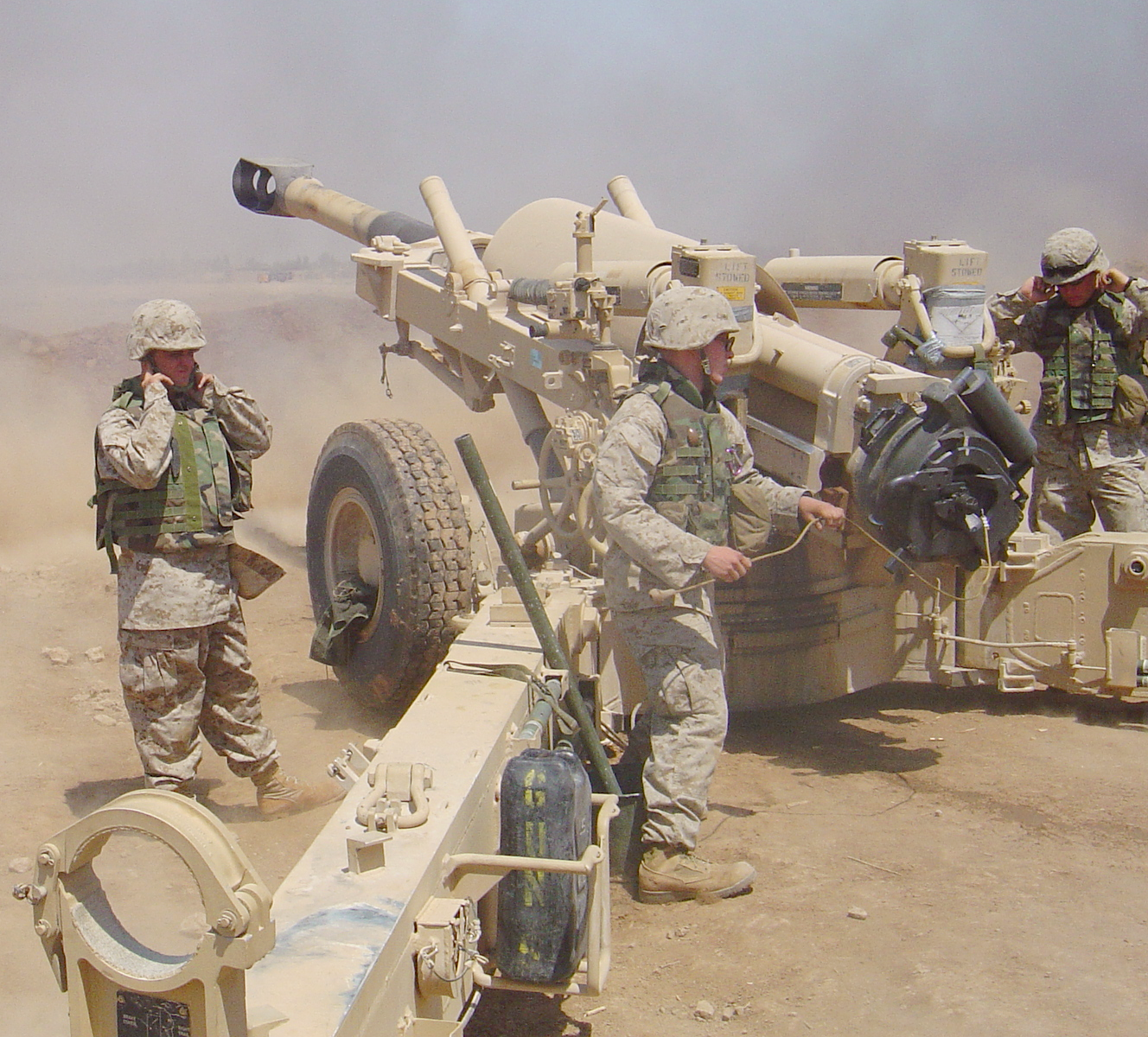
155mm榴弾砲M198（比較のため掲載）
総重量は7tを超え、駐退復座機・平衡機・閉鎖機や砲架など大掛かりな各種構造が覗える。しかし、単位時間あたりの炸薬投射量を比べると、重量600kg未満の120mm迫撃砲MO120RTがM198の約4倍もの大火力をもつ。（後述）
ただし射程では大きく劣り、M198の最大射程30,000mに比してMO120RTは13,000mに過ぎない。（いずれもRAP使用時）

冒頭で述べたように、砲口初速を低く抑えた上で、射撃時の反動を地面に吸収させるという点が、他の火砲と異なる最も重要な特徴であり、大きな仰角をとって射撃するのはこのためである。
通常の火砲は、抵抗をかけながら砲身を後座（スライド）させることで発射時の反動を緩衝する「駐退機」、後座させた砲身を元の位置へ戻す「復座機」、砲の俯仰を円滑にするため砲身のバランスをとる「平衡機」、装薬の燃焼ガスが薬室から漏出するのを防ぐ「閉鎖機」、及びこれらの機構と砲身を含めた大きな重量を支持するための堅牢な「揺架」・「砲架」などが必要である。（155mm榴弾砲M198の画像を参照）
迫撃砲は、前述の反動吸収方式によって駐退復座機を省略または簡素化できるため、同口径の榴弾砲と比べ極めて軽量かつコンパクトに収まる。加えて、低い初速は各部の強度を抑えることを可能にし、それだけ砲身の肉厚を薄くするなど、軽量・小型化に寄与する。砲身が軽く俯仰の仕組みもシンプルなため、平衡機も不要である。
また、後装式の火砲は装薬の爆発で生じる高圧の燃焼ガスを密閉するため砲尾に耐圧気密構造の閉鎖機構を設けるが、弾薬を装填するためには容易に開閉できねばならず、これらの相反する機能を両立させる必要がある。このため、閉鎖機の製作には高い工作精度を要求されるが、砲口装填式（前装式）の迫撃砲は閉鎖機が不要で短期間かつ安価に製造できる。
砲弾を砲身内へ滑り落とすだけの落発式によるため速射能力も高く、迫撃砲はこれらの優れた着想を組み合わせた画期的な火砲である。
なお、車載型迫撃砲では車輌のサスペンションに与える衝撃と疲労を軽減するため簡易的な駐退復座機をもつ場合がある。大口径もしくは長砲身の迫撃砲でも同様。また、後装式の場合は当然に閉鎖機が設けられる。

### 砲弾

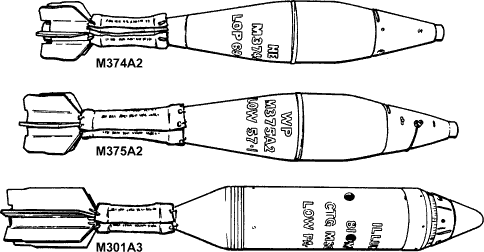
81mm迫撃砲の主な砲弾。
上からM374A2榴弾（HighExplosive）、M375A2発煙弾（WhitePhosphorus）、M301A3照明弾（Illumination）

迫撃砲の砲弾は弾体と発射薬が一体化されたカートリッジ方式であり、榴弾砲に見られるような砲弾と薬嚢（装薬を包んだ袋）が別になった分離装填方式をとらない。ただし、射程の延伸を図るため、発射薬筒に増加発射薬を1から複数個取り付けるモジュール方式を採ることが一般的で、その数によって射距離を調節できる。増加発射薬を使わず、発射薬だけでも射撃は可能である。増加発射薬はリング状や袋状のものを弾体後部に取り付けるか、袋状のものを安定翼の間に挟むことで装着する。ライフリングされた砲の場合は安定翼が不要なため、その部分に増加発射薬を取り付けることもある。
発射薬筒の側面には多数の小孔が設けられており、そこから噴出した燃焼ガスが増加発射薬を点火する。発射薬筒や増加発射薬の燃焼ガスは砲弾の後半部分を加圧し、砲口に向かって推進させる。
有翼弾の場合は砲外弾道を安定させるために、安定翼の加工・組立精度に加えて、弾体の鋳造精度が重要となる。
迫撃砲に用いられる主な砲弾は榴弾・発煙弾・照明弾であり、派生型として対人用の破片榴弾や焼夷弾も用意されている。概ね榴弾砲と同じ弾種が揃っており、兵員や非装甲車輌などのソフト・ターゲットを目標とする。また、近年では、ストリックス迫撃砲弾や対装甲破片榴弾（PRAB）などの対装甲弾も開発・配備されている。

## 能力特性
外観などの特徴については「構造」の節に記したため、ここでは性能上の特性について記す。なお、一つの項目が長所と短所の両方を包含する場合があることに留意。
操用性
構造がシンプルで操作も簡便であることから高度な砲兵教育を要さず、一般の歩兵が比較的短期間の訓練で扱える。また、同口径の榴弾砲と比して極めて軽量のため可搬性に優れ、迅速な展開と陣地転換が行え機動的に運用できる。運用に要する兵員数も少ない。
口径60mmや81mmクラスのものは分解して数名の兵員で運搬できるため、中隊レベルなど最前線の歩兵部隊が運用できる数少ない火力支援兵器の一つであり、自衛隊をはじめ、現代の軍隊でも多用されている。
速射能力
照準を調整した後は砲弾を砲身内へ落とし込むだけというシンプルな射撃メカニズム（落発式）であり、一定時間内により多くの射撃ができる。また、前述の反動吸収方式によるため、多くの迫撃砲は射撃時の駐退復座に要する工程が不要となる。
一般に、持続射撃において毎分10発前後を発射でき、緊急時の急速射撃では短時間に限られるが倍近い発射が可能である。
例えば、L16A2の場合は持続射撃時15発/分で急速射撃時30発/分、120mm迫撃砲 RTの場合は持続射撃時12発/分で急速射撃時20発/分もの高い速射能力を持つ。
破壊力
砲口初速を低く抑えていることから射撃時の衝撃が小さく、砲身だけでなく砲弾外殻の肉厚も薄くできるため、それだけ炸薬量を増加できる。砲弾の爆発エネルギーは炸薬量に依存するため、同口径の他の火砲と比して1発あたりの破壊力が大きい。高い速射性能と合わせ、単位時間あたりの炸薬投射量が多く、低い命中精度を補完している。
（上記は榴弾の場合。徹甲弾のような運動エネルギーを利用する砲弾は除く。なお、榴弾は爆炎や爆風ではなく弾殻の破片によって軟目標の殺傷を目的とするため、炸薬と弾殻の厚さはバランスが重要。単純に炸薬量が多ければ良いというわけではない）
例えば、120mm迫撃砲 RTで使用する榴弾PR14は砲弾重量が18.5kgで炸薬はそのうち約4.5kg、一方、米軍のM198 155mm榴弾砲で使用する榴弾M107は砲弾重量が約44kgで炸薬はそのうち7kg前後である。120mm迫撃砲 RTの発射速度は毎分12発、M198の発射速度は毎分2発であり（いずれも持続射撃時）、単位時間あたりの炸薬投射量を比較すると120mm迫撃砲 RTはM198の4倍近い大きな火力を有する。
費用対効果
簡易な構造であり、他の火砲と比べ各部の強度をそれほど必要としないため、低コスト・短期間で製造できる。また、初速が低いために砲身命数（寿命）が長く、砲身の交換に要する運用コストも抑えられる。また、砲弾重量に対する発射薬（装薬）の量が少なく、炸薬量も多いことなど、コスト・パフォーマンスが非常に良い。
ただし、汎用性が高いが故に頻繁に用いられ、面制圧兵器という特性からも砲弾を大量に消費しがちで弾薬コストは増加する。
曲射弾道
砲弾が大きく湾曲した曲射弾道を描き垂直に近い角度で着弾することから、遮蔽物によって防御された目標に対して直上から攻撃できる。防御は一般に正面を優先することが多いため、上方への攻撃は効果が高い。また、砲弾の落下角度が垂直に近いほど、弾殻の破片が効率良く飛散するため殺傷効果も高い。
大きな仰角をとって射撃することから、砲を塹壕や掩体などの防御陣地内に設置してそのまま射撃でき、高い防壁や稜線の後背に位置する目標も攻撃できる。また、森林やジャングルなど樹木が密生した戦場において、榴弾砲の弾道では木々の幹に砲弾が接触してしまうが、迫撃砲なら生い茂った葉を抜けてジャングルの下地に着弾させることができる。
例えば、ビルマ戦線（1945年）の英軍は迫撃砲の方が役に立つことに気付き、多くの火砲を迫撃砲へ換装した。また、ベトナム戦争でも米軍は迫撃砲を重視し、地上部隊に大量の迫撃砲を配備している。
射程距離
砲口初速が低い上に大きく湾曲した曲射弾道をとることから、必然的に射程は短い。前各項は、ほとんどが射程を犠牲にして得られる利点である。
ただし、軍砲兵や師団砲兵などの長距離火力支援部隊は、誤射の恐れがあるため、友軍に近接した目標を砲撃できない。そのため、大隊や中隊に配備された迫撃砲が砲兵のカバーできない範囲の近接火力支援を行う。つまり、任務が異なるため、短い射程が一概に短所とは言えない。
なお、近年ではロケット・アシスト弾（RAP）の登場によって射程の延伸が可能となっている。
命中精度
安定翼を使う砲弾は横風の影響を受け易く、砲弾が弾道の頂点に達した後の自由落下部が長いため、同じ射距離であれば他の火砲と比べ命中率が低い。CEP（半数必中界）を比較すると、例えば155mm榴弾砲のCEPは射程20kmの場合300mであり、一方、120mm迫撃砲のCEPは射程7kmでも636mと大きく劣る。ただし、命中精度は距離に反比例して向上し、81mm迫撃砲のCEPは射程2kmの場合75mのため近接支援火器として十分に使用可能である。
この命中精度の低さと1発あたりの炸薬量の多さが相まった結果として、火力支援時の近迫距離（弾着点をどこまで味方地上部隊に近づけられるか）が榴弾砲よりも長くなることもある。
| 使用砲                | 負傷公算が10%となる近迫距離 [m] | 負傷公算が10%となる近迫距離 [m] | 負傷公算が10%となる近迫距離 [m] | 負傷公算が0.1%となる近迫距離 [m] | 負傷公算が0.1%となる近迫距離 [m] | 負傷公算が0.1%となる近迫距離 [m] |
| 使用砲                | 1/3射程                         | 2/3射程                         | 最大射程                        | 1/3射程                          | 2/3射程                          | 最大射程                         |
| --------------------- | ------------------------------- | ------------------------------- | ------------------------------- | -------------------------------- | -------------------------------- | -------------------------------- |
| M224 60mm 迫撃砲      | 60                              | 65                              | 65                              | 100                              | 150                              | 175                              |
| M252 81mm 迫撃砲      | 75                              | 80                              | 80                              | 165                              | 185                              | 230                              |
| M120/121 120mm 迫撃砲 | 100                             | 100                             | 100                             | 150                              | 300                              | 400                              |
| M102/M119 105mm榴弾砲 | 85                              | 85                              | 90                              | 175                              | 200                              | 275                              |
| M109/M198 155mm榴弾砲 | 100                             | 100                             | 125                             | 200                              | 280                              | 450                              |
| 155mmDPICM弾          | 150                             | 180                             | 200                             | 280                              | 300                              | 475                              |
出典 - GlobalSecurity.org. “FM 3-90.2 Appendix G, Fires Integration” (英語). 2011年8月16日閲覧。
迫撃砲の主要な役割の一つが制圧射撃であり、たとえ直撃できなくとも目標を退避させ、戦闘行動が抑制される状態にあれば制圧目的を達したことになる。そもそも迫撃砲は対戦車砲のようなピンポイントの精密射撃ではなく面制圧を目的とした砲であり、当然、移動目標に対する攻撃は不向きである。
また、近年では、XM395（CEPはGPS/INS誘導で118m、レーザー誘導で2m以下）などの誘導砲弾が開発されており、非常に精密な射撃が可能である。また、スウェーデンのSTRIXは赤外線映像による目標識別能力をもち、移動目標であっても自己誘導で命中する高い精度を持つ。ただしこの場合、砲弾のコストは増大する。現在では安価な小型ドローン等で弾着位置を修正することで精度を向上させることが可能になった。
弾着速度
低い初速と大きく湾曲した曲射弾道をとるため、飛翔時間が長くなり、対砲迫レーダーに射撃位置を捕捉され易い。同様に、発射音や砲弾の飛翔音が聞こえてから着弾までの時間が比較的長く、目標に退避態勢をとられる可能性が高くなる（発射音を認識できるか否かは、射程や地形、天候などにもよる）。
ただし、弾着速度が遅いということは爆発時の衝撃が地面に吸収されにくくなることでもあり、爆発効果の及ぶ範囲は広くなる。口径60mmクラスの迫撃砲ですら、開闢地などの理想的な条件下であれば殺傷半径は20mに達する。
貫徹力
砲弾の運動エネルギーで目標を貫徹する砲ではないため、迫撃砲で使用する弾種には通常「徹甲弾」は用意されない。このため、厚い防御を施された掩体や装甲車両など、ハード・ターゲットの撃破には不向きである。
ただし、近年では成形炸薬弾による平射が可能なガンモーターや既存の120mm迫撃砲で使用可能な対戦車迫撃砲弾、また、軽装甲車輌なら十分に撃破可能な対装甲破片榴弾（PRAB）などが開発され、「硬目標は不得手」というかつての定義は変わりつつある。

## 代表的な迫撃砲の主要諸元
記事中の説明を補完するため、代表的な迫撃砲の主要諸元を以下に掲げる。なお、下段は比較のために掲げる他の火砲の主要諸元である。
〔凡例〕「重量」は砲本体と一体化されたトレーラーなどの総重量、「要員」は運搬および操作に要する最低兵員数、「射程」は通常弾使用時の最大射程、「RAP」はロケット・アシスト弾使用時の最大射程、「持続」は持続射撃時の最大射撃回数、「急速」は急速射撃時の最大射撃回数、「初速」は砲口初速、「俯仰」は上下射角、「射界」は左右射界、「年代」は実戦配備開始年代。
| 口径 (mm)                  | 名称           | 重量 (kg) | 要員 | 射程 (m) | RAP (m) | 持続 (r/min) | 急速 (r/min) | 砲身長 (mm) | 初速 (m/s) | 俯仰 (°) | 射界 (°) | 開発 | 年代  | 備考                             |
| -------------------------- | -------------- | --------- | ---- | -------- | ------- | ------------ | ------------ | ----------- | ---------- | -------- | -------- | ---- | ----- | -------------------------------- |
| 50                         | 八九式重擲弾筒 | 4.7       | 1    | 670      | ―       | 25           |              | 254         |            | 45       | ―        | 日   | 1930' | 旧日本陸軍の代表的な軽迫。       |
| 60                         | M224           | 21.1      | 3    | 3,490    | ―       | 20           | 30           | 1,000       | 213        |          | 14       | 米   | 1980' | 軽迫モードでは重量8.2kg。        |
| 81                         | M1             | 61.5      | 3    | 3,010    | ―       | 18           | 35           | 1,210       | 213        |          |          | 米   | 1930' | 第二次大戦中の米軍標準中迫。     |
| 81                         | sGrW34         | 57.0      | 3    | 2,400    | ―       | 15           | 25           | 1,143       | 174        | 45-90    | 10-23    | 独   | 1930' | 第二次大戦中の独軍標準中迫。     |
| 81                         | L16A2          | 35.3      | 3    | 5,675    |         | 15           | 30           | 1,280       | 225        |          |          | 英   | 1960' | 現在の代表的な中口径迫撃砲。     |
| 120                        | PM-43          | 280.0     |      | 5,700    | ―       | 15           |              | 1,862       | 272        |          |          | ソ   | 1940' | 第二次大戦中の最優秀重迫。       |
| 120                        | MO120RT        | 582.0     | 6    | 8,135    | 13,000  | 12           | 20           | 2,080       |            | 30-85    | 14       | 仏   |       | 現在の代表的な重迫撃砲。         |
| 160                        | ソルタムM66    | 341.0     | 6    | 9,600    |         |              |              |             |            | 30-80    | 20       | 以   |       | 現代の牽引式の中では最大口径。   |
| 榴弾砲の主要諸元（比較用） |                |           |      |          |         |              |              |             |            |          |          |      |       |                                  |
| 105                        | L118           | 1,858.0   | 7    | 17,200   |         | 3            | 8            |             |            | -5-70    | 5.6      | 英   | 1980' | 80～00年代の代表的な軽榴弾砲。   |
| 122                        | 2A18(D-30)     | 3,210.0   | 8    | 15,400   | 21,900  | 1            | 8            | 4,636       |            | -7-70    | 360      | ソ   | 1960' | 冷戦期の代表的なソ連製軽榴弾砲。 |
| 155                        | M198           | 7,154.0   | 9    | 22,400   | 30,000  | 2            | 4            | 6,096       |            | -5-72    |          | 米   | 1980' | 80～00年代の代表的な榴弾砲。     |

## 運用
迫撃砲の運用法は第二次世界大戦期にほぼ確立され、現代においても基本は変わっていない。以下では分類や編成、戦術上の役割など、運用に関する項目について記す。

### 分類

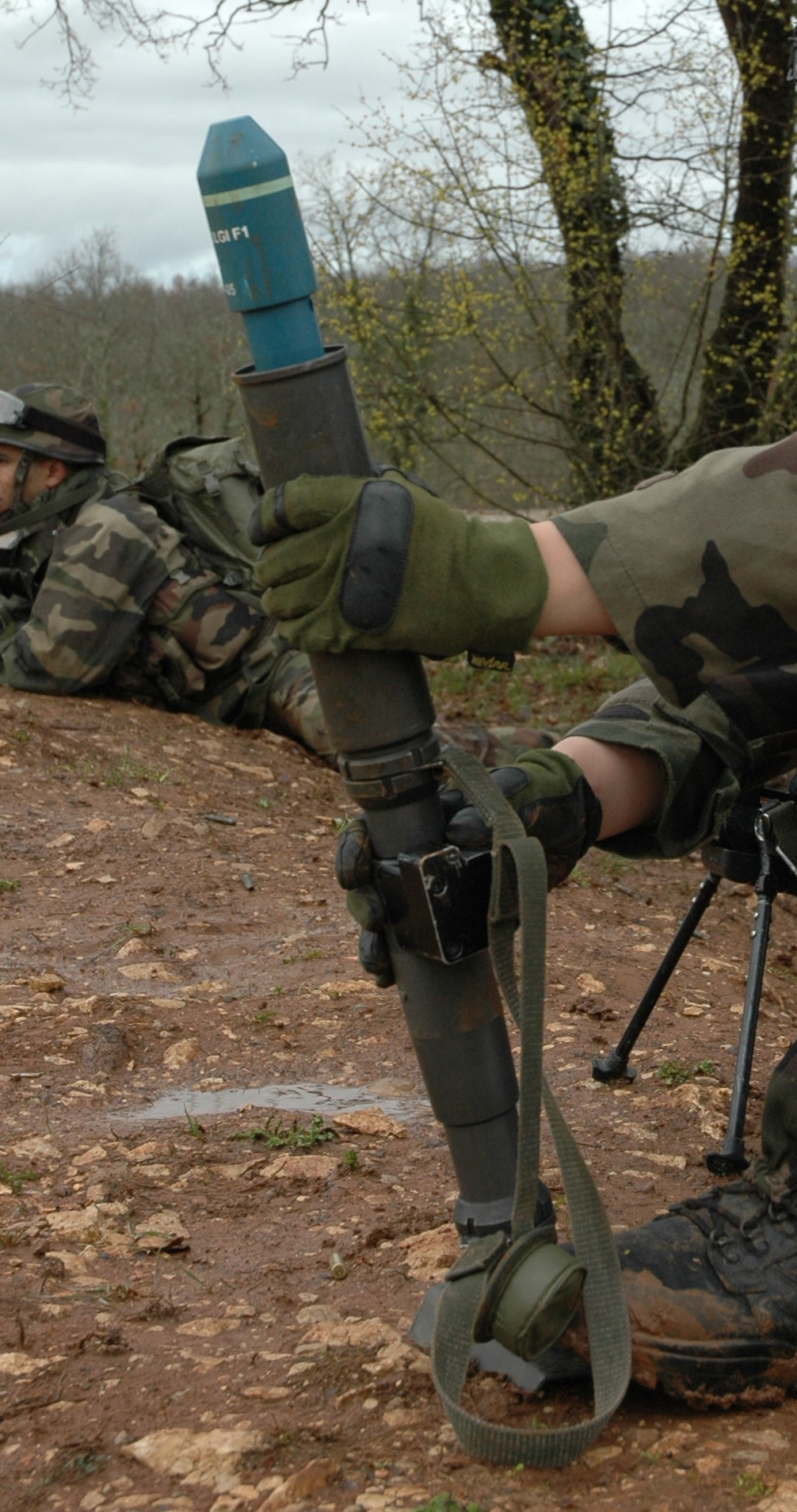
仏軍の50mm軽迫撃砲 F1

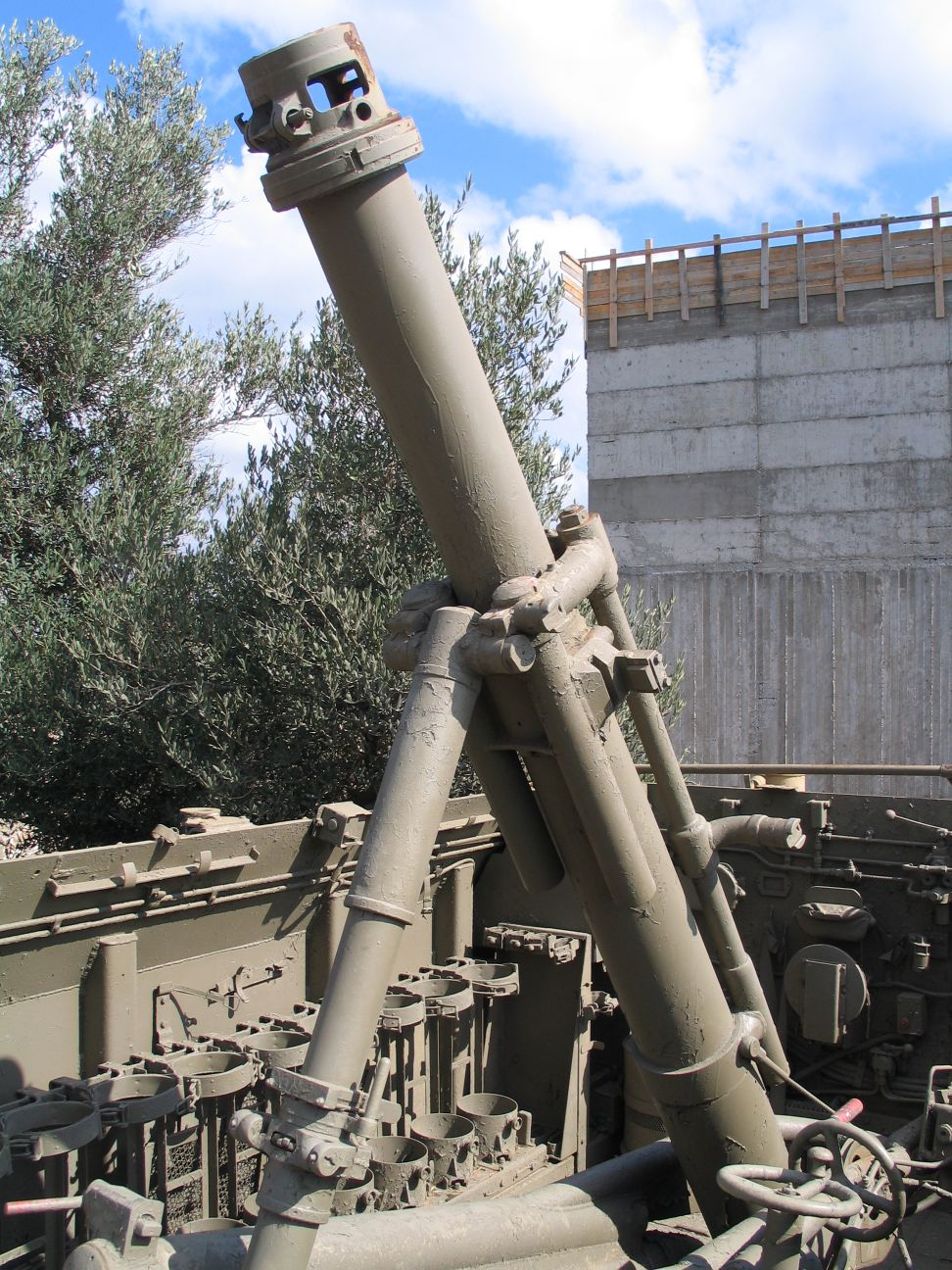
160mm迫撃砲M66

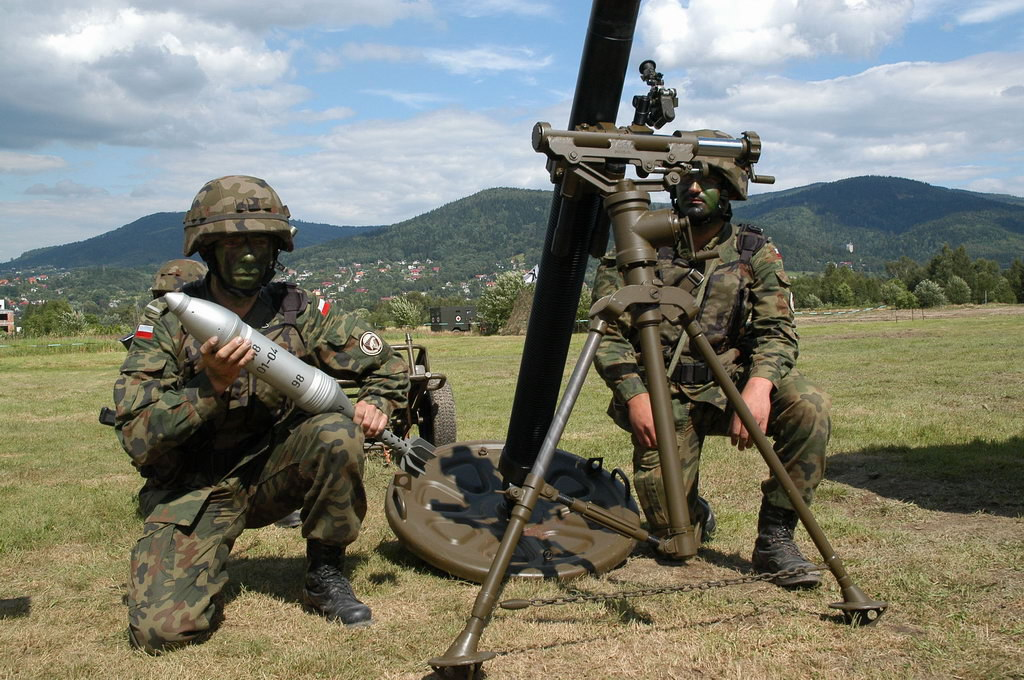
98mm迫撃砲M-98
欧州通常戦力条約（CFE）では口径100mm以上の火砲の保有総数を制限しているため、ポーランドは98mmという例を見ない口径の迫撃砲98mm迫撃砲M-98を開発した

軽・中・重という区分に厳密な定義はないが、概ね口径・重量・運用で分類される。同じ口径でも時代によって分類が異なる場合がある点に留意。
軽迫撃砲
口径37-51mm程度。分解せずに兵員1名で携行できるものが多い。弾薬の運搬も考慮せねばならないため、運用自体は兵員2-3名で行い、歩兵小隊ごとに数門を装備する。
日本陸軍では中口径迫撃砲を歩兵部隊の標準装備とはしなかったため、軽迫撃砲である八九式重擲弾筒を多用した。特に、現代ほど無線技術が発達していなかった第二次世界大戦期においては、最前線の歩兵小隊が支援火器を直接運用できることは大きなメリットであり、相対した米軍からも高い評価を得ている。
ベトナム戦争の頃から軽迫撃砲の役割はグレネードランチャーが担うようになったが、間接射撃が可能という優れた特性を有するため、仏軍のF1など一部の国では現代でも装備している。
中迫撃砲
口径60-82mm程度。中口径迫撃砲とも。分解して兵員数名で運搬でき、迫撃砲班5名前後で1門を運用することが多い。
中迫撃砲数門に重機関銃などを加えて火力支援小隊を編成し、歩兵中隊隷下の各小隊を支援する。現代では81・82mmクラスの軽量化が進んだため60mm迫撃砲は減少傾向にあるものの、いまだに多くの軍隊で使用されている。
米軍のM224 60mm 迫撃砲は"Handheld Mode"があり、支持架を外し、底盤を小型のものへ変更することで重量8.2kgとなり、軽迫撃砲として兵員1名で運搬・操作できる。
重迫撃砲
口径は概ね100mm以上。主流である120mmクラスのものは人力で設営可能だが、長距離の移動や弾薬の運搬は車輌で行われる。120mm迫撃砲 RTなど、被牽引用のトレーラーが砲架に組み込まれたものもある。
師団の重迫撃砲大隊または連隊の重迫撃砲中隊に配備され、各級隷下の歩兵部隊を支援する。120mmを超える大口径迫撃砲の場合、歩兵ではなく砲兵が運用することも多い。
近年では、かつて105mmや122mmクラスの軽榴弾砲が担っていた師団砲兵としての役割を、120mmクラスの重迫撃砲が代替しつつある。

### 編成

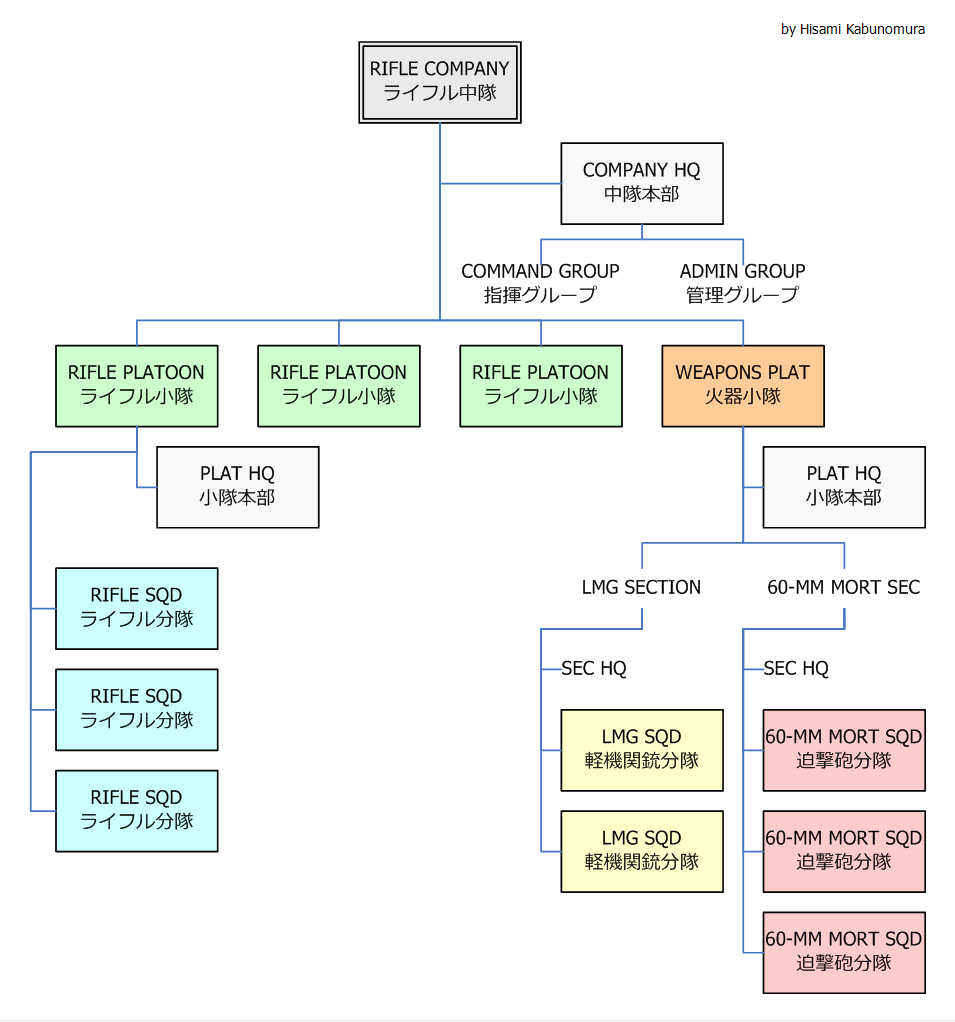
米軍ライフル中隊の編成（1941）
歩兵野戦教範「INFANTRY FIELD MANUAL(2 JUN 1941)」より

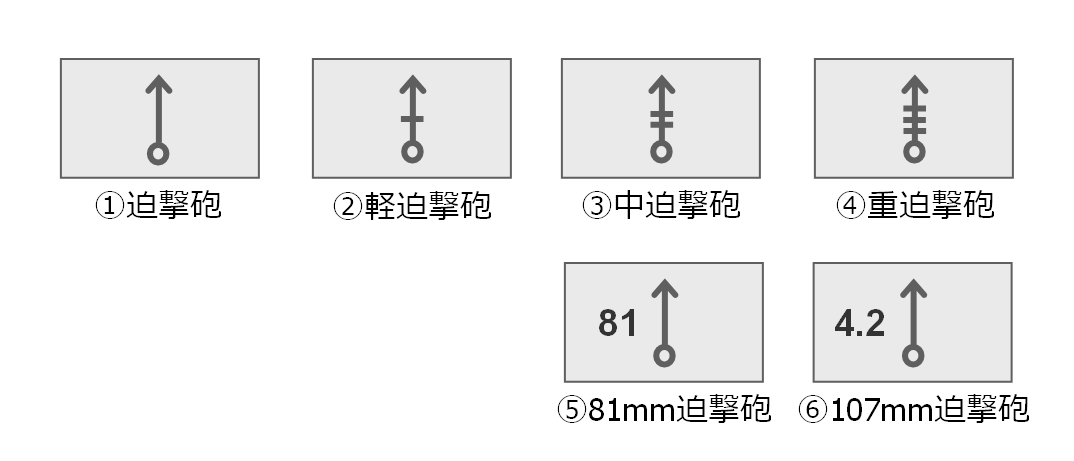
迫撃砲の兵科記号（STANAG2019）
APP-6Aの名称で標準化されており、北大西洋条約機構（NATO）加盟国共通の兵科記号である。
①は迫撃砲全般を指し、②③④がそれぞれ軽・中・重迫撃砲を示す。⑤⑥のような表記がなされる場合もある。
なお、兵科記号はマップ・アイコンと適切に併用しなければ意義が小さいが、ユニット・シンボルとマップ・アイコンだけで1,000ページを超えるマニュアルが用意されているほどである

アメリカ軍歩兵連隊の編成例（1941）
第二次世界大戦時の米軍では、定数3,068名の1個歩兵連隊にM2 60mm 迫撃砲が27門とM1 81mm 迫撃砲が18門配備されていた。
ライフル中隊は3個ライフル小隊と1個火器小隊で編成され、火器小隊は2個機関銃分隊と3個迫撃砲分隊（M2を各1門装備）からなるため、3個ライフル小隊を3門の60mm迫撃砲が支援した。
一方、歩兵大隊は3個ライフル中隊と1個重火器中隊で編成され、重火器中隊の迫撃砲小隊はM1を6門装備していた。1個連隊は3個歩兵大隊で構成されていたので計18門となる。
ドイツ軍歩兵連隊の編成例（1940）
第二次大戦時の独軍歩兵連隊は、連隊本部の麾下に3個歩兵大隊・1個歩兵砲中隊・1個対戦車中隊・各種補給段列などが配され、各歩兵大隊は3個歩兵中隊と1個重火器中隊によって構成されていた。
そして、歩兵中隊は中隊本部の麾下に3個歩兵小隊・1個対戦車銃分隊・4種の補給段列が配され、各歩兵小隊は4個歩兵分隊と1個軽迫撃砲班によって構成されていた。
軽迫撃砲班は3名の歩兵で編成されており、50mm軽迫撃砲（5 cm leGrW 36）各1門を装備していたため1個連隊で計27門を装備していた。ただし、後備師団など装備の充足率が低い部隊では全く装備していないことがある。この砲は軽迫ながら精密な構造で命中率も高かったが、重い上に威力が中途半端なため大戦中期以降は第一線から退いていき、後述する大隊支援用の81mm中迫がその役割を併せて担うようになる。
一方、重火器中隊は中隊本部の麾下に3個機関銃小隊・1個迫撃砲小隊・複数の補給段列（歩兵中隊の補給段列より規模が大きい）が配され、各迫撃砲小隊は3個迫撃砲分隊で構成されていた。
各迫撃砲分隊の兵員定数は8名、81mm迫撃砲（8 cm sGrW 34など）2門を装備していたため、1個連隊で計18門を装備していた。なお、大戦後期には更に1個重迫撃砲小隊を増強した連隊も存在し、この重迫小隊は120mm迫撃砲（12 cm GrW 42）を4門装備していた。

### 戦術
作戦行動中に迫撃砲が果たす戦術上の役割は、以下の3つに大別される。
近接支援射撃
敵部隊を壊滅、無力化、または制圧して前線の歩兵部隊を火力支援すること。迫撃砲は素早く展開・陣地転換でき、携行可能で前線の戦闘部隊と密接に連携することができるため、近接支援射撃には理想的な火器であり、迫撃砲の最も主要な任務である。
重砲と異なり、迫撃砲が敵部隊を「壊滅」できるのは掩体から露出した兵員に対して弾幕射撃を加えたときのみで、塹壕内の敵兵に対しては「無力化」が最大の目的となる。
なお、近接支援射撃には攻撃準備射撃や煙幕射撃、標示射撃も含む。
- 「攻撃準備射撃」とは、友軍の攻勢前に敵の抵抗陣地と戦線正面に弾幕射撃を加えること。主に砲兵の任務だが、全火力を投ずることが多いため前線近くに配置される迫撃砲も支援する。
- 「煙幕射撃」とは、敵陣前方に発煙弾を発射して目標を視認できなくしたり、戦況を正確に把握できなくすること。友軍の突撃時および撤退時の両方で使用される。
- 「標示射撃」とは、砲兵や航空機の攻撃に先んじて、距離測定や目標標示用のマーカーとして砲弾を発射すること。カラーリングされた煙幕弾を使用することもある。

対射撃
直接または間接照準射撃を行っている敵の火器や観測所、指揮統制施設を破壊する砲撃である。特に、敵の火砲・迫撃砲に対する射撃を「対砲迫射撃」という。
通常、砲兵の攻撃準備が整うまでは迫撃砲による対射撃を行うが、これが標示射撃を兼ねることも多い。
阻止射撃
まだ攻撃や防御の態勢が整っていない敵を攻撃して損害を与えること。敵の基地や後方連絡線、集結地点、兵站本部などを狙う。
阻止射撃には、攻撃準備破砕射撃や交通遮断射撃を含む。
- 「攻撃準備破砕射撃」とは、敵の攻勢が開始される直前に、第一線付近に集結した敵部隊を砲撃すること。
- 「交通遮断射撃」とは、敵の予備兵力の増援や配置転換による移動を妨げ、弾薬・糧食などが最前線へ補給されるのを阻止するために道路や連絡網に損害を与えること。

### 戦技

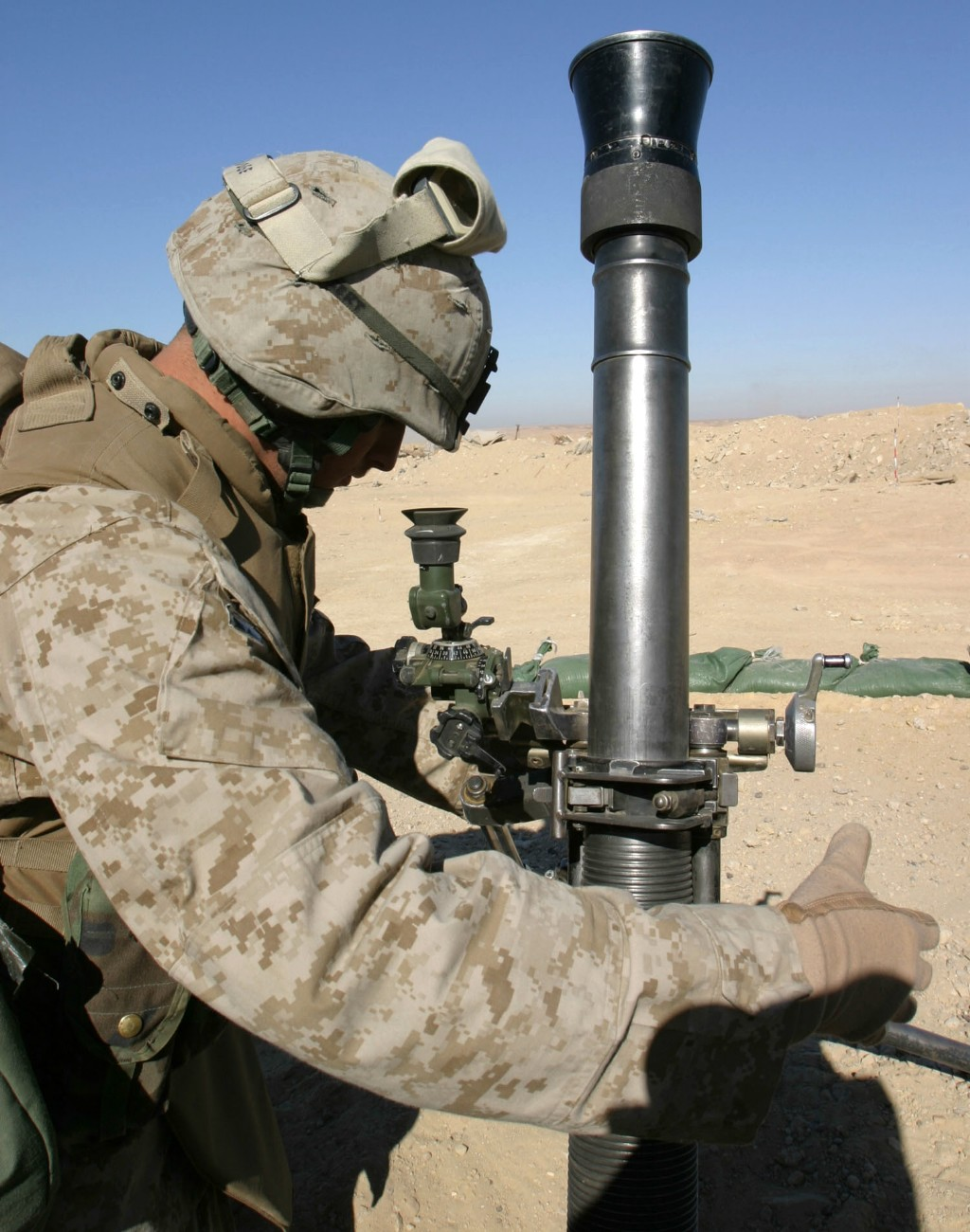
M252で照準を定める米兵
M252は81mm迫撃砲L16の米軍仕様モデルである

以下に、射撃準備から弾着までの簡単な流れを示す。（迫撃砲の射撃）
射撃準備
1. 指揮官が設置場所を決定すると各分隊ごとに分隊長が個別の設置場所と基準線の方向を示す。
  - 迫撃砲が設置される場所は小型のものほど前線に近くなり、中隊隷下の火器小隊は味方の歩兵小隊のすぐ後背に布陣する。このため後方の砲兵部隊に比べ迅速な展開を要する。
2. 迫撃砲も他の火砲と同じく水平な場所に設置する必要があるため、円匙（シャベル）などで平坦にする。
3. 設置場所に底盤を強く固定して砲本体を組み立てる。
4. 目標に向けた基準線を設定する。
  - 初期には通常の測量と同じように測量棒（標竿）を立てていたが、敵陣に近い位置に布陣することの多い迫撃砲にとっては危険度が高い。
  - 第二次世界大戦の頃にはコリメーターが照準器に組み込まれるようになり、測量棒は不要となった。
  - 近年ではレーザー測量とGPSの組み合わせなどによる電子システムにより、これらの作業は大幅に簡略化されている。
5. 簡易な設営作業では完全に水平にすることはできないため、水平器によって照準を調整する。

照準
1. 目標までの距離を測定する。
2. 射表を元に距離から仰角を算出して合わせる。射角表示器がある場合には表示器に距離と弾種を設定して目盛りに合わせる。
  - アメリカ軍ではM23 迫撃砲弾道計算機を使用して計算している。
3. 基準線に対して目標がどれだけずれた位置にいるかを判断して左右角度を調節する。

装填-弾着
1. 砲弾を砲口に添え、射撃指示によって砲身内へ落とし込む。（装填）
  - ライフリングされた砲の場合、砲身の溝と砲弾側の弾帯を噛み合わせて装填する必要がある。
  - 大口径の迫撃砲の場合、人力で砲口から装填するのは困難なため後装式が主流。
2. 砲弾は砲身内を滑り落ち、砲尾の底に設けられた撃針によって砲弾側の雷管が作動する。
  - 120mm迫撃砲 RTなど一部の製品では、墜発式（落とし込み式）と拉縄式とを選択できる。後者では砲弾を装填した後、撃発用のロープを任意のタイミングで引っ張って発射する。
3. 雷管に起爆されて発射薬が点火し、その爆発エネルギーによる砲身内の圧力で砲弾が発射される。
4. 発射された砲弾は、大きく湾曲した曲射弾道を描きながら飛翔する。
5. 砲弾は垂直に近い角度で着弾し、信管が作動して炸薬を起爆させる。
  - 射撃時の仰角によっては、垂直に近い角度では着弾しない。
  - 信管の設定や種類によって、爆発高度は異なる。

### 兵站

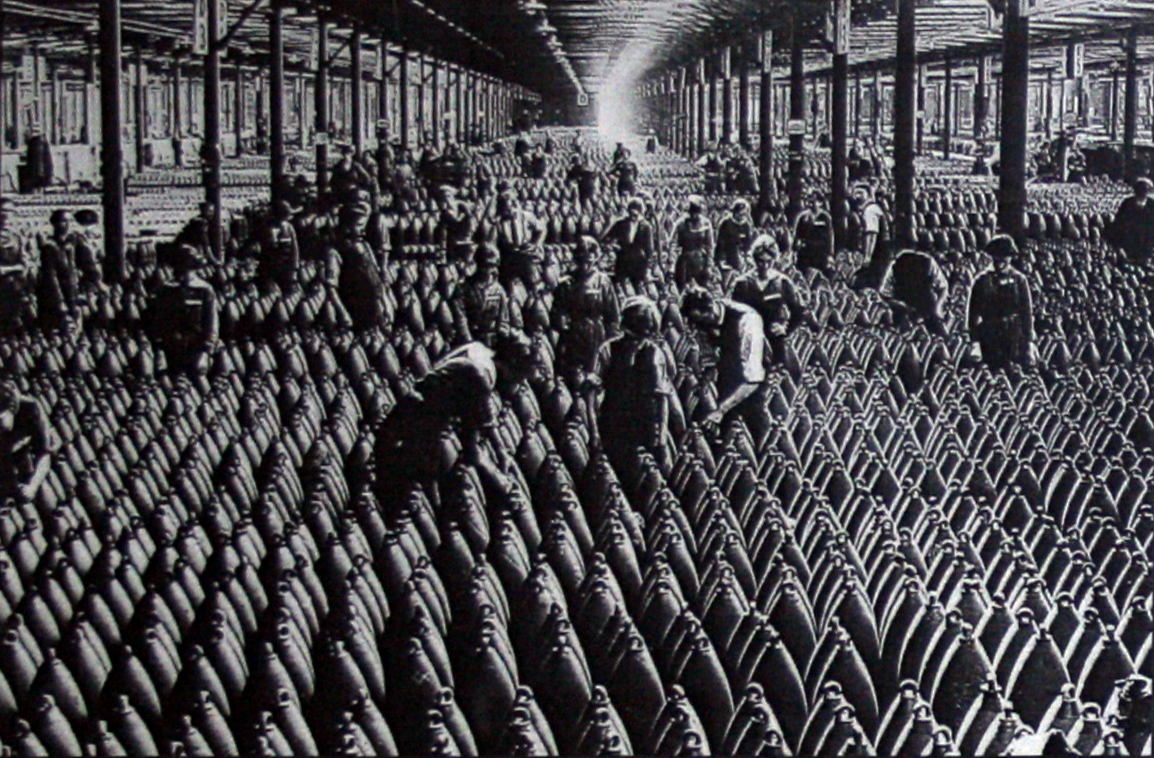
臼砲の弾薬工廠の模様（19世紀末）

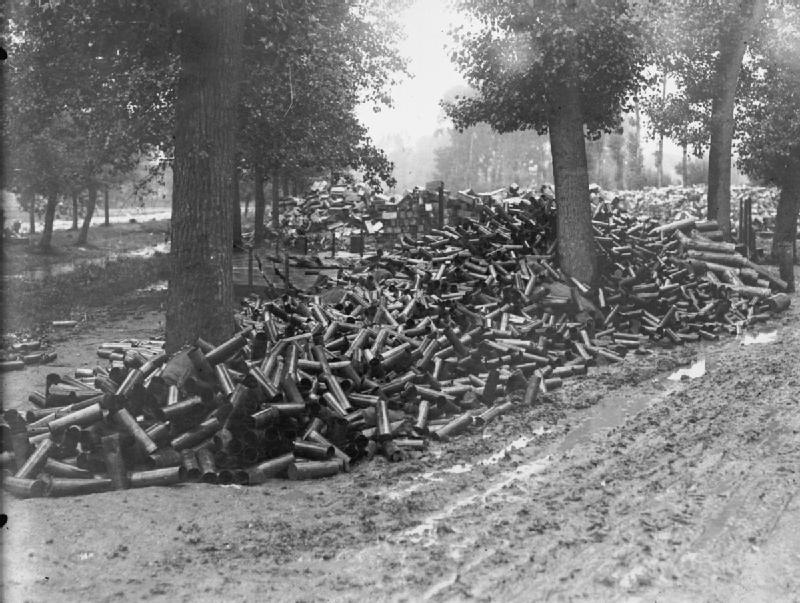
大量に投棄された砲弾の空薬莢
第一次大戦では、それまでの戦争とは比較にならないほど膨大な弾薬が消費された。両陣営が西部戦線で使用した砲弾の総重量は1,200万tを超える

迫撃砲は汎用性が高く戦闘の様々な局面で火力支援に使用される上、速射性に優れるため短時間に多数の砲弾を消費しがちである。したがって、大量の弾薬を供給するため輜重段列（補給部隊）の随伴が不可欠となる。
特に工業生産力が低く兵站が脆弱だった日本にとってこの問題は深刻であり、陸軍は第一線の歩兵大隊に対する曲射歩兵砲（十一年式曲射歩兵砲と九七式曲射歩兵砲）の全面的配備を躊躇し、直接照準による精密射撃が可能な従来型の歩兵砲の配備を優先したという経緯がある。
例えば十一年式曲射歩兵砲の場合、砲本体の重量は63kgだが弾薬定数112発の重量は運搬用具などを含めて364kgもあり、砲自体は兵員数名で携行できても弾薬の運搬には人員8名と馬2頭を要した。一会戦にどの程度の弾薬を準備するかは作戦によって異なるが、多いときでは1t以上もの弾薬を輸送せねばならず、十分な車輌を保有し得なかった輜重部隊の負担は相当なものであった（全力射撃を行えば、定数112発全弾を打ち尽くすのに10分も要しない）。
このように、兵站への負担や弾薬コストが膨らみがちであるという迫撃砲のデメリットは看過できない。しかし、これは敵方も条件は同じであり、「能力特性」に記した長所がこれらの短所を上回るため、迫撃砲は現代でもますます多用される傾向にある。

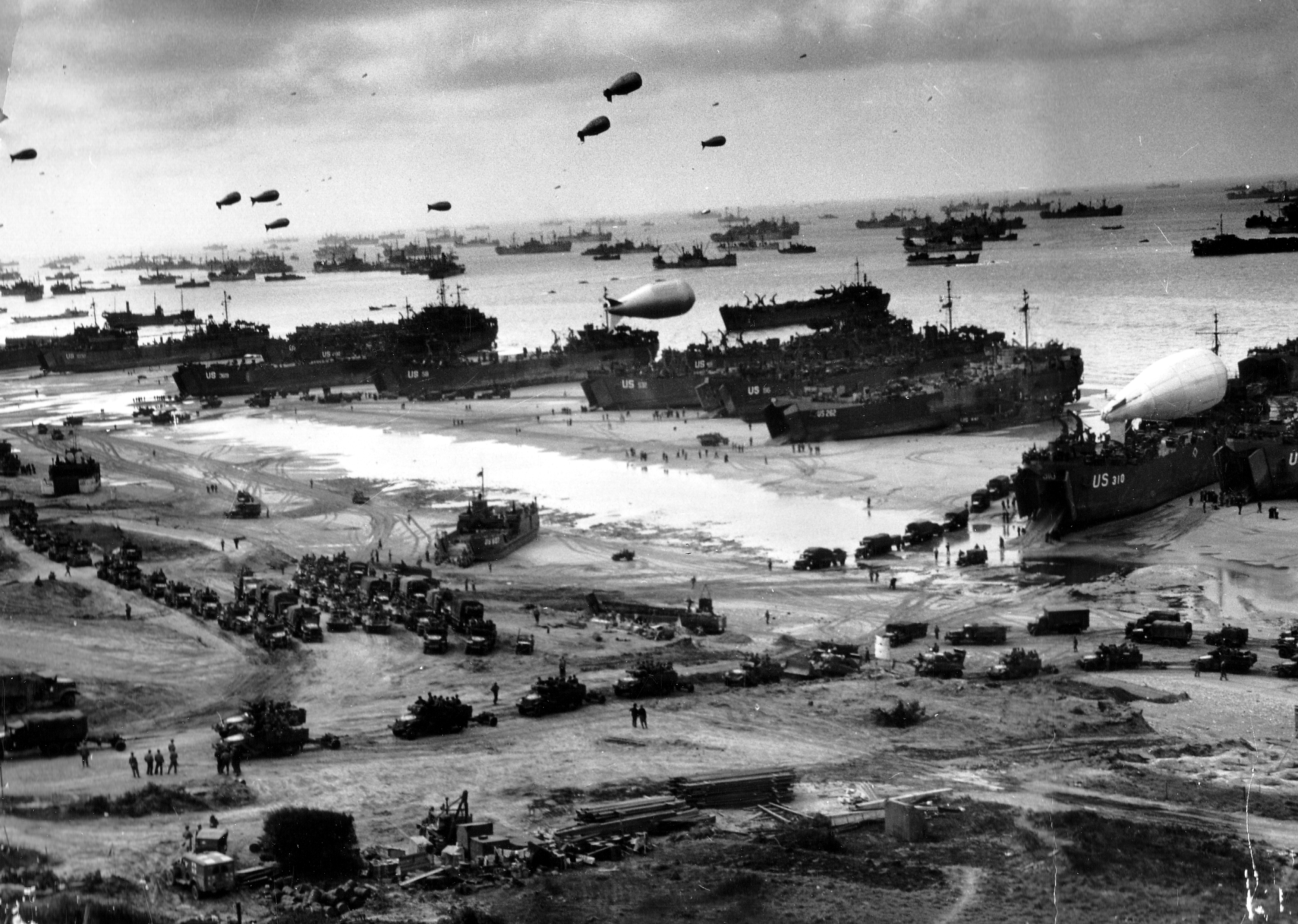
多量の物資と車輌を揚陸する連合軍の輸送船舶
（ノルマンディー/1944）

## 歴史
近現代の迫撃砲は、第一次世界大戦時に使用されたイギリスのストークス・モーターを原型としており、英語で同じ"mortar"である臼砲とは構造・運用ともに大きく異なる。しかし、「曲射弾道」という核となる特徴において共通しており、曲射弾道兵器の中で軽量・小型化の道へ分化した砲の一つの到達点である。
古代の投石機に始まり、射石砲を経て火砲が進化した後も、大きな破壊力をもった曲射弾道兵器は大重量なものに限られていたが、優れた設計思想と榴弾との組み合わせによって、従来とは比較にならないほど軽量小型で扱い易い画期的な砲が誕生した。

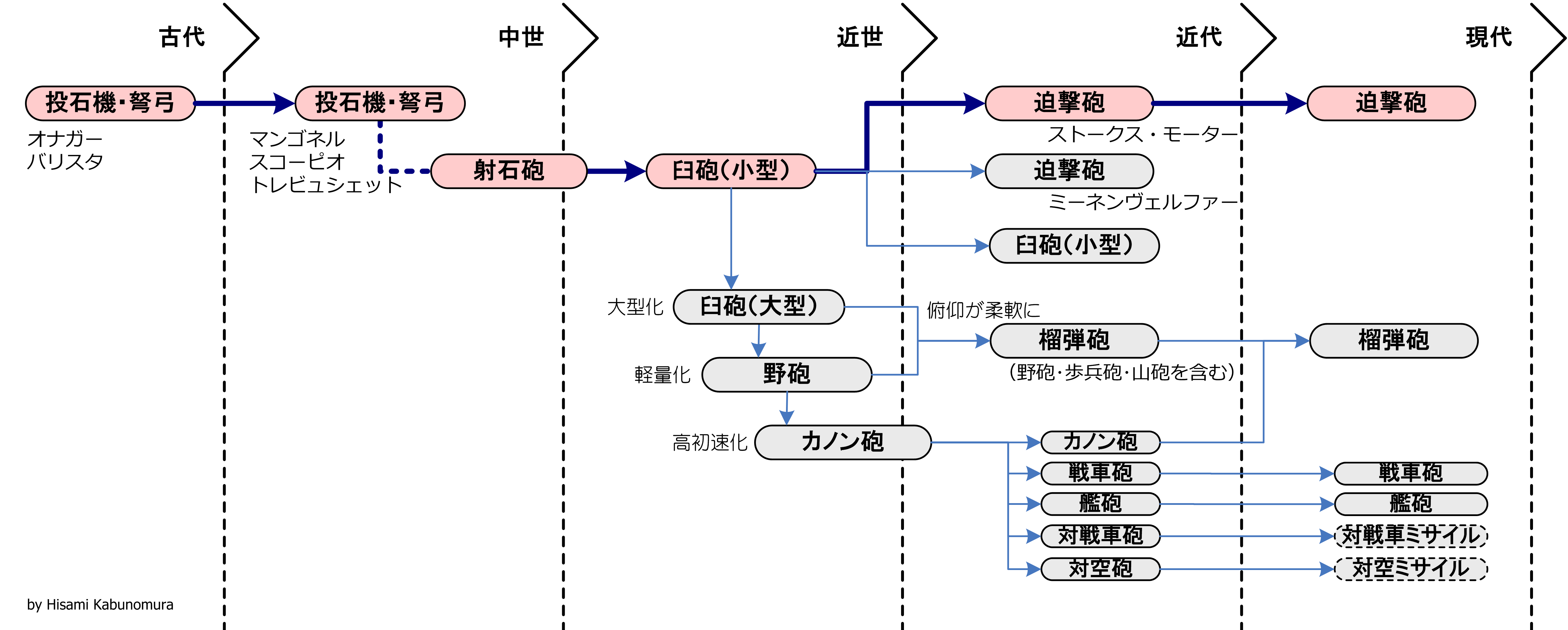
火砲の変遷

### 語源と用語

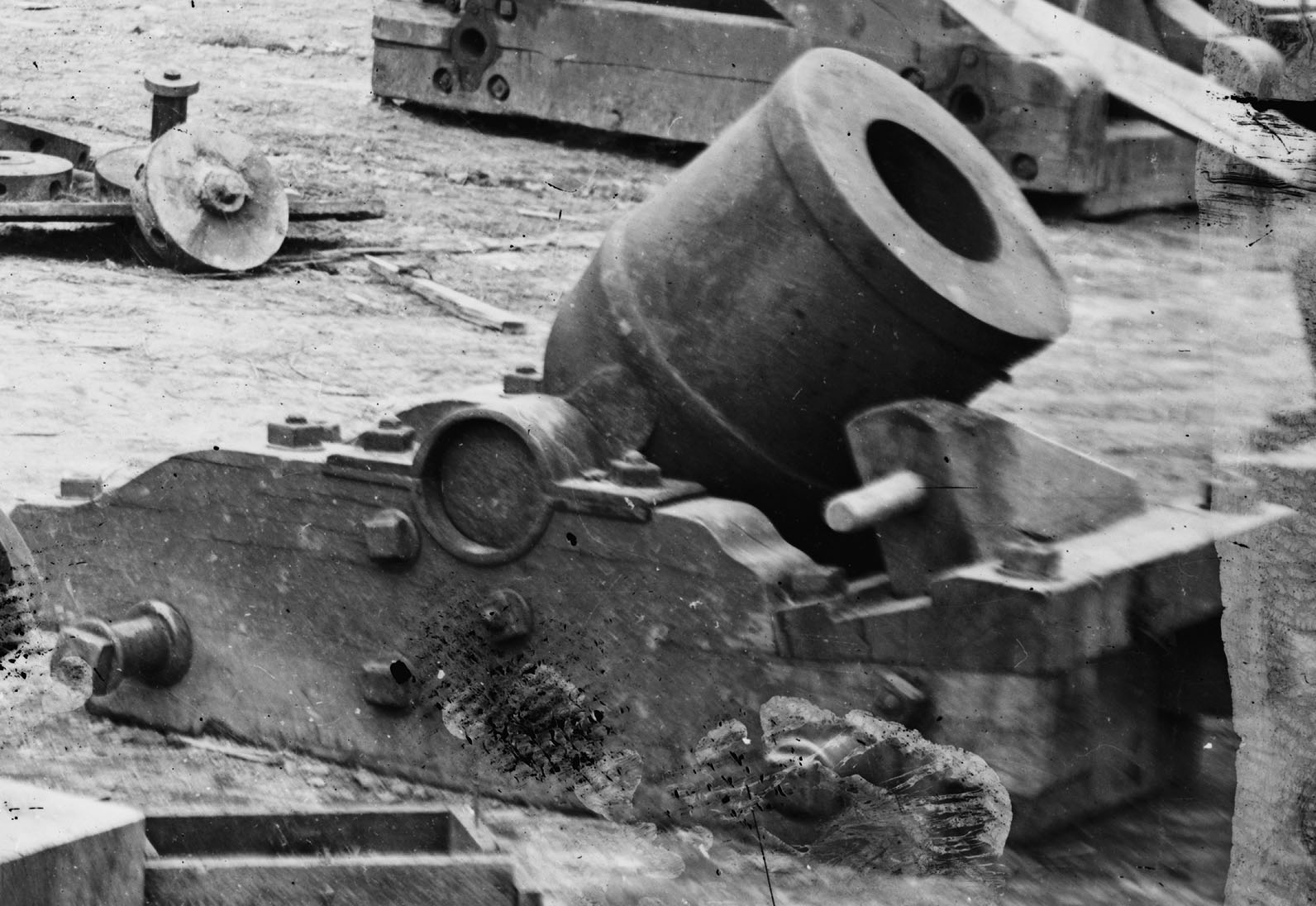
南北戦争時の203mm臼砲
臼砲は、火砲の中でも早期に登場し第二次世界大戦期まで使用され続けた。外観はまさに「臼」である

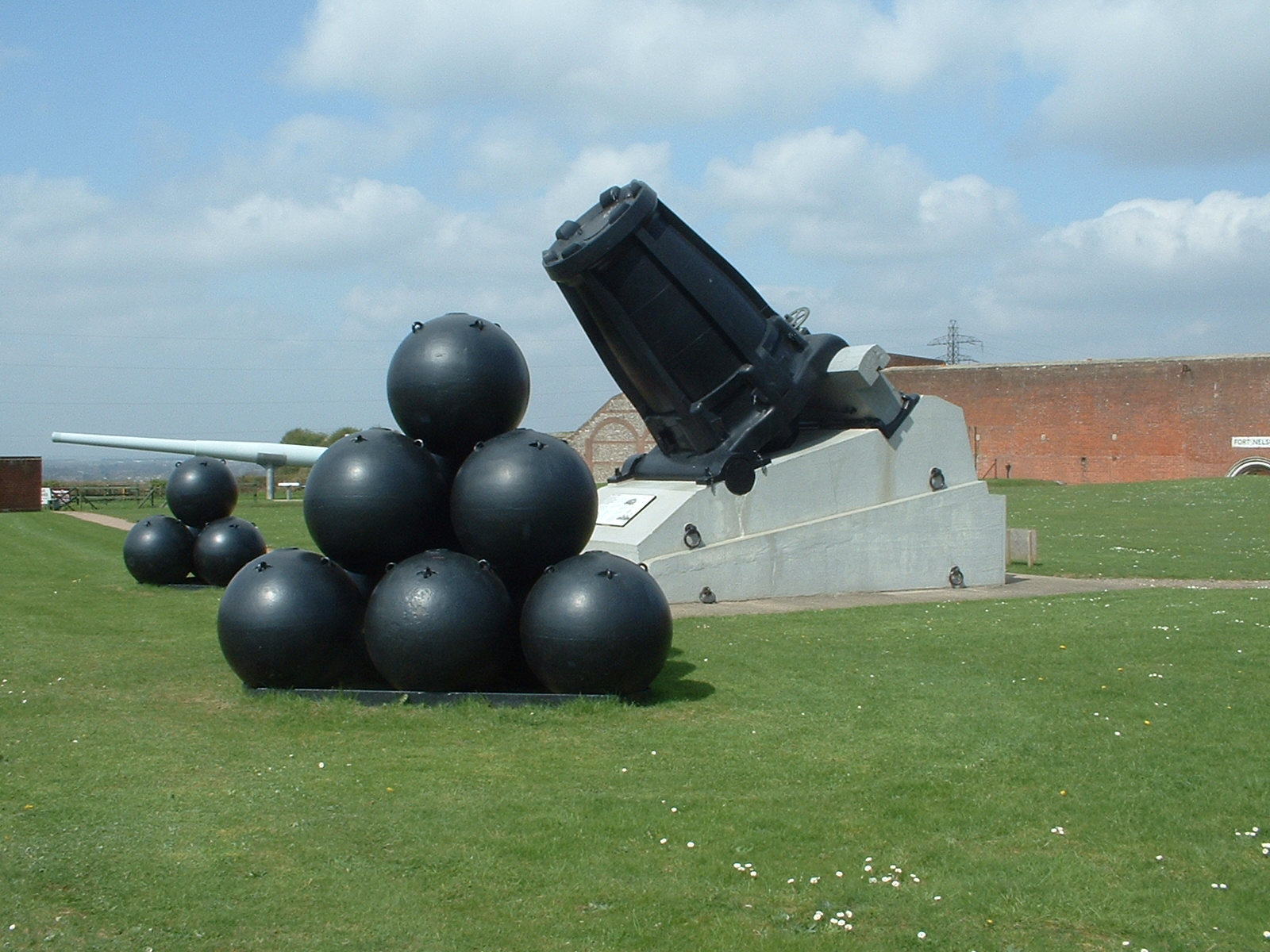
マレット砲（Mallet's Mortar）
1857年に製造された口径36インチ（910mm）という当時最大の臼砲である。英語では同じ"mortar"だが、もちろん迫撃砲ではない

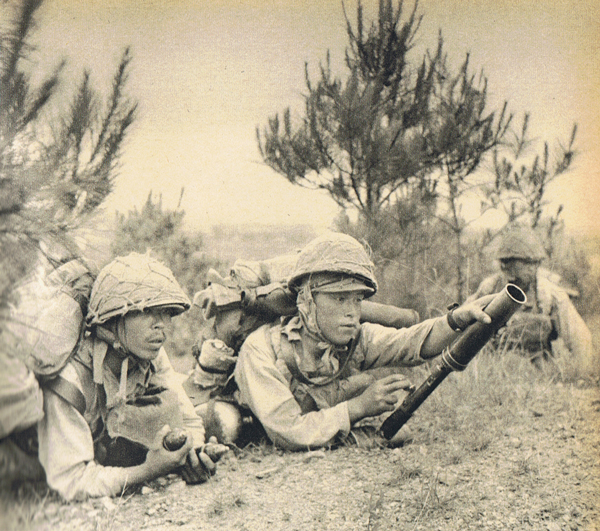
八九式重擲弾筒
1930年代に日本が開発した口径50mmの軽迫撃砲。中口径クラスの迫撃砲の装備が進んでいなかった日本軍にとって、歩兵部隊に広く行き渡っていた本兵器は重宝された。米軍からも高く評価されている

語源
英語の"mortar"（モーター）は、乳鉢や擂鉢（すりばち）など臼状のものを意味する仏語の"mortier"から派生しており、臼砲（きゅうほう）を指すのはそのため。幕末の日本では「モルチール（砲）」と称された。建築材料のモルタルもスペル・発音ともに同じで、「練って混ぜる」ことからラテン語の"mortarium"（乳鉢の意）に由来しており語源は同じである。
臼砲
初期の射石砲"bombard"は素材の強度不足から著しく肉厚で短い砲身をしており、その外観は臼のようであった。近世に入り野戦での平射を主目的とする初期の野砲"howitzer"が出現すると、これと区別するために従来型の短砲身砲は臼砲"mortar"と呼ばれるようになる（当時、"bombard"という用語は火砲全般を指した）。
近世を通じて火砲は徐々に進化し、特に産業革命が起こった近代以降は冶金・鋳造技術の発達で臼砲も大口径・長砲身化が進む。しかし、砲の外観が変化してからも、大きな仰角を取って低い初速で射撃する砲は引き続き"mortar"=臼砲と呼ばれた。駐退復座機や平衡機が発明されていなかった頃の大型砲の多くは、迫撃砲と同様に射撃時の反動を地面に吸収させる方式を採用している。
迫撃砲
臼砲は一時期廃れていたが、日露戦争から第一次世界大戦にかけて塹壕戦や要塞戦が本格化すると、射程は短くとも威力の大きな臼砲の需要が増し、再び多数の臼砲が作られた。この中には従来とは逆に軽量・小型化を追求した砲もあり、ここから発展したものが現代の迫撃砲である。
以上のように、歴史上の経緯から"mortar"という単語は臼砲・迫撃砲の両方を指す。ただし、現代では単に"mortar"と称した場合は本稿の主題である近現代型の迫撃砲を指す。また、臼砲と明確に区別するため、"infantry mortar"あるいは"modern mortar"と表記することもある。

#### 各国における用語
日本
日本語の「迫撃砲」という用語は、日露戦争において現地部隊で急造された即製の擲弾発射機を「敵に迫って撃つ」という意で迫撃砲と命名したのが嚆矢である。後に、この迫撃砲という名称が公文書で使用されたことから、英語で"mortar"と一括りにされる曲射弾道兵器が日本では臼砲と迫撃砲に分けられた。更に大正期に入って迫撃砲は砲兵科の管轄であるとされたことから、歩兵科が運用する迫撃砲は「曲射歩兵砲」と称することとなり、分類上の複雑化を招いている。
なお、日本陸軍の八九式重擲弾筒は構造・用法から軽迫撃砲に分類してもよい兵器だが、英語では"grenade discharger"（擲弾発射機）として紹介されることが多い。
ドイツ
ドイツでは、迫撃砲のことを"Granatwerfer"（擲弾投射機）と称しており、それ以前の小型曲射砲（後述）も"Minenwerfer"（爆薬投射機）としている。これは、擲弾は歩兵科、砲弾は砲兵科、爆薬は工兵科というセクショナリズムによるもので、性能や形状で区別しているわけではない。
イギリス
イギリスにおいてもリーベンス・プロジェクターや対戦車兵器PIATのように、構造が簡易で射程が短いものは「砲」というよりも投射機（英:projector/独:Werfer）として扱われている。
英国は、後述するスピガット・モーターの射出方式を利用した兵器を数多く開発しており、ヘッジホッグのように現代でも派生型が利用されている兵器も少なくない。
アメリカ
アメリカ国防総省（DoD）による"Mortar"の定義は砲口装填式の間接射撃兵器でライフルまたは滑腔砲身。榴弾砲よりも短射程、大きな仰角をとって射撃し、砲身長は10-20口径である。
ただし、近年では後装式の砲の登場、榴弾砲に匹敵する射程、平射が可能なものなど、定義に当てはまらない迫撃砲も増えつつある。

### 古代～中世後期
古代に用いられたオナガー（onager）、あるいは中世に登場したマンゴネル（mangonel）やトレビュシェット（trebuchet）といった投石機は、火薬こそ使用しないものの曲射弾道兵器という点で共通しており、臼砲や迫撃砲の系譜に連なっている。また、バリスタ（ballista）やスコーピオ（scorpio）などの弩弓の中には大きな仰角をとって曲射できるものもあり、防壁などの遮蔽物越しに攻撃できた。
火薬の燃焼エネルギーを利用した砲身内の圧力（装薬の化学変化によって生じるガスの膨張圧）で砲弾を加速する、いわゆる「火砲」は12世紀初頭のイスラム世界でようやく誕生するが、初期のマスケット（銃）が長いあいだ長弓に及ばなかったのと同様、火砲の進化にも長い年月を要し、トレビュシェットは火砲の登場後も300年近く使用され続けた。
なお、遥か後代の第一次世界大戦中、フランス軍はオナガーやマンゴネルを簡易縮小化した「スプリングガン」を前線に多数配備した。ゴムやバネの力で擲弾を発射する仕組みで投石機の近代再設計版と言えたが、射出できる擲弾が小さく威力不足な上に射程も短く、射距離の調節や照準が難しいことから早期に使用されなくなった。

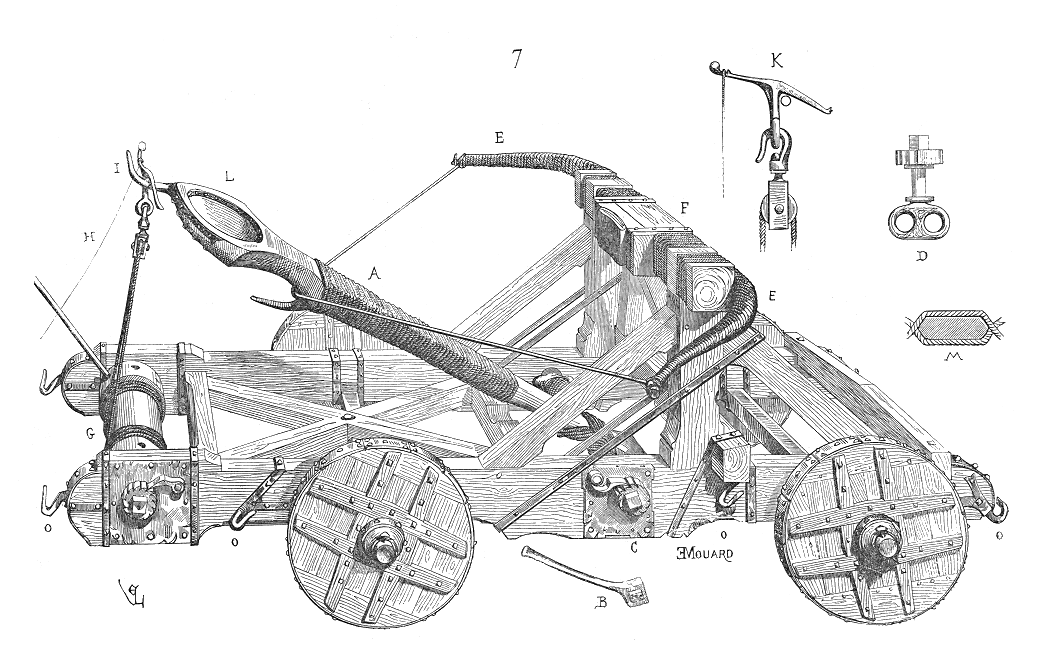
投石機オナガー（中世ではマンゴネル）
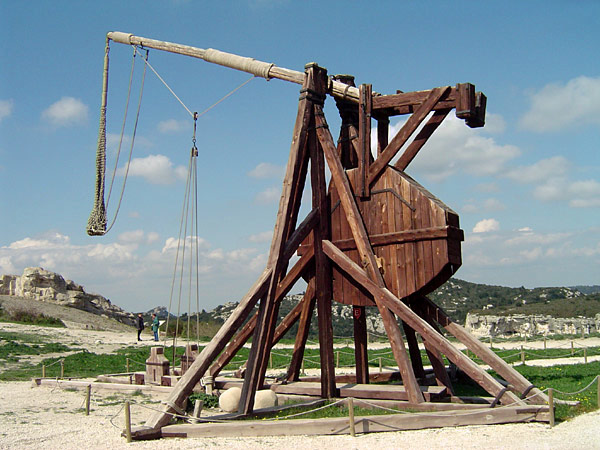
トレビュシェット 分解・梱包して搬送され戦地で組み立てられた。大型のものは150kgの石弾を300メートル投射できる

### 中世末期

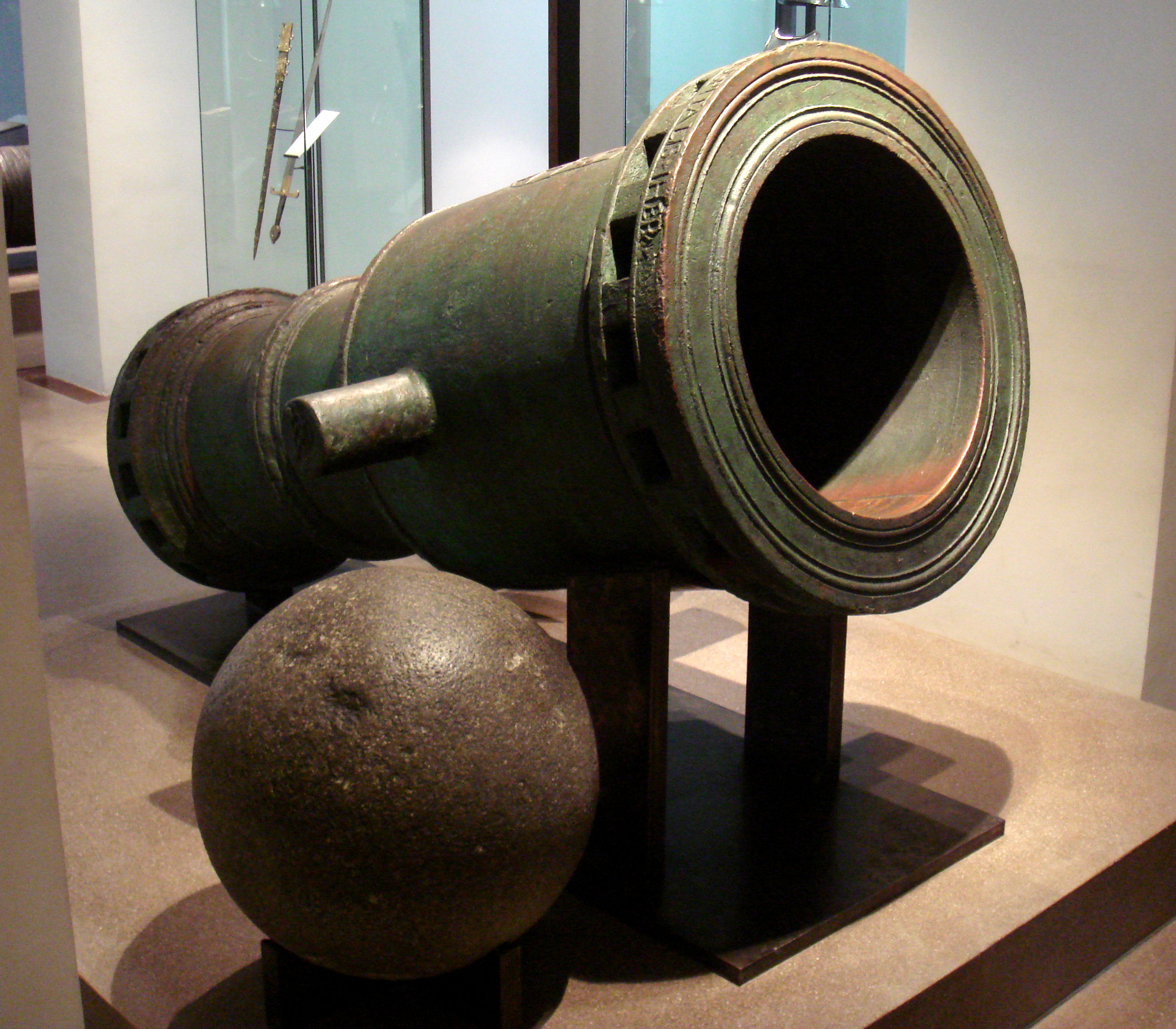
聖ヨハネ騎士団の射石砲
自重は3.3tもあり、260kgの砲弾を射出できる。ロードス島の攻防戦で城壁の内側から防御用に用いられた。
砲身中央部の突起が15世紀半ばに発明された「砲耳」で、これを支点にして容易に砲の俯仰をとることが可能になった

草創期の火砲の種類は幾つかあるが、その中から発展を遂げて主流をなしたものの一つが射石砲（bombard）である。英仏百年戦争（1339-1453）の頃には火砲が普遍的に使用されるようになり、トレビュシェットはほぼ完全に駆逐された。火砲が、操用性や生産性そして何よりも威力の点で従来の投石機を凌駕するに至ったためである（射「石」砲と和訳されるが鉄弾も発射する）。
投石機と同様、射石砲の最大の目的は城壁や塔の破壊つまり攻城戦にあった。したがって、より大きく重い砲弾を投射すべく大口径の砲が求められたが、冶金工学や鋳造技術の限界で砲身に用いられる鉄の強度が弱く、初期の射石砲は著しく肉厚で砲身は短い。
中世末期、射石砲は「モンス・メグ」や「ウルバンの巨砲」に代表されるように大口径化が進み砲身も長くなっていくが、一部のものは初期の射石砲の形態を踏襲し、臼砲として砲の一分野を形成しつつ第二次大戦期まで500年以上にわたって使用され続けた。
これは、巨大化した砲に大きな仰角をとらせることが至難で、防壁などの遮蔽物越しに曲射する目的であれば射角の変更が容易な臼砲のほうが扱い易かったためである。大型の砲が俯仰を自在に変更するためには、平衡機の発明を待たねばならない。

### 近世
15世紀半ばまで大半の火砲は鉄製だったが、近世に入ると青銅砲が主流となる。その理由は、(1)柔軟性の高い青銅は鉄に比べ砲身の厚みや口径を規格どおりに生産でき、射撃時の燃焼エネルギーの損失が少なかったこと、(2)加熱法の問題から、鍛造の鉄製砲よりも鋳造の青銅砲のほうが短時間で製造でき、また、錫と銅の鉱山開発が進んで原料が恒常的に入手できるようになり量産が容易になったこと、(3)火薬の改良が進んで爆発力が向上し、当時の粗鉄では砲腔破裂が頻発するようになったため、粘りがある青銅のほうが耐久性に優れていたこと、などである。この結果、16世紀前半（1520年頃）に鉄製砲は消滅した。
砲身の肉厚を薄くしても強度を保てるようになると、軍の移動に随伴できる機動的な「野砲」（howitzer）が登場し、主に野戦用であったが攻城戦にも用いられた。また、従来の大口径・短砲身砲も軽量化が進み、野砲と区別するため「臼砲」と呼ばれるようになった。臼砲は射程こそ短いものの、大口径砲弾の破壊力は攻城戦に欠かせないものとなる。これらの砲の普及によって、重量過大で運搬や設置に多大な労力を要する重ボンバルドは急速に姿を消していった。
野砲や臼砲の登場で、野戦・攻城戦ともに戦術面で大きな変革が起こる。特に攻城戦では城砦の防御力と比して火砲の攻撃力が圧倒的になり、薄く高い防壁と尖塔からなる中世様式の城砦は容易に粉砕されるようになった。例えばイタリア戦争（1494-1559）において、140門の機動火砲を率いたフランスのシャルル8世はイタリアの諸都市を瞬く間に席捲している。かつて、一つの城砦を陥落させるために長ければ数ヶ月あるいは年単位の攻囲を要したことに比べると革命的な変化であり、火砲の発達に伴い城郭の様式はヴォーバンに代表される星型稜堡式へと順次変貌していく。
また、砲の発展と共に重要な点が錬鉄弾の開発である。この鉄弾の登場までは石弾が使用されていたが、錬鉄弾は城壁に対する貫徹力が石弾と比べ3倍も高く、これが石造りの中世式城砦に対して絶大な威力を発揮したのである。
なお、野砲は射程の向上を狙って次第に長砲身化していきカノン砲（field gun）へと進化するが、臼砲の外観は時代が進んでもほとんど変化していない。ただし、17世紀後期には「クーホルン砲」と呼ばれる可搬式臼砲が登場しており、重量90kg前後で兵員4名が運搬できた。現代の迫撃砲と比べれば遥かに重いが、携行可能という当時としては画期的な軽量小型の砲であり、迫撃砲の始祖の一つと言える。

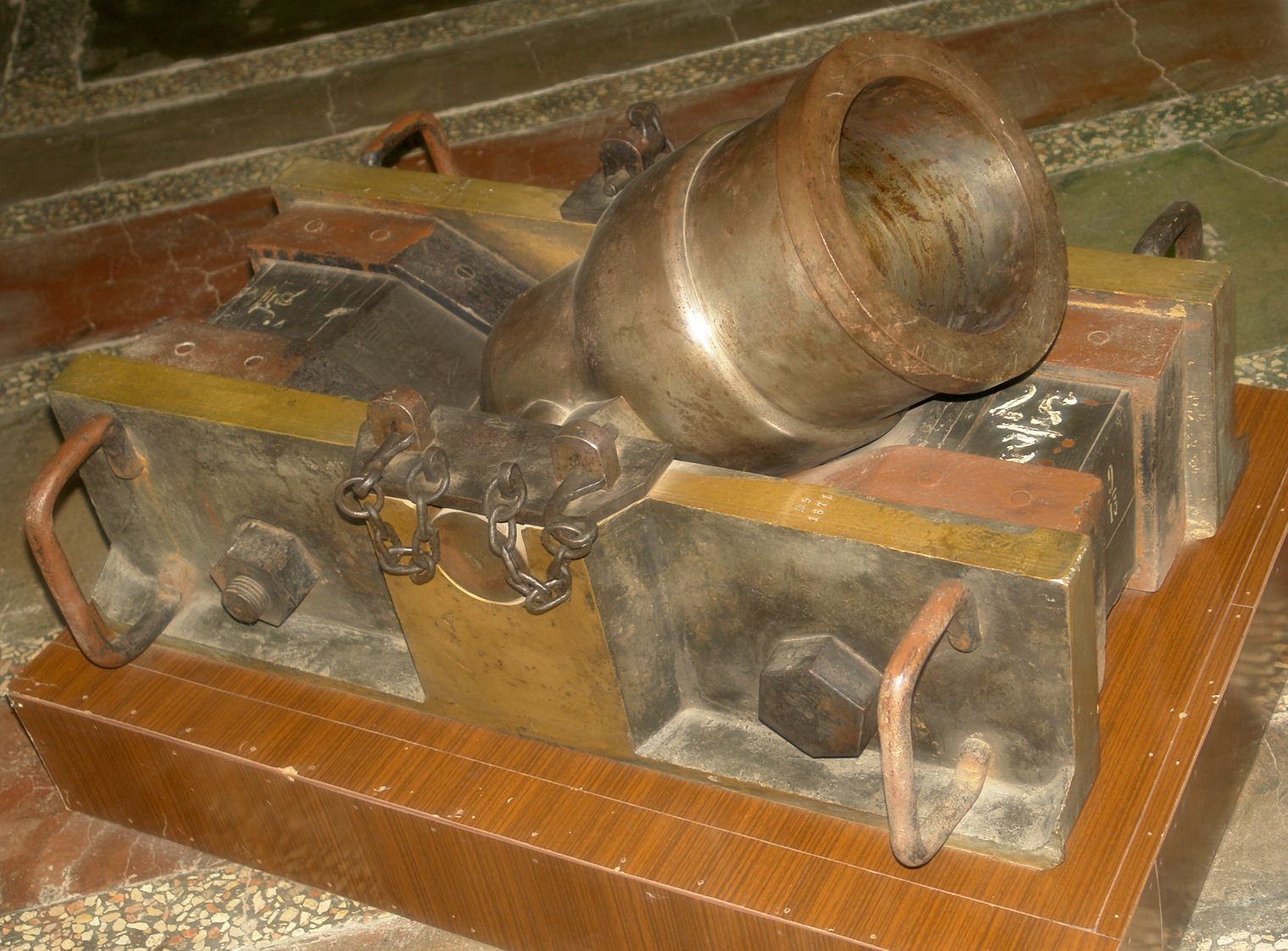
クーホルン砲 1673年の登場以来盛んに使用されたが、近世末期に一時的に廃れた。近代に入ってから再び脚光を浴び、南北戦争の頃まで使用されている
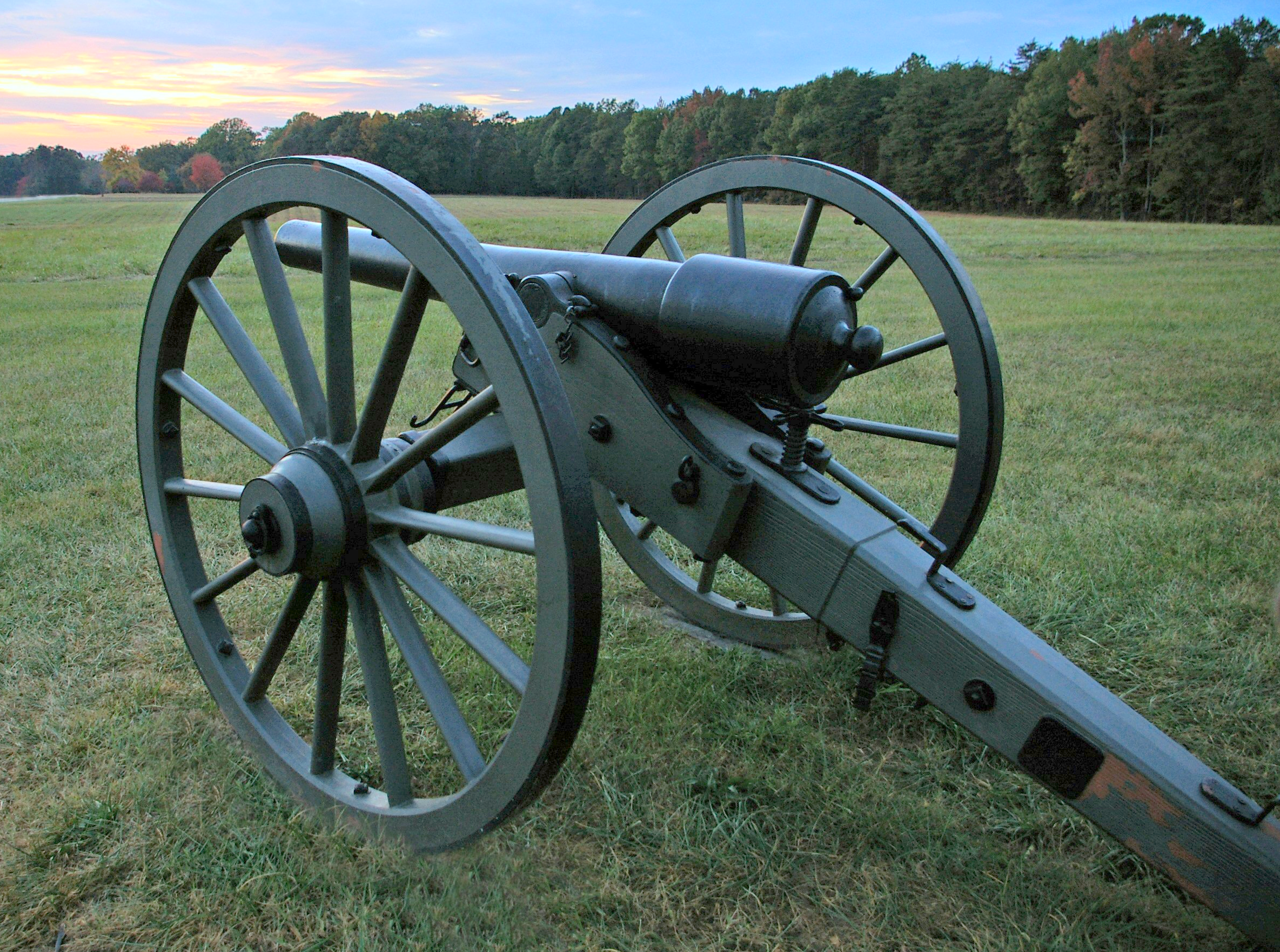
近世の野砲 当時の野砲は射撃のたびに砲架や車輪を含む砲全体が反動で後退するため、射撃する度に一から照準し直す必要があった。 20世紀に入り駐退復座機をもつ砲が登場し、反動による後退は砲身だけで済むようになるが、その意義は極めて大きい
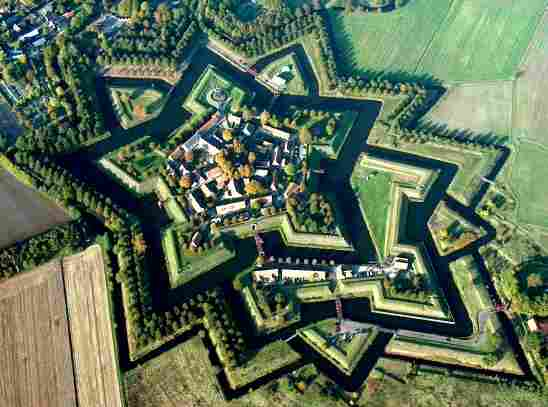
近世の星型稜堡式要塞 （ヴォーバンの第一様式から第三様式への変遷を示した模式図）

### 日露戦争（1904～1905）

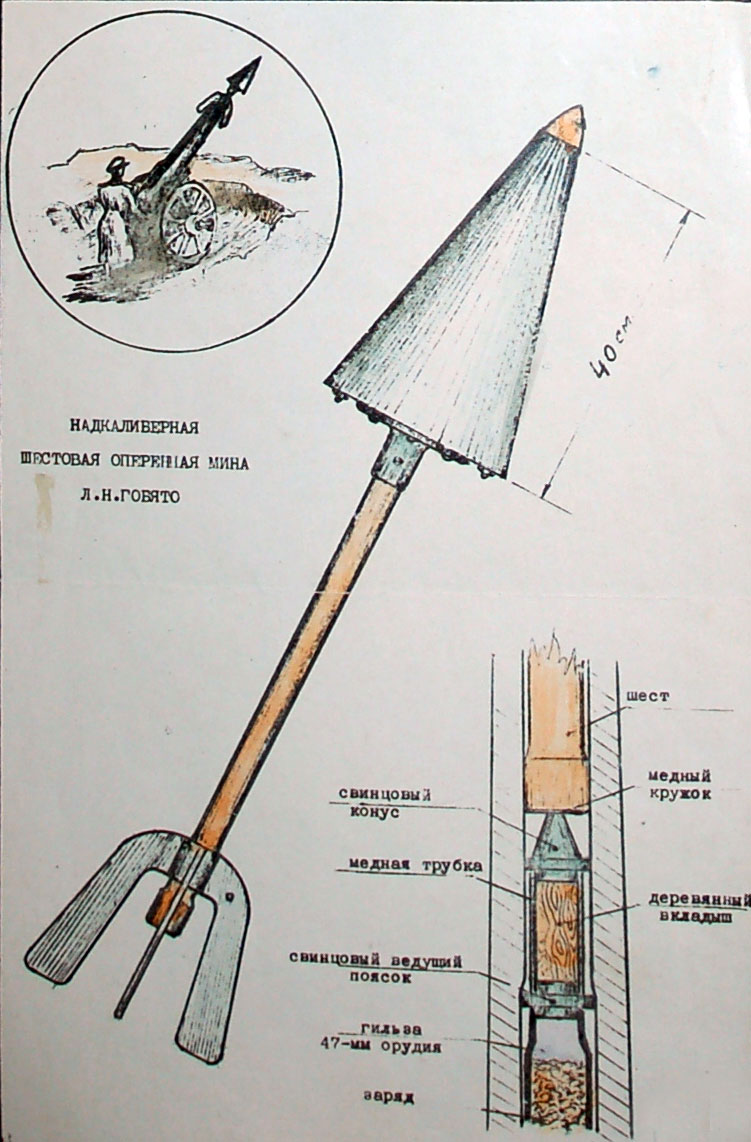
ロシア軍が使用した迫撃砲
既存の47mm砲を流用したスピガット・モーターで、砲弾と射出の仕組みをレオニード・ゴビャートが考案した。日本軍の即製迫撃砲とは構造が異なる

日露戦争は第一次世界大戦の前哨戦とも言え、新兵器である機関銃と塹壕・堡塁を組み合わせた本格的な野戦防御陣地が構築された初の大規模近代戦争であり、迫撃砲のプロトタイプである小型軽量の近接支援火器も本戦役で初めて登場する。
旅順における日本第3軍の死闘はつとに名高いが、最前線では敵の塹壕に至近から爆薬を投擲しあう肉弾戦が展開され、両軍ともに甚大な損害を出していた。これを憂慮した日本軍攻城砲兵司令部の今沢義雄中佐が、より遠方へ爆薬を投射するために打上花火の仕組みを応用して即製の擲弾発射機を考案し、「敵に迫って砲撃する」という意から迫撃砲と名付けられた。
このとき各部隊で急造された擲弾発射機は、木製の筒に竹の箍（たが）を連ねて補強した口径12-18cmの砲身をもち、黒色火薬の装薬に導火線で点火するという簡素な構造であった。また、砲弾と装薬が分離しており、第一次大戦で登場したストークス型迫撃砲のようにカートリッジ方式ではない。
なお、この木製砲は後に技術審査部における鉄製の十糎半携帯迫撃砲の開発へと発展し、明治38年8月には下志津原で射撃試験が行われた。しかし、砲身が破裂して死者3名と負傷者多数を出す事故を起こし、改良を模索しているうちに日露戦争が終結してしまい実戦には間に合わず開発中止となった。これ以降、第一次世界大戦が始まるまで日本における迫撃砲の開発は停滞することになる。
日本軍は他にも口径7cm・12cm・18cmの迫撃砲を開発していたことが記録に残っている。この12cm迫撃砲は、幕末に購入した旧式の十二栂臼砲の砲弾を再利用していた。また、明治38年付の資料には、後の擲弾筒を彷彿させる口径44mm・砲身長200mm・全長329mmという軽迫撃砲が記載されている。
同様の小型曲射兵器はロシア軍も使用しており、レオニード・ゴビャートが開発したものは"Бомбомёт"（直訳すれば爆弾(擲弾)発射機）と呼ばれ、第一次大戦が終わる頃までは迫撃砲を意味していた。ゴビャートが考案した迫撃砲は後に「スピガット・モーター」（後述）として彼の著書と共に欧米へ広まり、第一次大戦で広く使用されることになる。
なお、本戦役には外国からも多数の観戦武官が日露両軍に随伴し、新兵器の威力や従来とは異なった戦闘の推移について多くの報告が本国に送られたが、極東における局地戦の一事象としてほとんど顧みられず、続く世界大戦で各国は日露戦争以上の代償を支払うことになる。

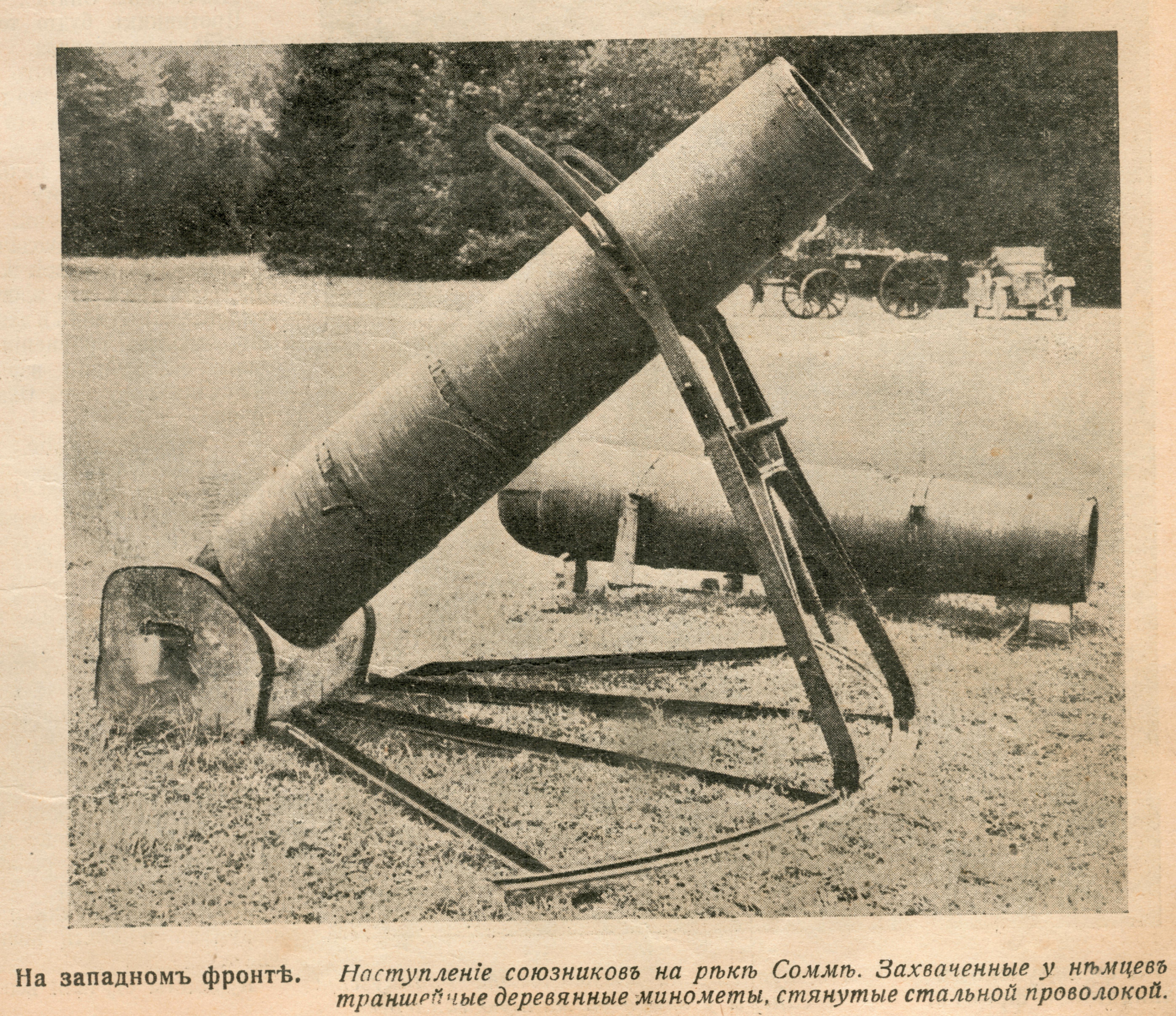
日本軍方式の迫撃砲 画像はドイツ軍第一次世界大戦で使用したもので、鉄線で巻いた木製砲身を備える。日本側が日露戦争前半に使用した木製の即製迫撃砲とは異なるが、基本構造は同じである
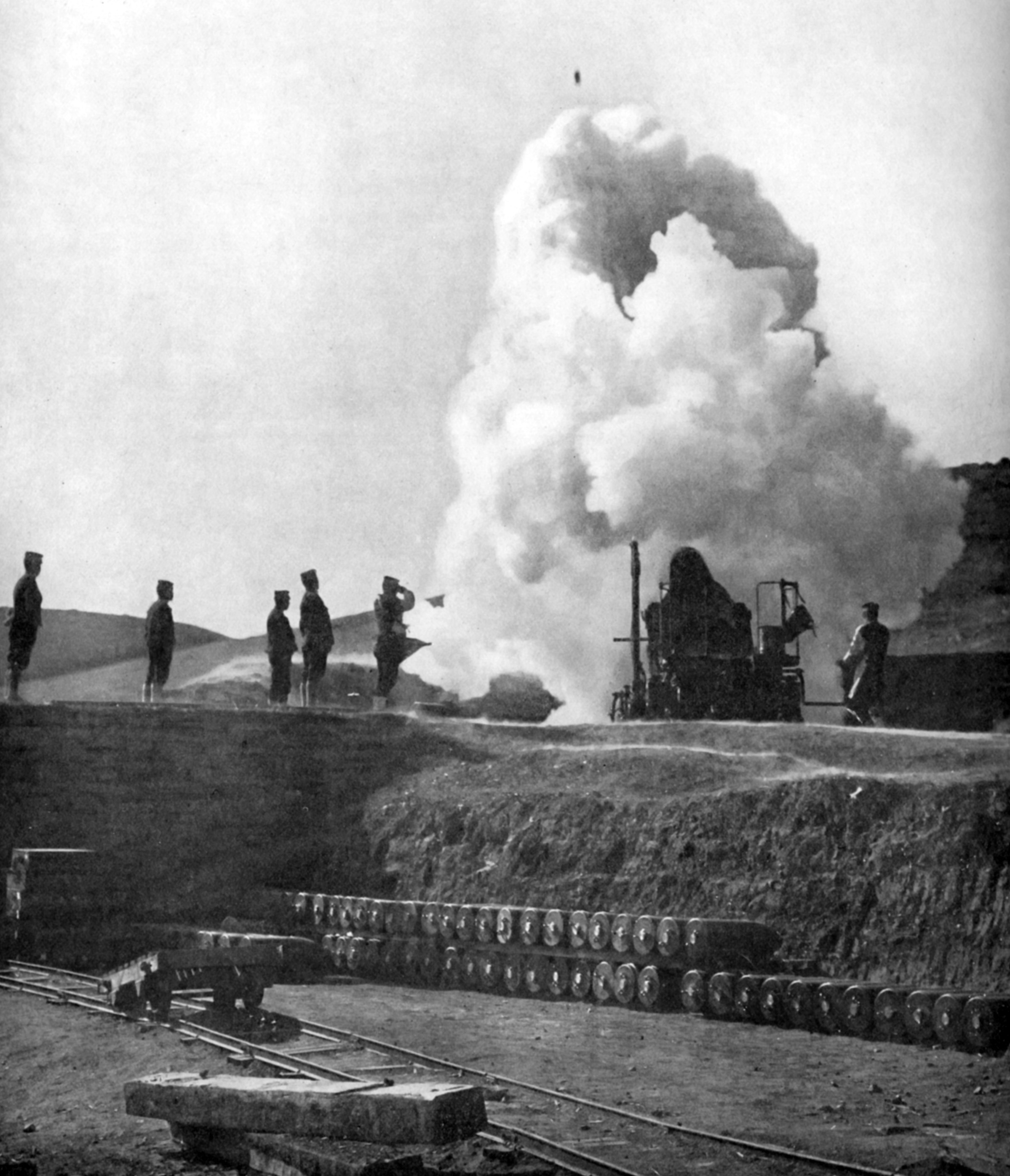
日本第3軍の二十八糎砲 迫撃砲と同様の曲射弾道を活かして旅順港を砲撃した。203高地は間接射撃のための観測点として必要だった
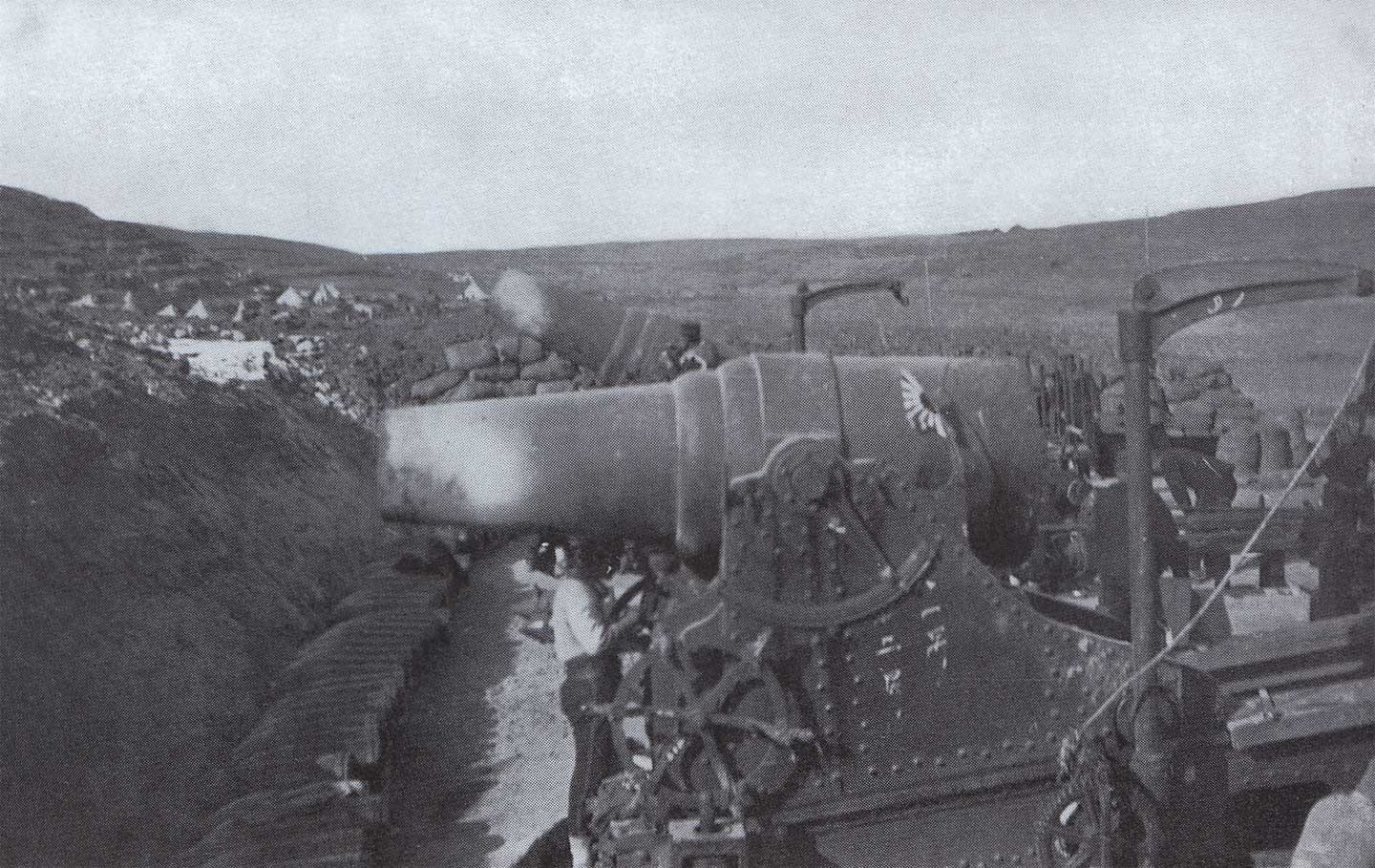
俯角をとった状態の二十八糎砲 同じ"mortar"だが、このような大型砲とは異なり、迫撃砲は軽量小型化を追求して分化したものである

### 第一次大戦期（1914～1918）

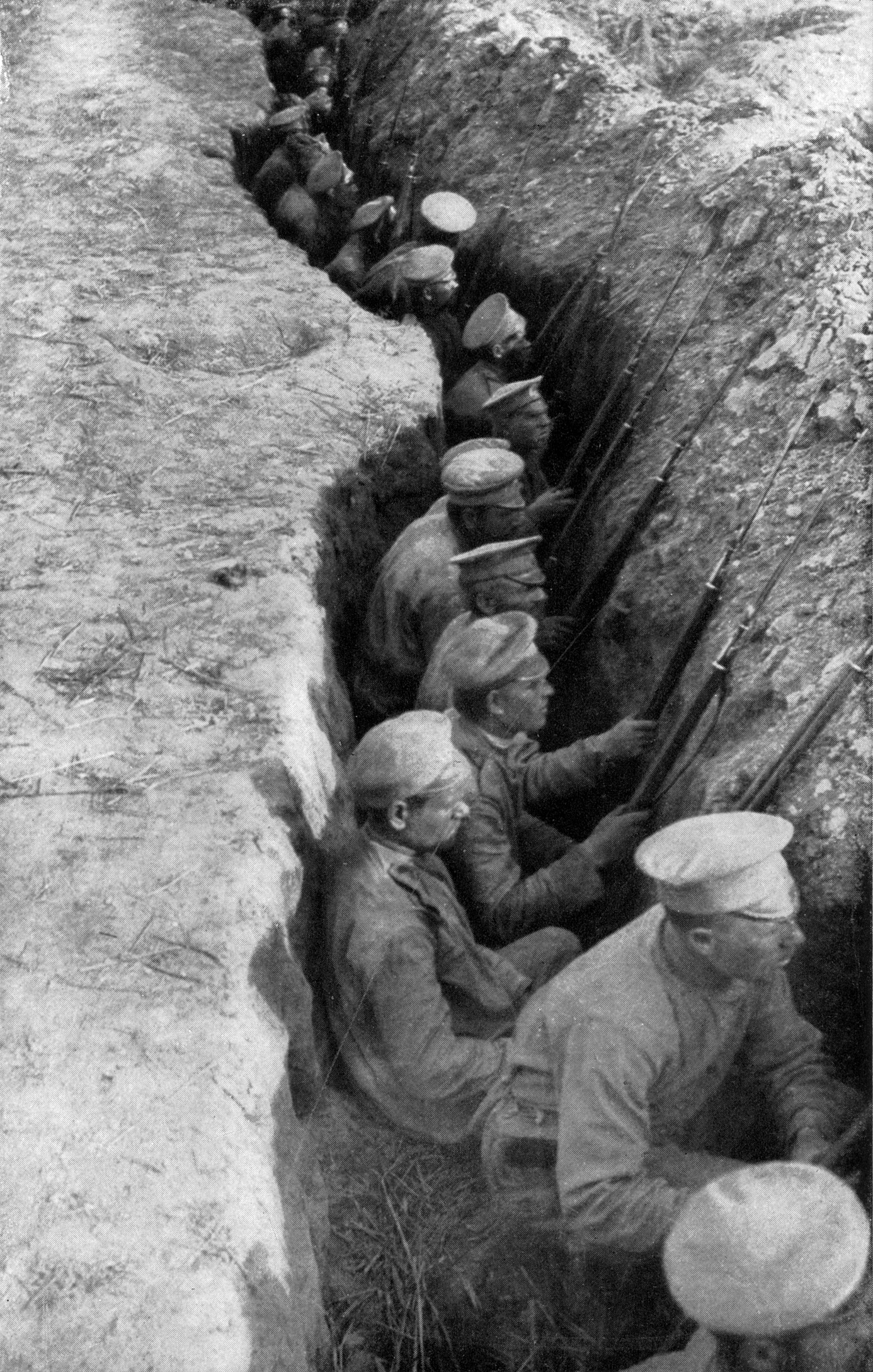
塹壕で待機するロシア軍の兵士（東部戦線/1917年）

第一次世界大戦では日露戦争以上の塹壕戦が特徴であり、西部戦線においてスイスから北海に至る長大な前線に張り巡らされた塹壕の総延長は40,000kmに達した。これは、日露戦争でもその威力を発揮した「機関銃」の普及により、砲兵による攻撃準備射撃と歩兵の突撃という従来の戦術では敵陣地突破が困難になったためである。その防御火力は絶大で、「1挺の機関銃が1個大隊の突撃を阻止する」と言われたほどであった。
攻撃前にどれほど砲弾の雨を降らせても塹壕内に伏在する機関銃を完全に排除することはできず、戦線は長期にわたって膠着状態に陥り、交戦する両陣営ともに敵の機関銃陣地を沈黙させることが最重要目標の一つとなった。そこで、砲兵による攻撃の後は、前進する最前線の部隊が敵の機関銃を発見次第に近傍から直接攻撃して破壊する方法がとられることになる。
その結果、協商国側では「ストークス・モーター」、同盟国側では「ミーネンヴェルファー」という二つの小型曲射砲が誕生する。ミーネンヴェルファーは直訳すると「爆薬投射機（mine launcher）」で、大きな仰角をとることが可能な小型で精密な曲射砲である。一方、ストークス・モーターは現代の迫撃砲と同じ構造の簡易曲射砲であった。いずれも従来の砲とは異なり小型軽量だが、特にストークス・モーターはかなり狭隘な塹壕内でも設置できるほどコンパクトな上、僅か数名の兵員で携行・操作できた。
ミーネンヴェルファーもストークス・モーターも塹壕戦を契機として誕生した砲だが、ストークス・モーターは塹壕戦に留まらず歩兵の直協支援火器として以後も更に発展し、それとは逆にミーネンヴェルファーは第一次大戦後に廃れていった。これは、ストークス・モーターの方が簡易な構造で生産が容易であり、軽量で扱い易く歩兵が直接扱えたためで、現代の迫撃砲はストークス・モーターを原型としている。
なお、迫撃砲を発明した始祖はイギリスのウィルフレッド・ストークスだが、その標準化に影響を及ぼしたのはフランスのエドガー・ウィリアム・ブラントである。ブラントが開発した60mm・81mm・120mmの迫撃砲が各国でライセンス生産され、弾薬の互換性を保つために後継の砲でも同じ砲口直径のものを用いざるを得なかったため、現代でもNATO標準規格（STANAG）ではこれらと同じ口径の迫撃砲弾が指定されている。

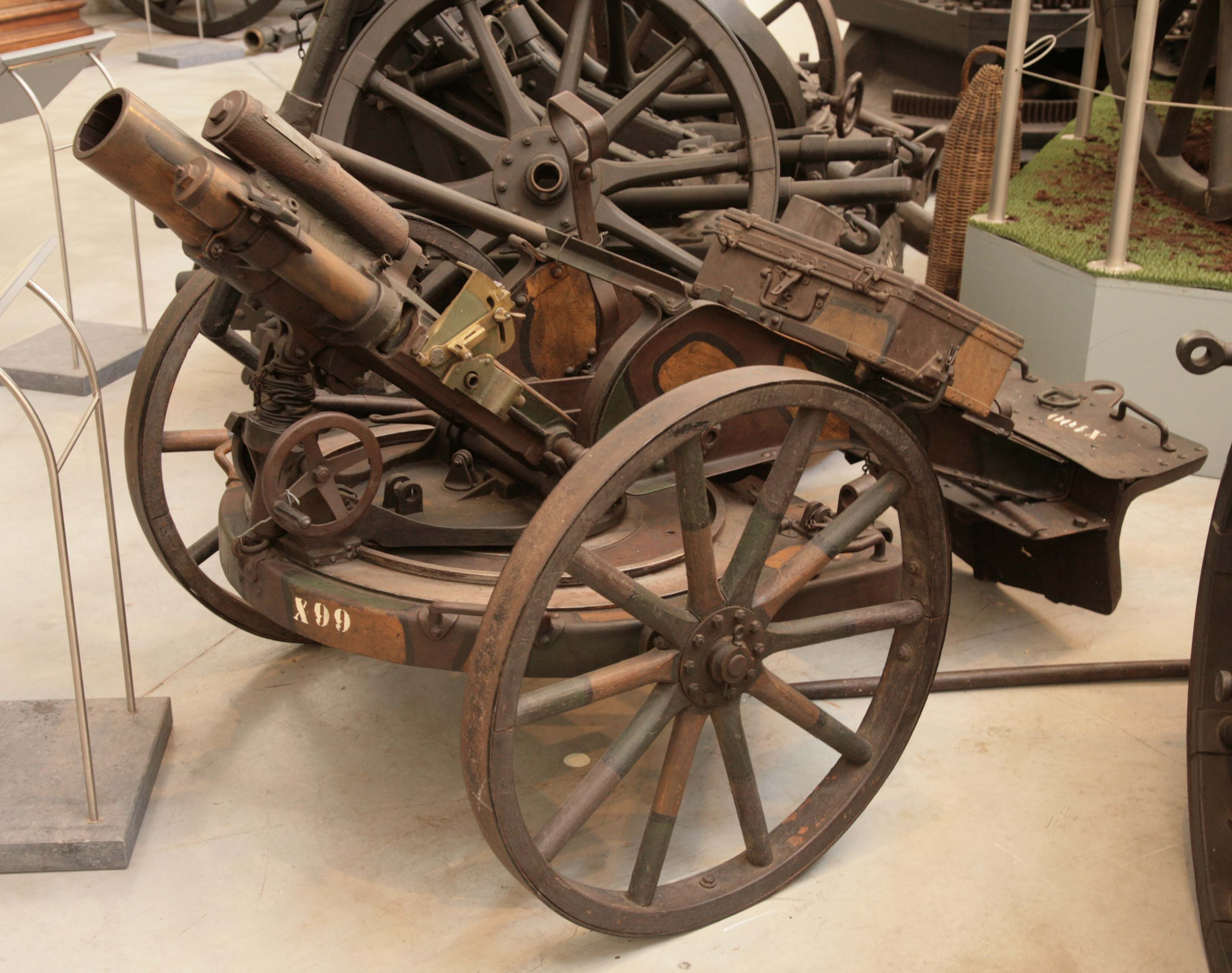
7.58cmミーネンヴェルファー
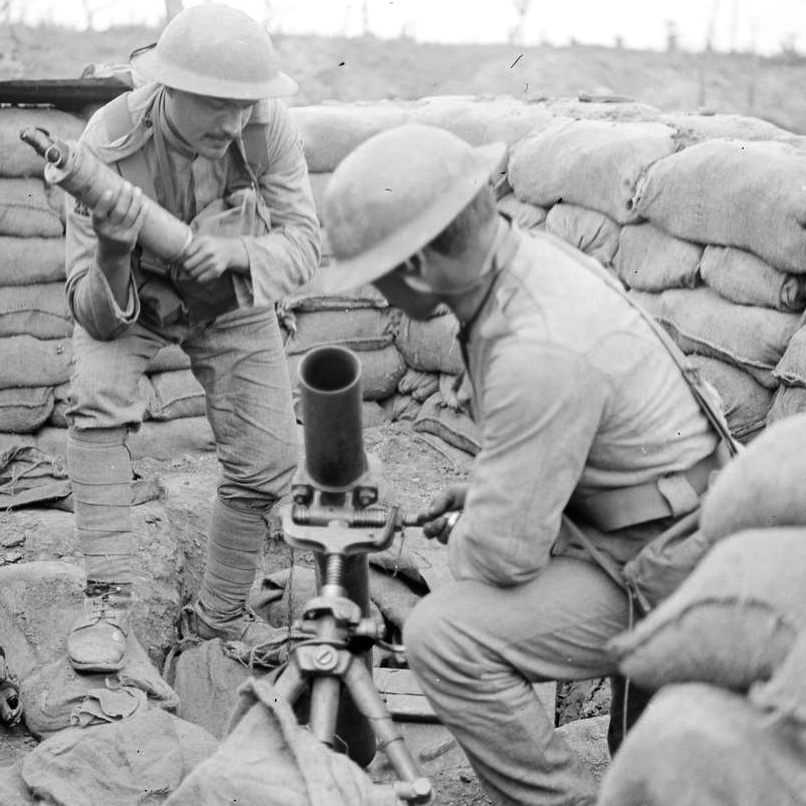
西部戦線のストークス・モーター 構造・外観ともに現代の迫撃砲とほとんど変わらない
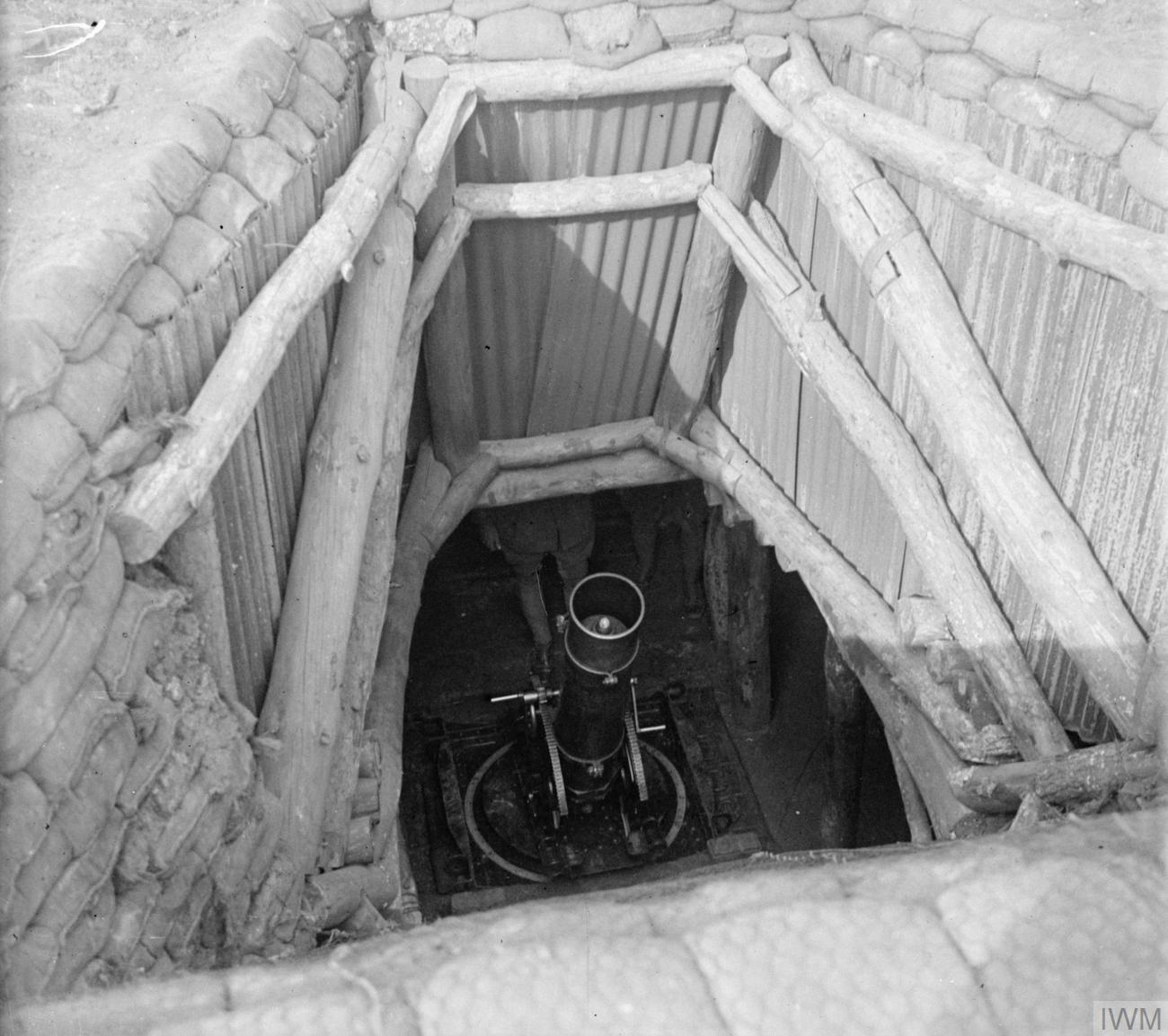
トレンチ・モーター 第一次大戦では、「塹壕迫撃砲（Trench Mortar）」と呼ばれた壕内据え付け型の迫撃砲も数多く使用された

### 戦間期～第二次大戦期（～1945）

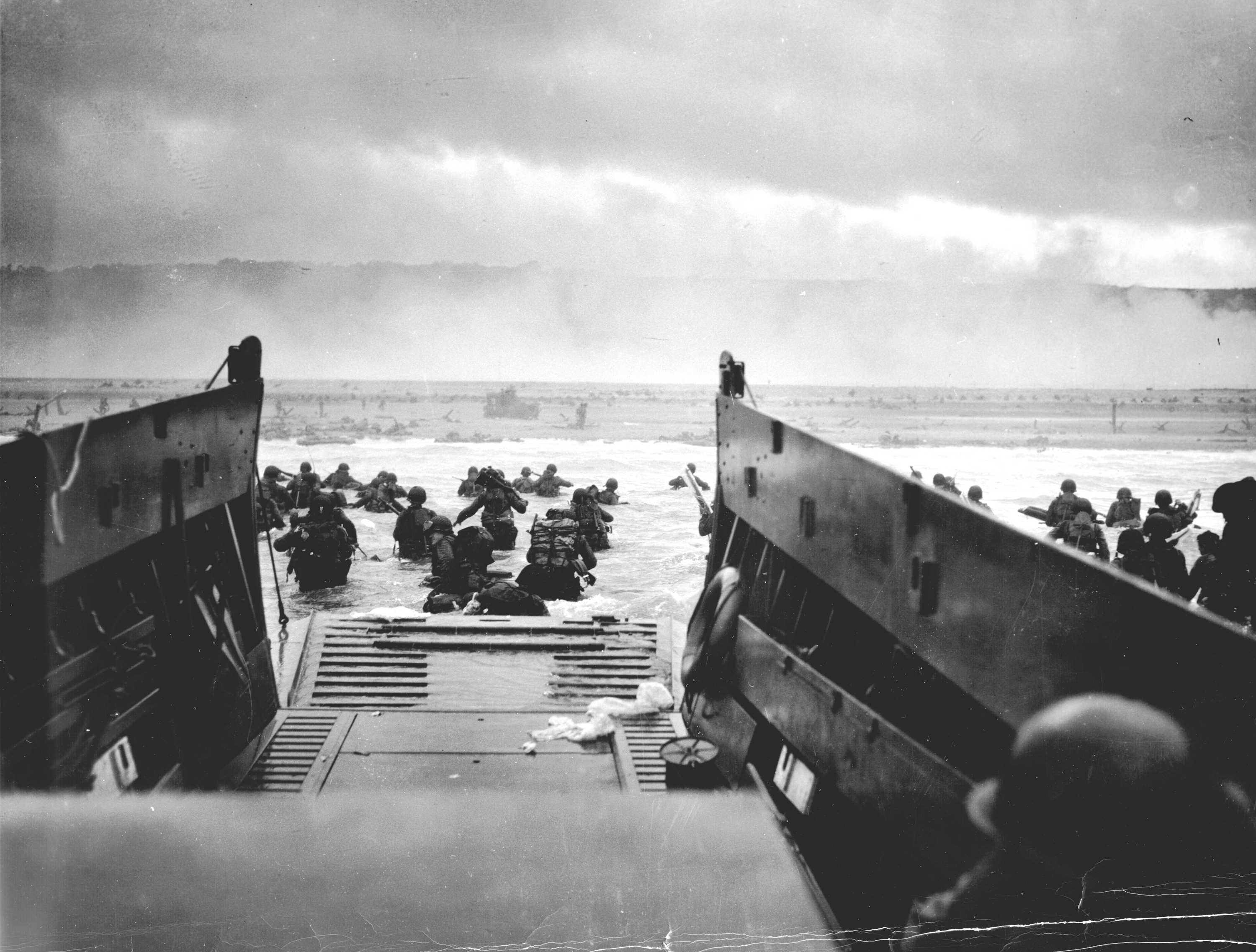
オマハ・ビーチ/1944年6月6日
第二次大戦中、ドイツ軍は敵陣から僅か550-800mの距離に迫撃砲を配備して連合軍に砲撃を浴びせた。ノルマンディー上陸作戦においてこの戦術によって死傷した連合軍兵士は作戦全体の死傷者の70%にも達した

出現した当初からストークス型迫撃砲の完成度は高く、第二次世界大戦期に更に洗練され、現代に至るまで基本構造に大きな変化はない。主要な参戦国の地上部隊は必ず迫撃砲を装備していた。
日本陸軍においては、ストークス型迫撃砲の導入以前から「曲射歩兵砲」という名称でミーネンベルファー類似の小型の迫撃砲を装備していたが、これを更新するものとして軽量の榴弾砲を配備したため、直接照準での射撃のできないストークス型迫撃砲については当初は導入を見送り、瓦斯弾投射機兼用の砲兵装備として採用された拡大型（口径90mm・射程3,800m）の迫撃砲を砲兵所管の独立部隊に配備するに留まっていた。しかし、支那戦線において中国軍が使用するドイツ製迫撃砲の威力を目の当たりにし、改めて口径81mmのストークス型迫撃砲を九七式曲射歩兵砲という名称で歩兵部隊にも配備することになったという経緯がある。また、海軍では九七式曲射歩兵砲を簡略化した三式迫撃砲を海防艦の艦橋前に設置し、潜水艦に対する威嚇攻撃に用いたほか、陸軍も機動艇などの揚陸艦の艦首に迫撃砲を装備して揚陸時の支援射撃に用いた。なお、陸軍においては砲兵所管のものを「迫撃砲」、歩兵所管のものを「曲射歩兵砲」と称するが、形式としてはいずれも同じ迫撃砲である。
第二次世界大戦では歩兵の機械化が進み、自走式の迫撃砲も登場した。軽量の迫撃砲は車載化も容易で、トラックの車台に既製の迫撃砲を搭載しただけのものから、既存の装甲車両を改造して固定武装化したものまで様々である。
また、迫撃砲ではないが、同じ"mortar"である臼砲・曲射砲では、ドイツの「カール自走臼砲（口径540mmまたは600mm）」、米国の「リトル・デーヴィッド（口径914mm）といった巨砲も製造された。

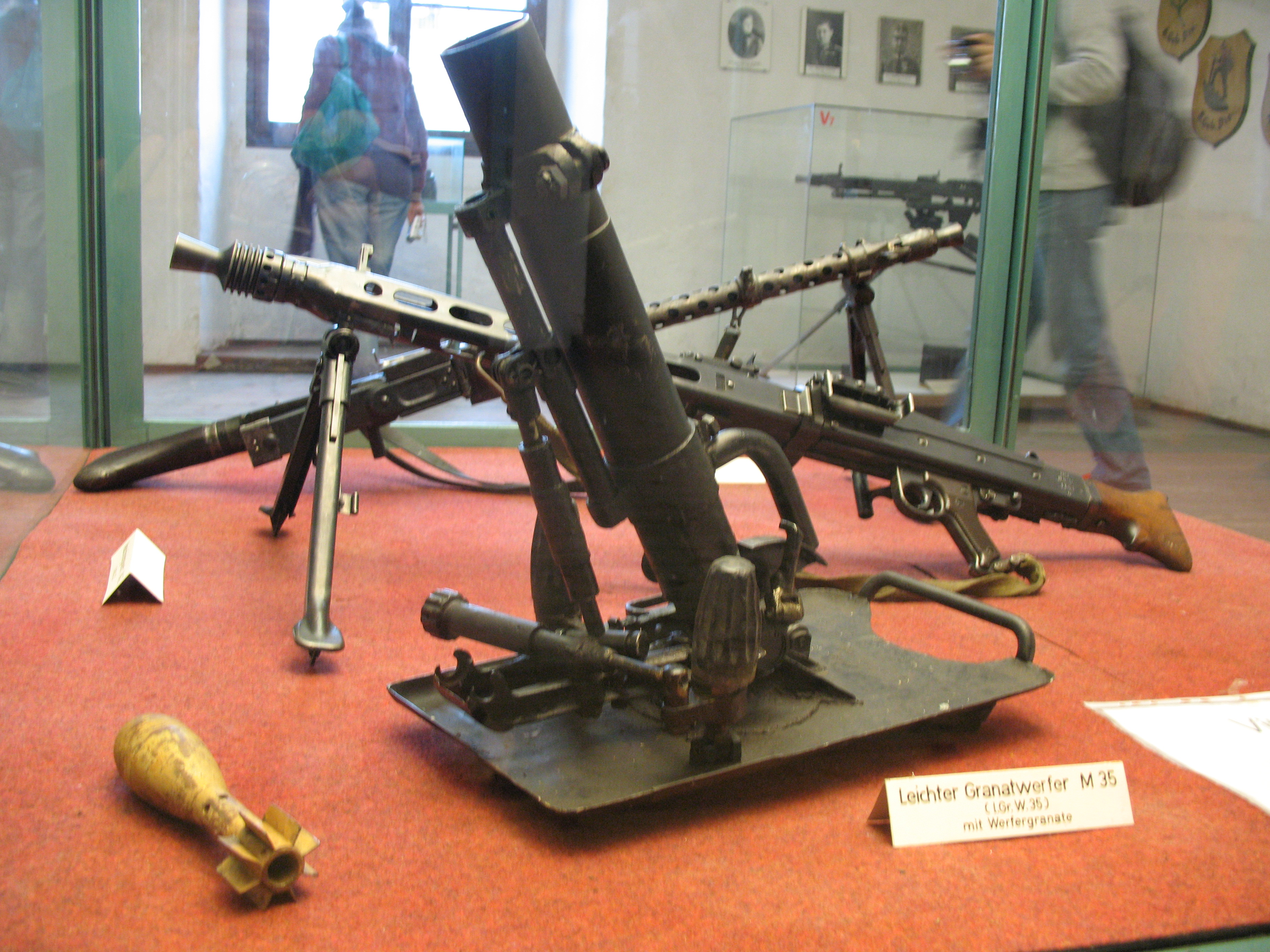
5cm迫撃砲IGrW36 第二次大戦中のドイツ軍が使用した軽迫撃砲。命中精度は良かったが構造が複雑で重く、50mm口径では威力不足のため大戦中盤以降は第一線を退いた
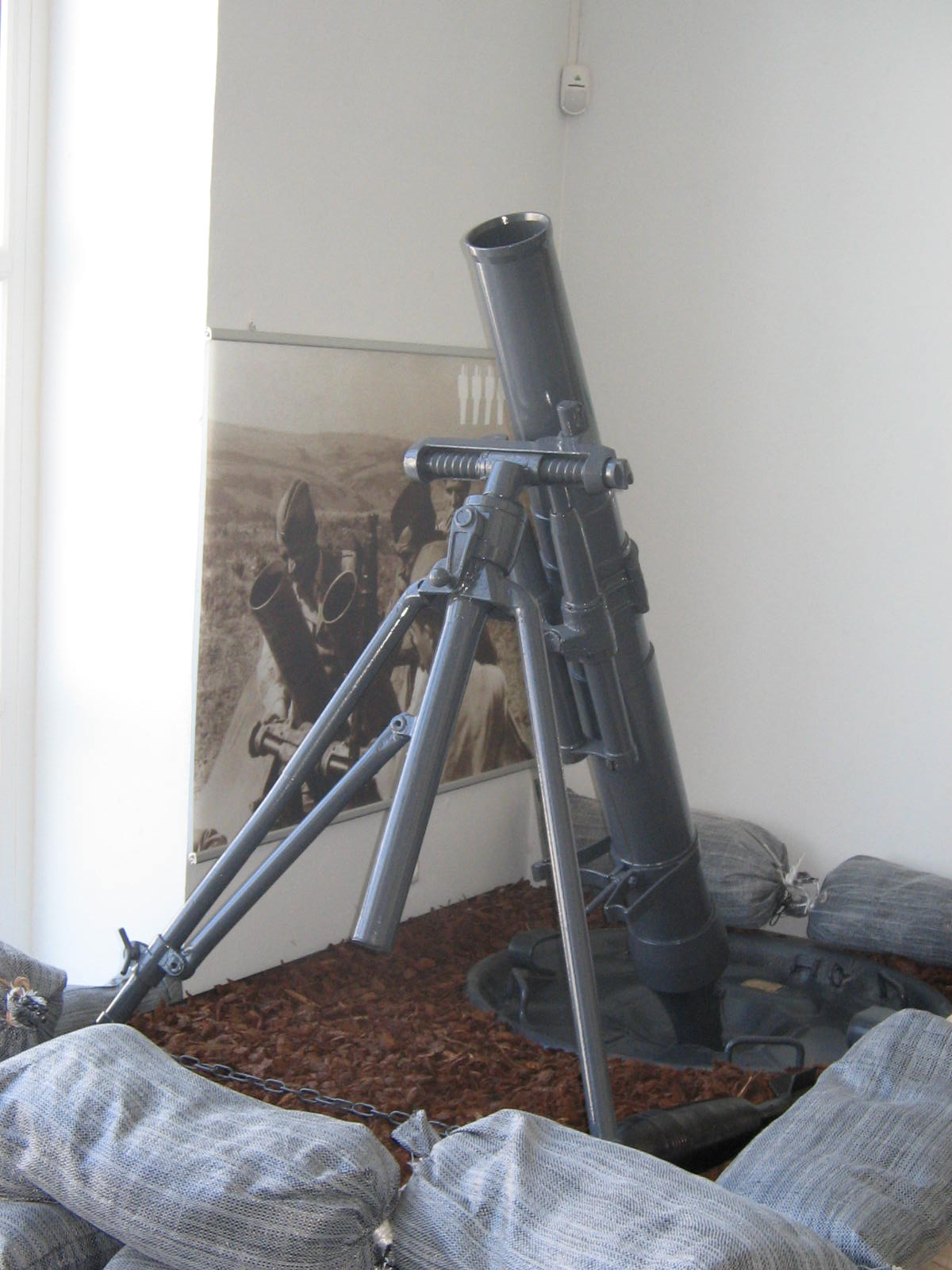
120mm迫撃砲PM-38 後継のPM-43と併せ、第二次大戦中の最優秀迫撃砲と称されるソ連軍の傑作重迫撃砲。ドイツ軍は本砲の性能を高く評価し、ほぼフルコピーである12cm迫撃砲GrW42を開発した
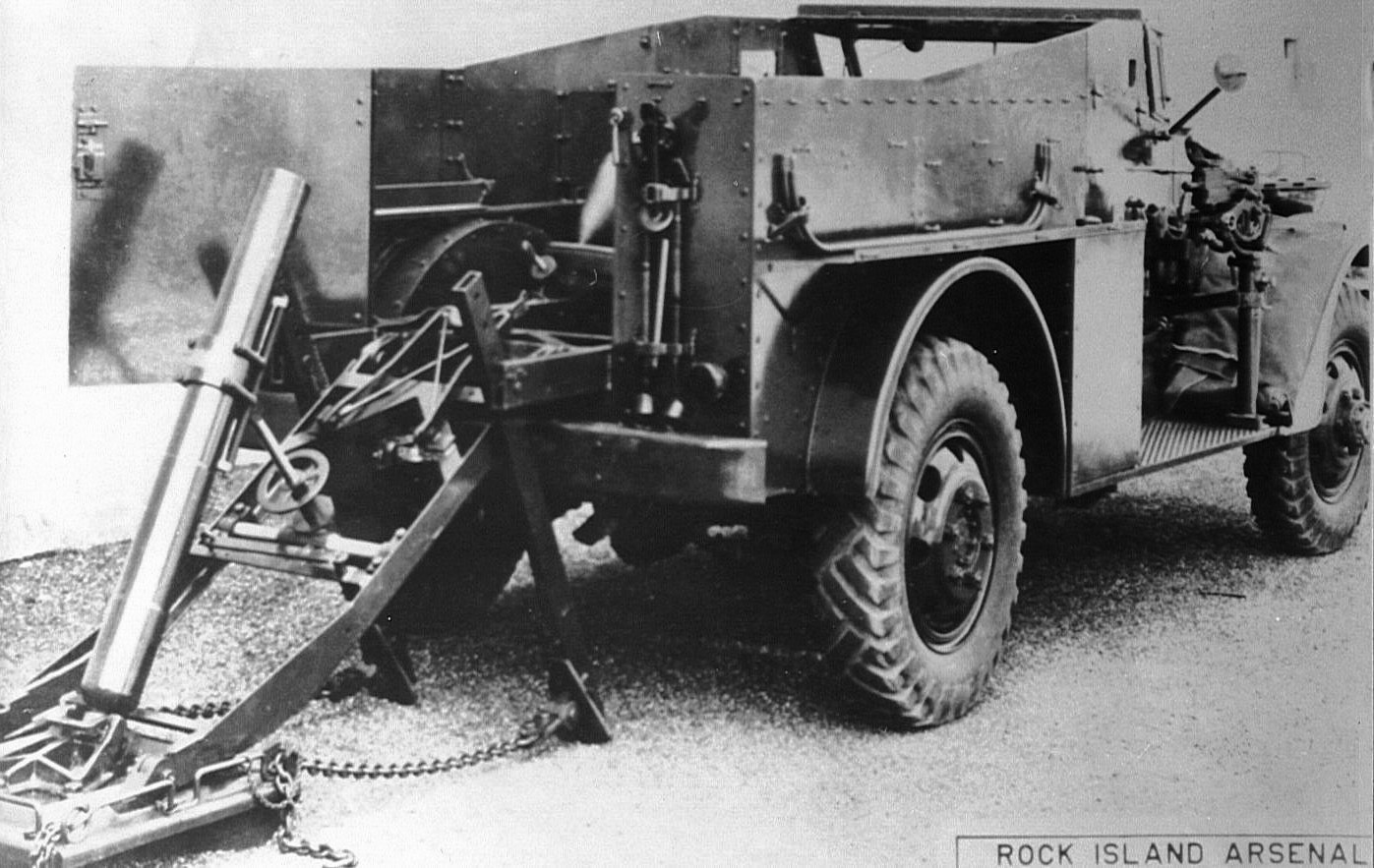
T5E1迫撃砲輸送車 第二次大戦では、このような自走迫撃砲も初めて登場した。ただし、当時のものは兵員輸送車輌等に既存の迫撃砲を搭載しただけのものが多い

### 冷戦期～現代

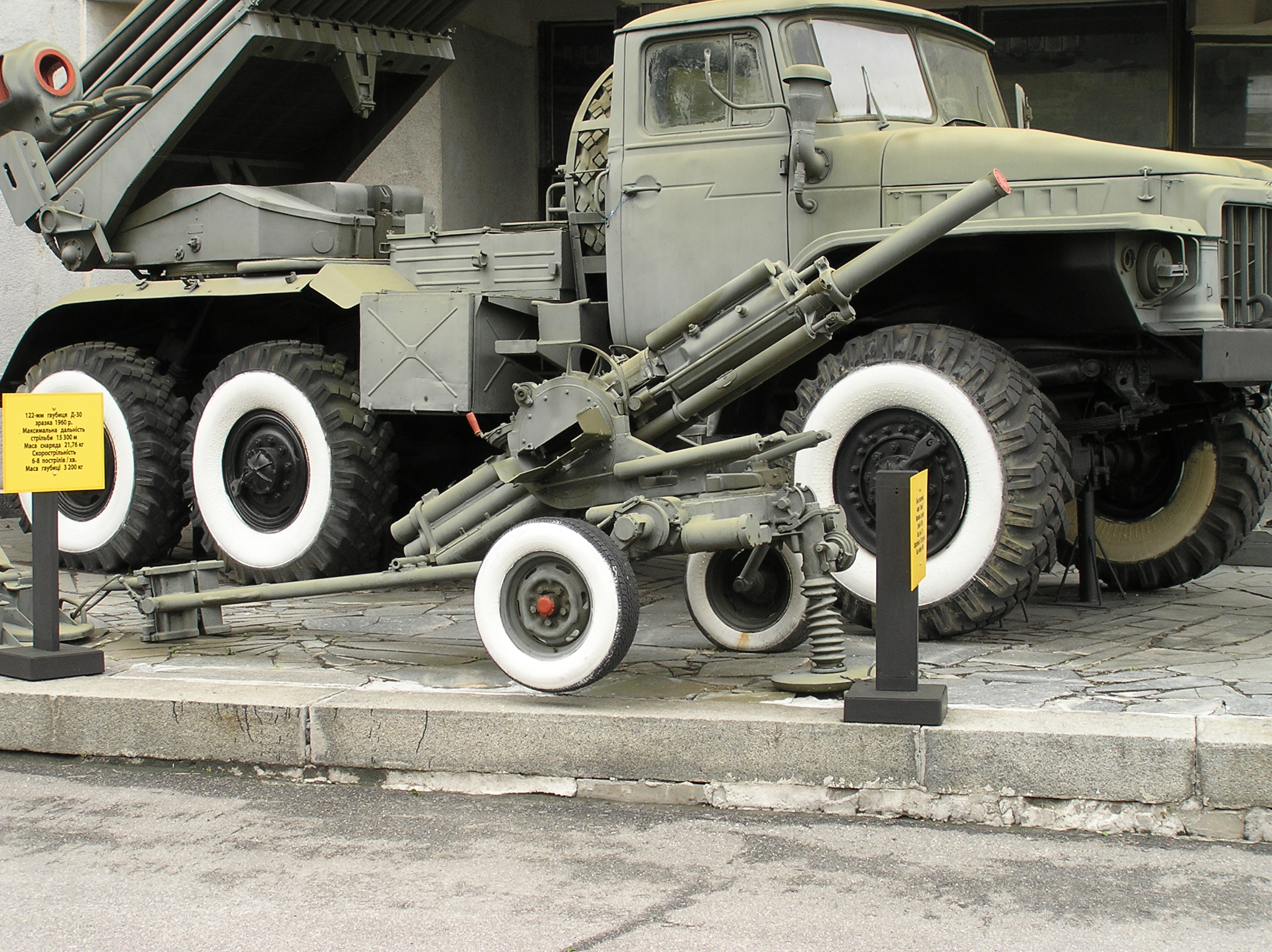
82mm自動迫撃砲2B9"Vasilek"
クリップで連結された4発の砲弾を連射できる

前述のとおり、一般的な迫撃砲の外観や基本構造は第二次世界大戦時からほとんど変化していないが、近年ではアルミニウム合金の多用など素材の改良によって軽量化が進んでおり、各国の軍隊では従来装備していたものより一回り大きな口径の迫撃砲に更新する例が多い。105-122mmクラスの榴弾砲を120mm重迫撃砲へ換装する例も増えており、迫撃砲は今後も砲撃用プラットフォームとして更に多用される傾向にある。
砲弾の進化では、例えばロケット・アシスト弾（RAP）の採用で射程は更に延伸しており25,000mもの射程をもつ迫撃砲も存在する。120mm迫撃砲 RTのRAP弾は射程約13,000mであり、105mmまたは122mm榴弾砲の射程（通常弾）15,000mに迫りつつある。また、赤外線やレーザーによる対戦車誘導弾の開発など、命中精度を著しく向上させた砲弾も出現しており、これらの先進的な砲弾は高価だが弾薬消費量は激減する。
自走迫撃砲にも様々なものが登場しているが、大半は車体容積の大きな装甲兵員輸送車などに既存の迫撃砲の砲身を設置するターンテーブルと砲弾格納架を搭載したもので、砲身を取り外して車外で運用することも想定し、支持架や底盤を別途用意していることも多い。
ただし、自走迫撃砲として専用に開発された車輌も存在し、ロシアの2S4チュリパン 240mm自走迫撃砲は自動装填機構を有した後装式の自走迫撃砲であり、2S9ノーナ-S 120mm自走砲のように砲塔を備え、直接照準による平射も可能な自走迫撃砲も登場した。もちろん自動装填装置を有し高い速射能力をもつ。また、特殊な例だが、イスラエルの戦車は対歩兵用として砲塔外部に60mm迫撃砲を装備していることが多く、特に国産戦車メルカバのMk.2以降は後装式のソルタム60mm迫撃砲を砲塔に内蔵して車内からの操作が可能となっている。
自走式ではない迫撃砲でも1970年代に自動装填タイプのものが登場し、例えば2B9 82mm自動迫撃砲は4発の砲弾を連射でき、榴弾砲のような外観をもつ。また、フランスのトムソン・ブラント社は、ガン・モーターと呼ばれる迫撃砲と旧来の歩兵砲を組み合わせたような射撃システムを開発し、60mmおよび81mmのものが歩兵戦闘車などを改修して装備されている。いずれも直接照準による平射が可能で、対歩兵戦で大きな威力を発揮する。
なお、安価で操作が容易な上、軽量なわりに大きな破壊力をもつ迫撃砲（特に60-82mmの中口径迫撃砲）は、正規軍以外にもゲリラや反政府武装組織に使用されることも多く、他の小火器と併せ、地域紛争を激化させることが懸念されている。

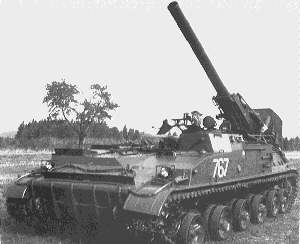
2S4チュリパン 240mm自走迫撃砲" 現代でも実戦配備されている最大口径の迫撃砲である
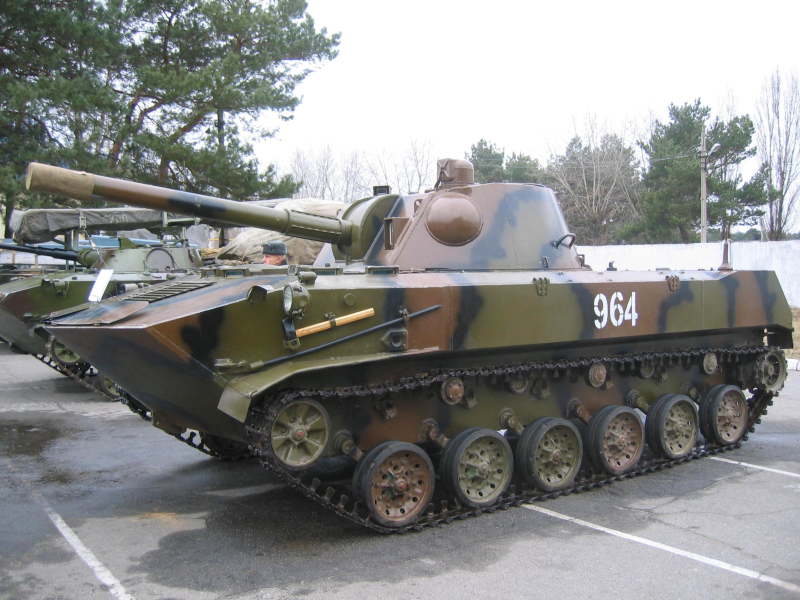
120mm自走迫撃砲"Nona-S" 戦車のような外観だが、平射可能な自走迫撃砲である
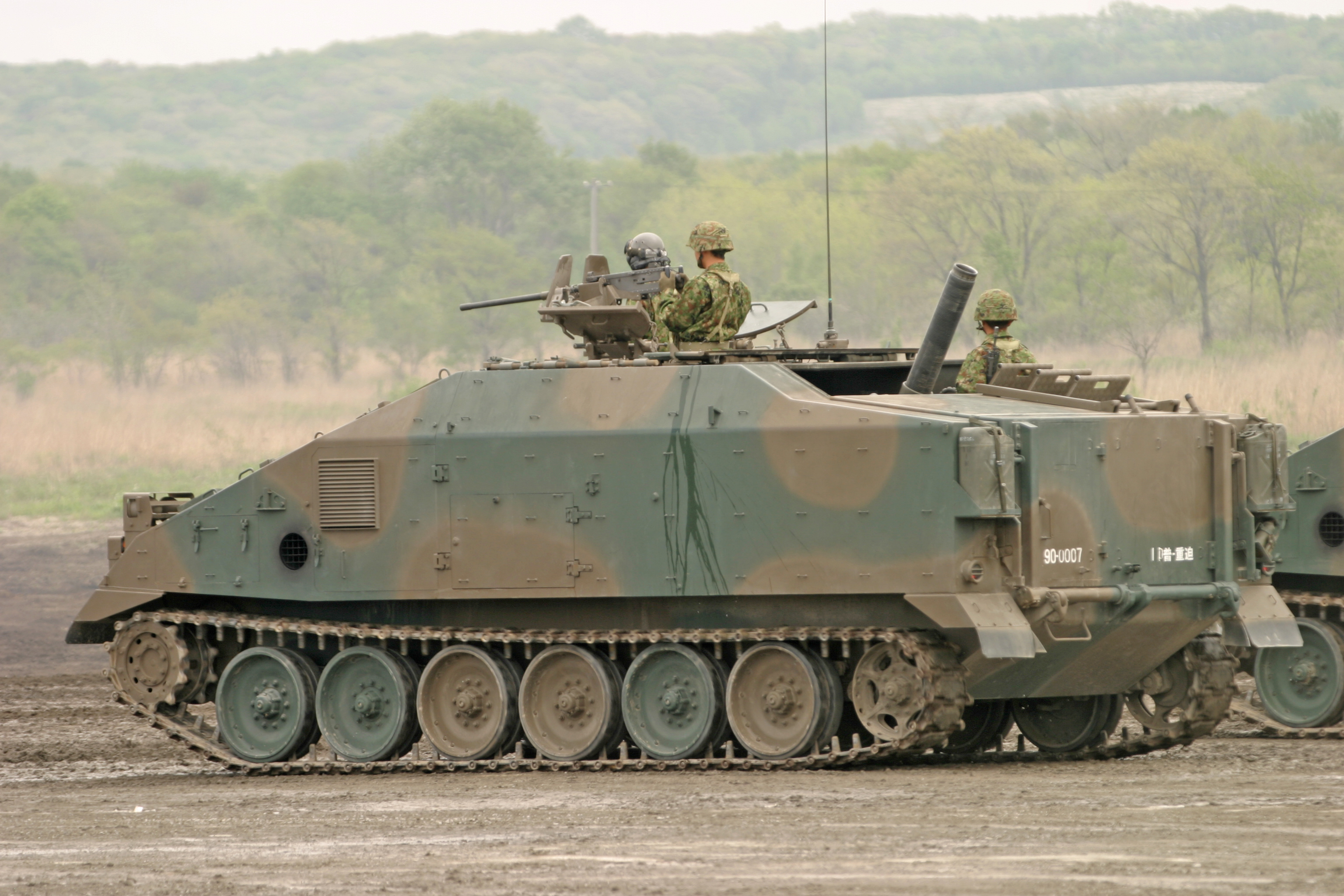
96式自走120mm迫撃砲 陸上自衛隊が保有する自走迫撃砲。搭載砲は120mm迫撃砲RTである

### 最新または開発中の迫撃砲
機関銃や榴弾砲の基本構造が80年前にほぼ完成され、現代でもほとんど変化していないのと同様に、迫撃砲のメカニズムも砲本体の構造は既に固まっているため、冷戦後の1990年代に入ってからは砲弾や給弾機構、射撃管制システムの改良が開発の主眼となっている。
例えば、スイスのRUAG社が開発した120mm迫撃砲射撃システム"BIGHORN"は、セミ・オートマチック装填方式のため比較的軽量で高い発射速度を確保しており、歩兵戦闘車などに搭載して高い機動性を発揮する。STRIXなどの誘導砲弾も使用でき、操作性の高い射撃管制システムが攻撃をアシストする。
また、フィンランドのパトリア社およびスウェーデンのBAEヘグルント社が協同で開発した"AMOS"も連装型の120mm迫撃砲射撃システムで、車両だけでなく小型舟艇にも搭載が可能となっている。単装型は"NEMO"と称する。いずれも平射が可能で近距離戦闘にも対応できる。
アメリカ海兵隊においてもEFSSドラゴンファイアを開発中であり、歩兵戦闘車クラスの車輌に搭載できる120mmクラスの自動装填式迫撃砲と新型の射撃管制システムを統合したユニットの開発が近年の傾向である。
これらの射撃システムを搭載した車輌は、射程こそ短いものの迫撃砲の速射性を併せもつため軽量ながら従来型の自走砲よりも大幅に攻撃力が向上している。装輪タイプの車輌に搭載されたものも多いが、装輪車輌は砂漠や泥濘地以外なら装軌車輌よりも機動力が高く、流動的な戦闘の推移にも迅速に追随でき、戦場の変化に柔軟な対応が可能である。また、小型舟艇にも搭載可能であることから、沿岸部や河川などでの地上・水上戦闘における戦術も変化することが予測される。

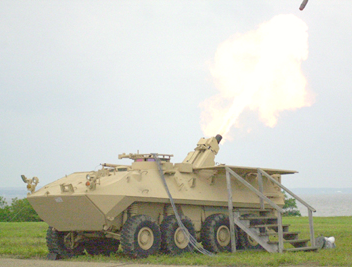
EFSS"DragonFireII"
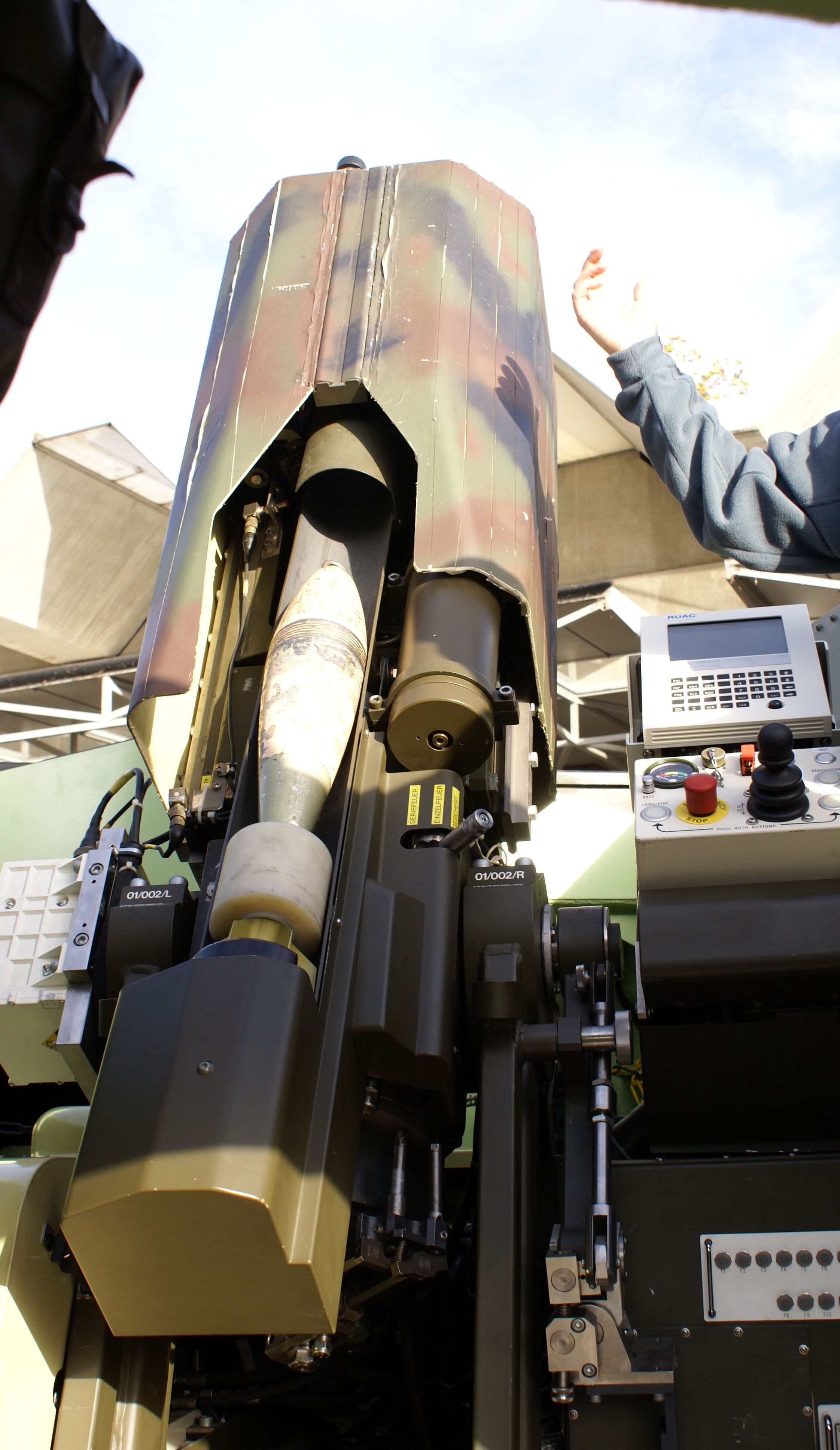
BIGHORN

## その他

### スピガット・モーター

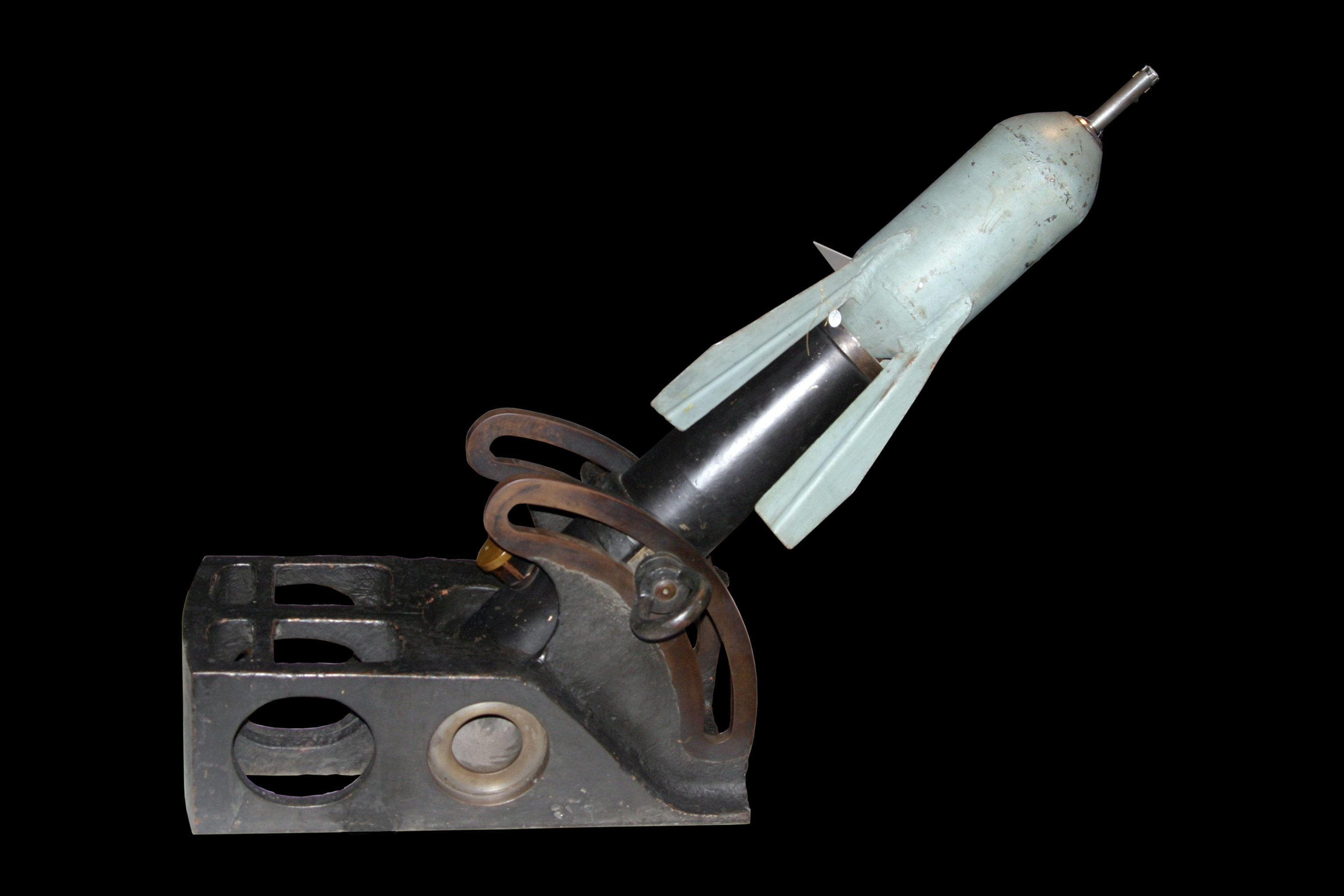
58mm迫撃砲2型
第一次大戦でフランスが使用した

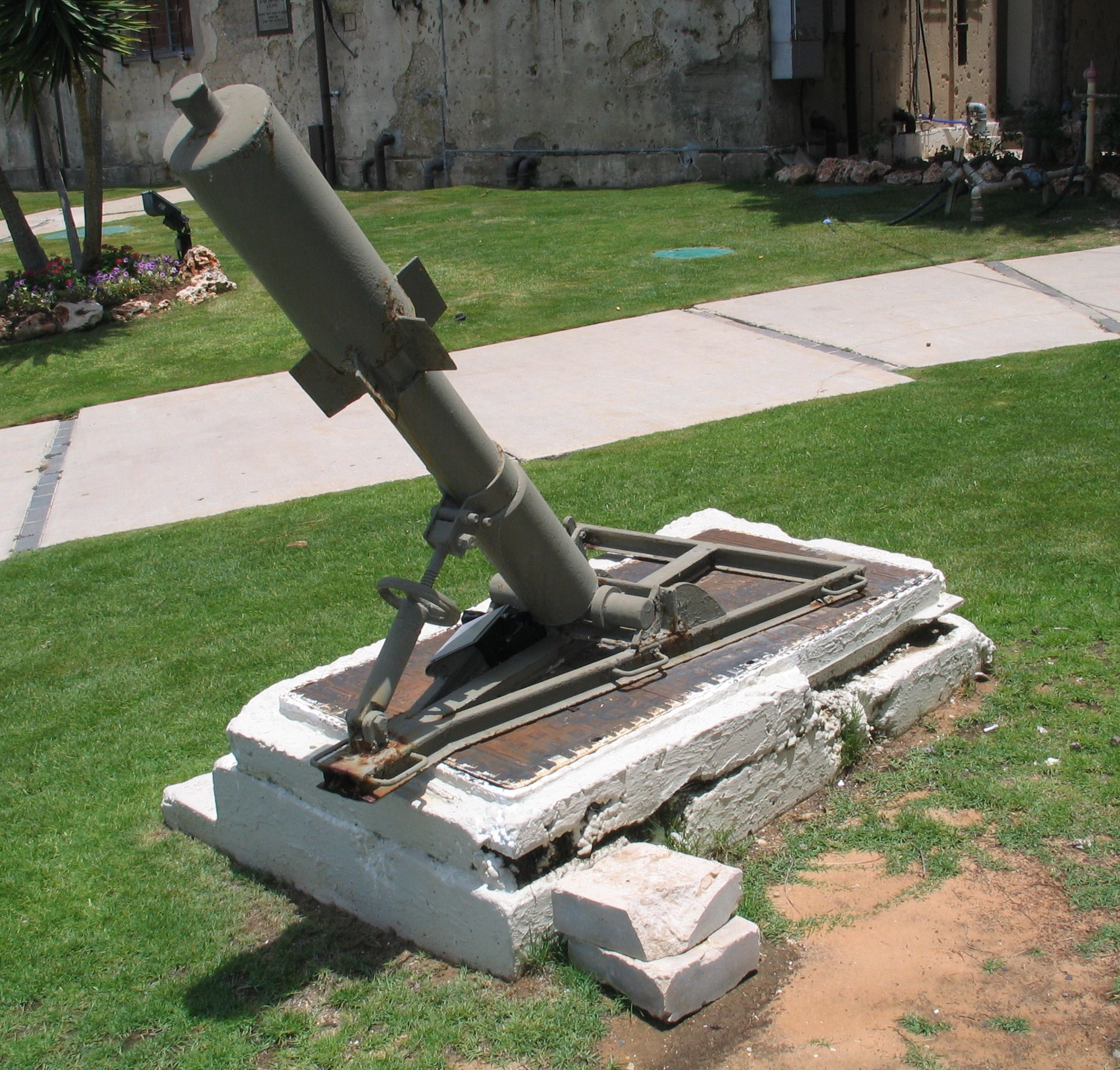
イスラエルのダヴィドカ
珍しく戦後も使用されたスピガット・モーターである

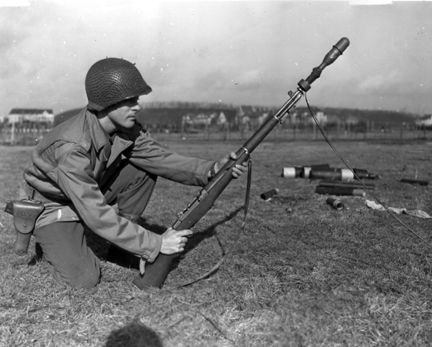
22mmライフルグレネード 画像はM1ガーランドに装着されたもの。銃弾より重いグレネードは、反作用の影響で反動も相当大きくなる
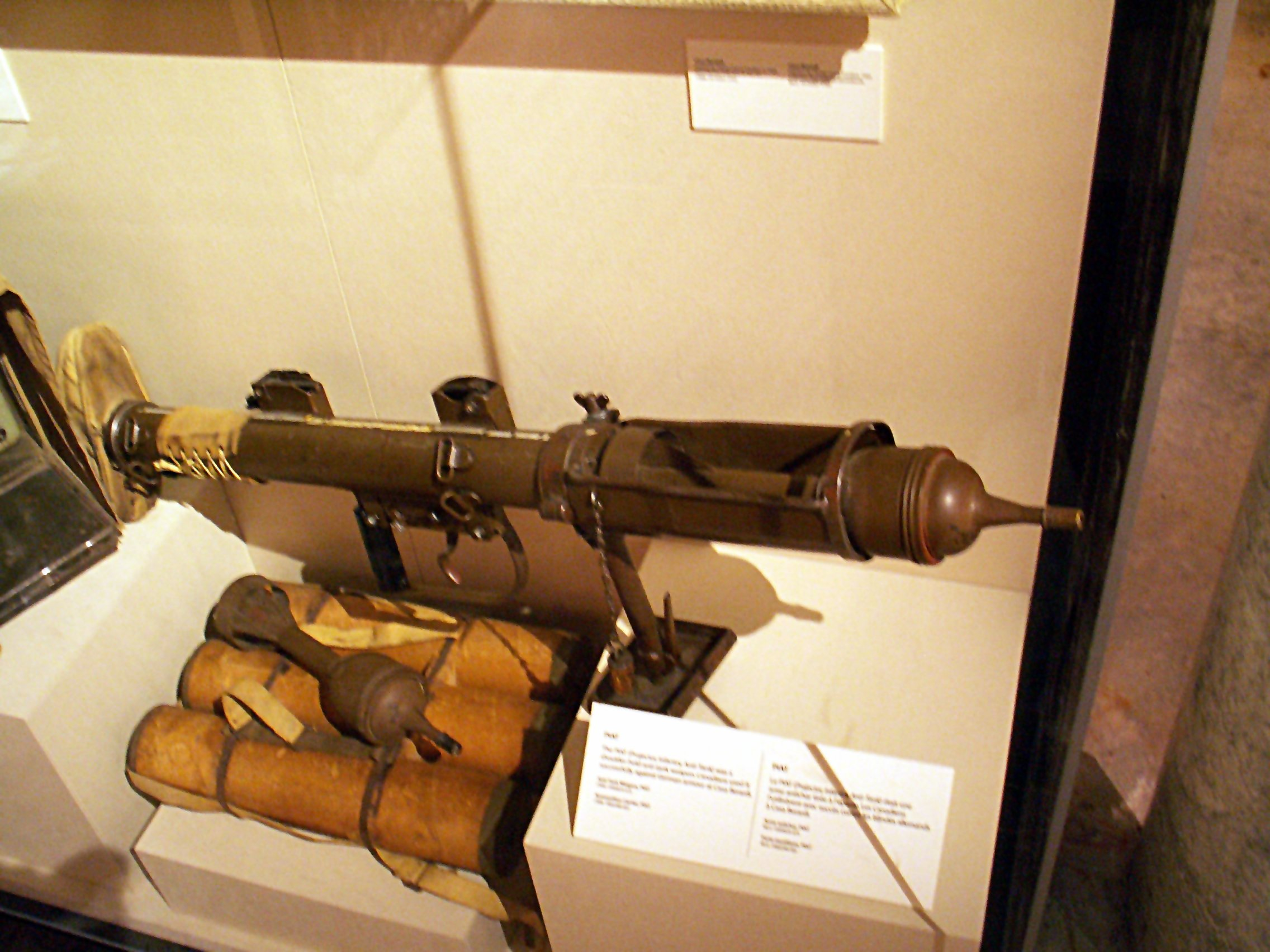
PIAT（ピアット） 第二次大戦中に英国が使用した歩兵携行型の対戦車兵器。構造上の特徴から"anti-tank mortar"に分類される。最大射程350mで、100mm厚の装甲を貫徹できる成形炸薬弾を射出した
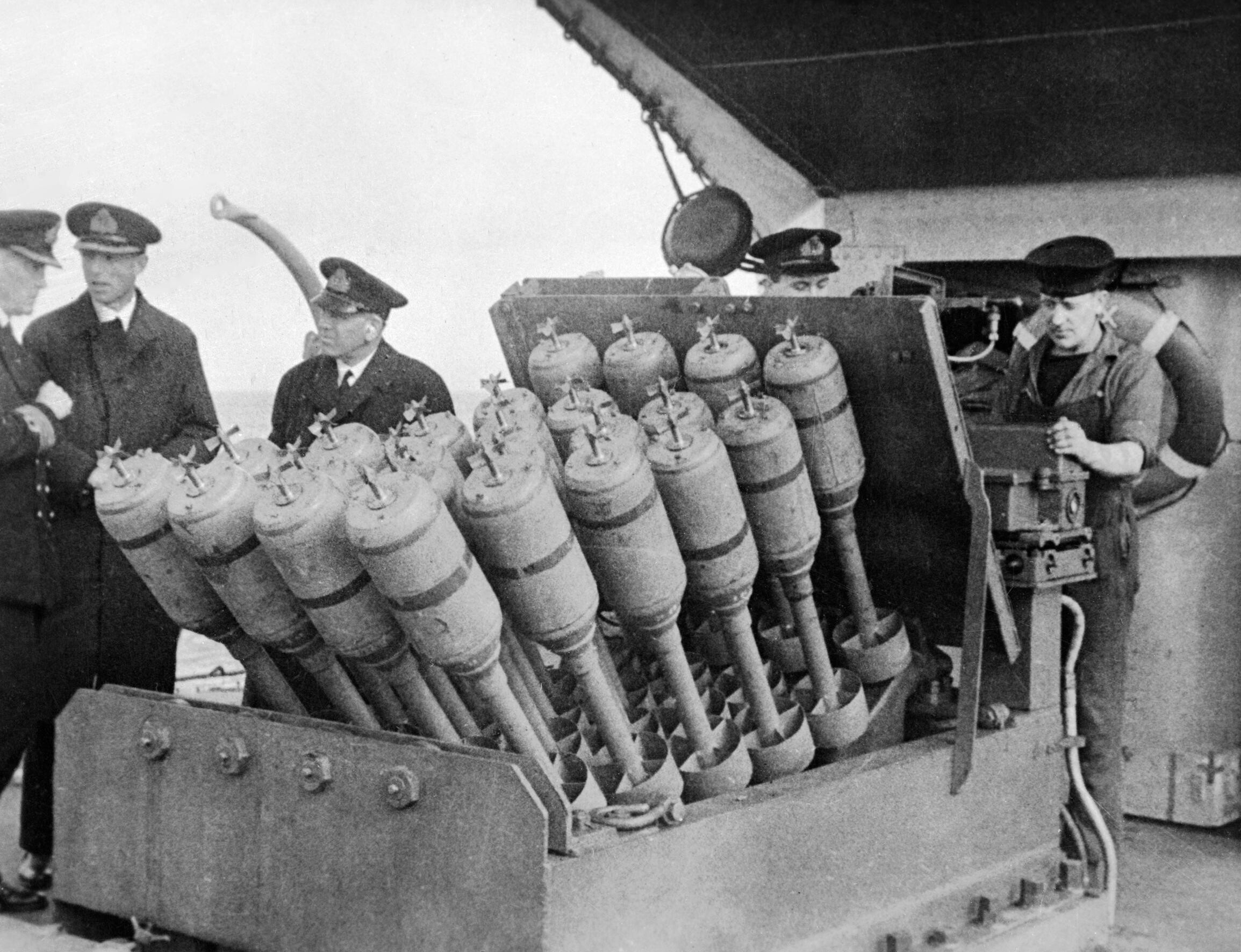
ヘッジホッグ こちらも第二次大戦中に英国が開発した対潜兵器で、一度に24発など多数の弾頭を射出できた。事前の深度調定が必要な爆雷とは異なり接触起爆型のため深度に制約が無く、一発でも命中すれば他の弾頭も誘爆するため、対潜水艦戦で大きな効果を発揮した。ちなみに、「ヘッジホッグ」とは「ハリネズミ」のことである

"spigot mortar"、直訳すると「差込型迫撃砲」となるこの兵器は、第一次世界大戦時にミーネンヴェルファーやストークス・モーターと共に多用された曲射砲の一形態で、ロケットランチャーに近い運用がなされた。ただし、砲弾はロケット弾のように飛翔中に推進されるわけではない。
構造は一般的な迫撃砲よりも更に簡素で、基底部（台座）に棒状または中空のロッドが接合され、砲弾をロッドに差し込むことで装填される。支持架はないことも多い。ロッド（砲身）の直径よりも大口径の砲弾を装填できるため、砲自体のサイズと比してかなり大きい砲弾を射出できることが特徴である。ただし、破壊力が大きい反面、命中精度や射程、発射速度は劣り、例えば第一次大戦で用いられた2インチ中迫撃砲の射程はニュートン6インチ迫撃砲の半分以下である（砲弾重量はいずれも約24kg）。
このため、第一次大戦後はストークスの迫撃砲に淘汰されてほとんど用いられなくなった。歩兵の直協支援用としては砲弾が重過ぎて少量しか携行できない上にストークス型ほどの速射はできず、また、火力支援用としてはロケットランチャーのほうが射程も長く軽便で、性能が中途半端だったためである（ロケットランチャーも命中精度は同様に悪い）。
しかし、日本陸軍は大威力を簡便に扱える点に着目して九八式臼砲を開発し、太平洋戦争で運用した。また第二次大戦中のドイツ国防軍は、二線級兵器となった小口径火砲にスピガット・モーターのような差込式の外付け砲弾を用いて火力の不足を補っていた。戦後においても、第一次中東戦争で兵器不足に悩まされたイスラエルがダヴィドカ迫撃砲を生産して使用している。
なお、野戦用としては使われなくなったが、スピガット・モーターの構造や射出方式は幅広く応用されており、スピガット・モーターから派生した兵器は下記のとおり少なくない。それぞれの詳細は当該記事を参照。
小銃擲弾
小銃擲弾は小銃の先端に装着して曲射する擲弾のこと。第一次大戦時に使用された初期のものは反動が強く、台座を利用したり銃床を接地して軽迫撃砲のように射撃するものが多かった。
現代ではグレネードランチャーが普及したため、米軍では殆ど用いられないが、22mmライフルグレネードとして東西両陣営で標準化されている。「専用のランチャーなしでも撃てる、小銃さえあれば誰でも撃てる」という、グレネードランチャーにはない特長があるため、自衛隊をはじめ、イタリア軍やフランス軍などグレネードランチャーより積極的に用いている国もある。
対戦車兵器
第二次大戦中に開発されたイギリスのブラッカー・ボンバードやPIATは、薬室後方が閉鎖されているという構造上の特徴や曲射弾道という点でスピガット・モーターに分類される。
また、戦後登場したソ連のRPG-7は、発射機のサイズのわりに大きめの砲弾を使用できるというスピガット・モーターの特徴と、ロケット弾を組み合わせた画期的な携行型対戦車兵器である。
対潜兵器
爆雷をより遠くまで投射するためにスキッドやリンボー、ヘッジホッグなどの対潜兵器が開発され、駆逐艦やフリゲートなどに搭載された。これらは「対潜ロケット弾」と訳されることが多いが、厳密には多連装のスピガット・モーターである。日本語の「迫撃砲」という用語には馴染まないが、「対潜迫撃砲」と訳されることも多い。
- 22mmライフルグレネード
画像はM1ガーランドに装着されたもの。銃弾より重いグレネードは、反作用の影響で反動も相当大きくなる
- PIAT（ピアット）
第二次大戦中に英国が使用した歩兵携行型の対戦車兵器。構造上の特徴から"anti-tank mortar"に分類される。最大射程350mで、100mm厚の装甲を貫徹できる成形炸薬弾を射出した
- ヘッジホッグ
こちらも第二次大戦中に英国が開発した対潜兵器で、一度に24発など多数の弾頭を射出できた。事前の深度調定が必要な爆雷とは異なり接触起爆型のため深度に制約が無く、一発でも命中すれば他の弾頭も誘爆するため、対潜水艦戦で大きな効果を発揮した。ちなみに、「ヘッジホッグ」とは「ハリネズミ」のことである

### 迫撃砲の亜種
スピガット・モーター以外にも、以下のような迫撃砲の亜種や類似する兵器が存在する。
ルフトミーネンヴェルファー
第一次世界大戦でオーストリア＝ハンガリー帝国が用いた空圧式の迫撃砲で（"Luft"=空気）、火薬ではなく圧縮空気の力で砲弾を射出する。迫撃砲は着弾までの時間が長いため、敵が退避態勢をとる可能性も増すが、圧縮空気では射撃時の閃光・砲煙が出ず、発射音も小さいという利点がある。このため砲撃したことを敵に察知されにくく、射撃位置も特定されにくい。しかし、空気を圧縮するためのコンプレッサーと貯蔵用のボンベが必要なうえ、再充填に手間がかかり重く不便であることから第一次大戦後は廃れた。なお、開発したのはドイツだが、自軍では使用していない。
対空迫撃砲
第二次世界大戦中、きわめて珍しいが日本の阻塞弾発射機やイギリスのホールマン投射機のように迫撃砲を対空兵器として利用しようという試みもなされた。しかし、高射砲や機関砲が不足していた故の代替兵器にすぎず、所期の成果を得ることはできなかったため普及には至らなかった。
その他の粗製迫撃砲
迫撃砲の射撃メカニズムは非常にシンプルで、命中精度や耐久性を度外視すれば砲身は鉄パイプでも代用可能である。構造が簡単で製造に高度な技術や設備を必要としない粗製迫撃砲は、アイルランドのバラックバスターや日本の迫撃弾のように、テロリストの密造兵器として世界中で使用されてきた。

### 化学兵器としての迫撃砲

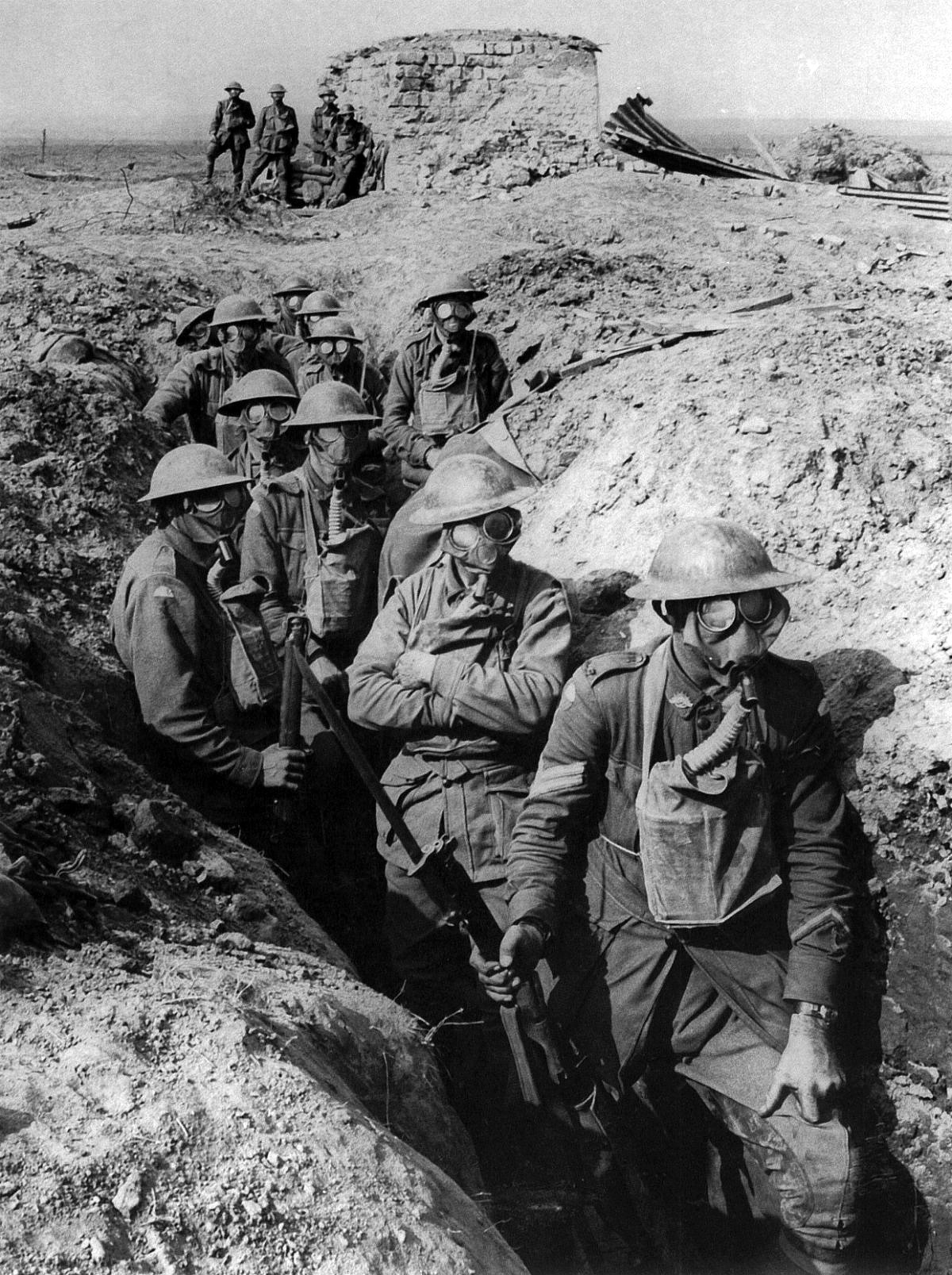
防毒マスクを装着した西部戦線の兵士（1917年/ベルギー）

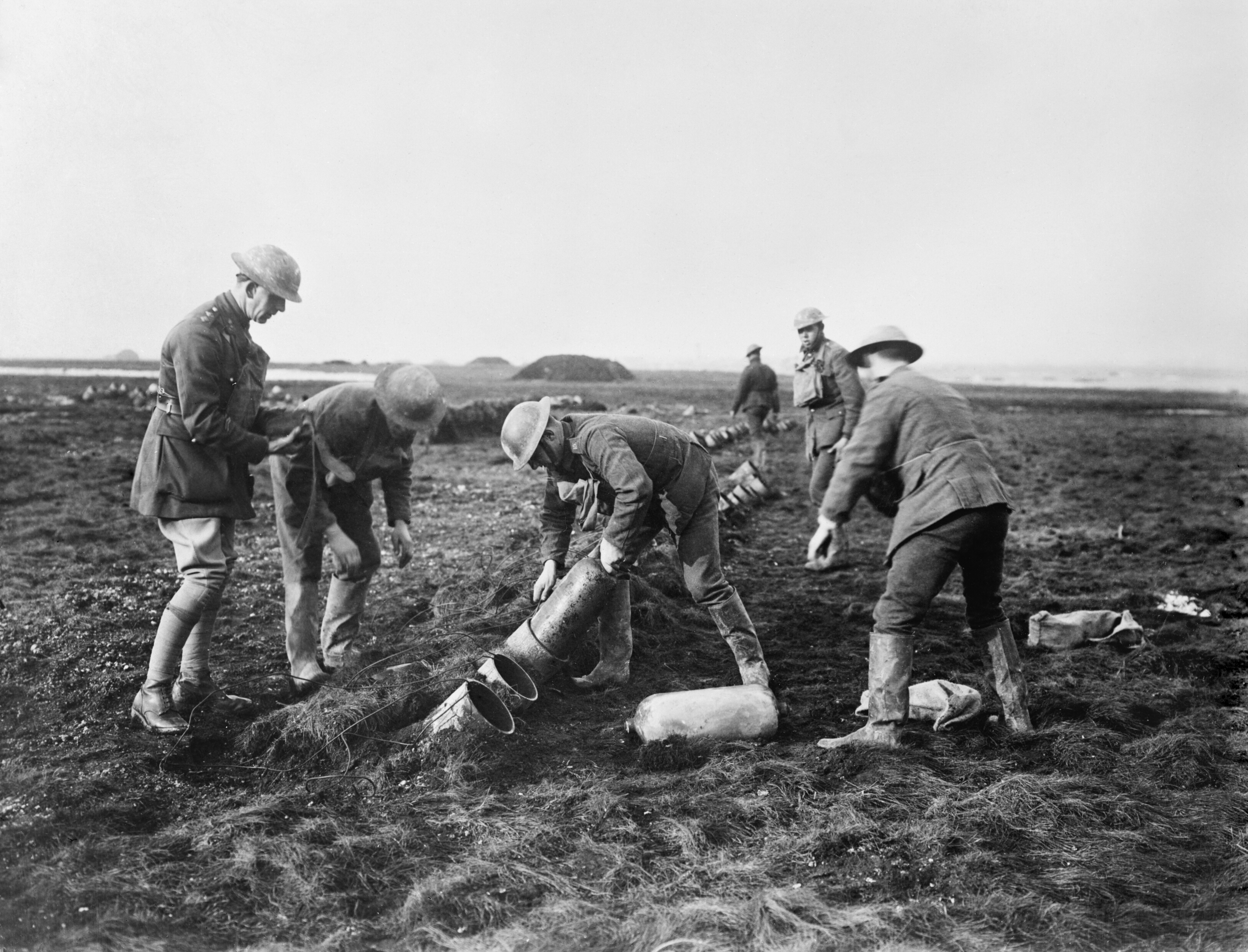
リーベンス・プロジェクター

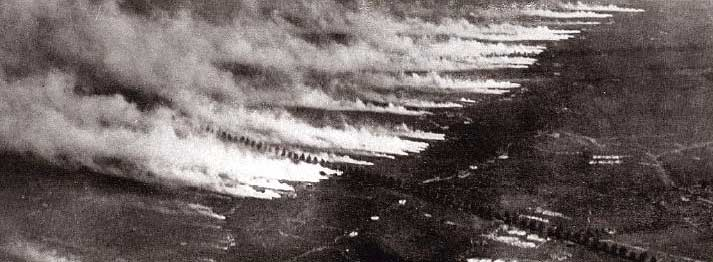
一斉に放出される毒ガスの白煙。風向き次第では友軍に被害を及ぼすため、兵器としては大変扱いにくかった

化学兵器の運用部隊の多くは迫撃砲を装備していた。これは、毒ガスなどの化学物質が充填された砲弾を短時間で大量に投射する手段として迫撃砲が適していたためである。化学戦での運用を前提に開発された迫撃砲も存在し、これらは前述の理由から大口径のものが多い。第一次世界大戦では広く利用された毒ガスだが、戦術上きわめて扱いにくく効果の測定も不確かなため、第二次世界大戦では実戦で使用される機会が少なく、通常弾を用いる火力支援などを行うようになった部隊が多い。
イギリス軍
第一次大戦中に使用されたリーベンス・プロジェクターは、化学戦専用に開発された迫撃砲である。第一次大戦では、英国以外の軍隊も毒ガスを多用した。
アメリカ軍
第二次大戦中、一部の歩兵師団の隷下に化学迫撃砲大隊（chemical mortar battalion）という化学戦部隊を編成しており、M2 107mm迫撃砲を装備していた。
日本軍
九四式軽迫撃砲は当初から化学戦用のガス弾投射機として開発された。
ドイツ軍
10cmNbW35や10cmNbW40といった化学戦用の迫撃砲を開発していた。"NbW"はネーベルヴェルファーを指し、ロケット・ランチャーである41型以降がよく知られているが、初期の35型・40型は迫撃砲である。直訳すれば「煙幕発射機」で、本来の用途を欺瞞するための名称である。

## 各国の製品一覧
以下では、時代ごとの迫撃砲を列挙する。一部、参考のため近現代の迫撃砲（ストークス型迫撃砲）以外の"mortar"も掲載。

### 第一次大戦期
| イギリス帝国                | 1.57インチ中迫撃砲(40mm) ・ 2インチ中迫撃砲(50.8mm)(en) ・ ストークス3インチ迫撃砲(3.2in=81.2mm)(en) ・ ストークス4インチ迫撃砲(107mm)(en) ・ ニュートン6インチ迫撃砲(152mm)(en) ・ 203mm化学戦用迫撃砲"LivensProjector"(en) ・ 9.45インチ重迫撃砲(240mm)(en) |
| フランス第三共和政          | 58mm迫撃砲2型(en) ・ バティニョール240mm重迫撃砲(en) |
| ロシア帝国                  | 58mm迫撃砲FR1915 ・ オーセン3.5インチ迫撃砲(88.9mm) ・ 9cm迫撃砲GR |
| ドイツ帝国                  | 7.58cmミーネンヴェルファー(en) ・ 17cmミーネンヴェルファー(mMW)(en) ・ 24cm重フリューゲルミーネンヴェルファー ・ 25cmミーネンヴェルファー(sMW)(en) |
| オーストリア=ハンガリー帝国 | 8cmルフトミーネンヴェルファーM15(en) ・ 9cmミーネンヴェルファーM14(en) ・ 10.5cmルフトミーネンヴェルファーM15(en) ・12cmルフトミーネンヴェルファーM15(en) ・ 12cmルフトミーネンヴェルファーM16(en) ・ 14cmミーネンヴェルファーM15(en) ・ 15cmルフトミーネンヴェルファーM15(en) ・ 20cmルフトミーネンヴェルファーM16(en) ・ 22.5cmミーネンヴェルファーM15(en) ・ 26cmミーネンヴェルファーM17(en) |
| オーストラリア              | ガーランド迫撃砲(65mm) ・ ジャパニーズ迫撃砲(75mm) |

### 第二次大戦期
| アメリカ合衆国                  | 60mm迫撃砲M2(en) ・ 60mm迫撃砲M19(en) ・ 81mm迫撃砲M1(en) ・ 107mm迫撃砲M2(en) ・ 105mm迫撃砲T13 ・ 155mm迫撃砲T25 ・ 36インチ迫撃砲"Little David"(914mm)(en) |
| ソビエト連邦                    | 37mm軽迫撃砲(en) ・ 82mm迫撃砲PM-36(en) ・ 82mm迫撃砲BM-37(en) ・ 50mm軽迫撃砲RM-38(en) ・ 120mm迫撃砲PM-38(en) ・ 50mm軽迫撃砲RM-39(en) ・ 50mm軽迫撃砲RM-40(en) ・ 50mm軽迫撃砲RM-41(en) ・ 82mm迫撃砲PM-41(en) ・ 82mm迫撃砲PM-43(en) ・ 107mm迫撃砲GVPM-38(en) ・ 120mm迫撃砲PM-43(en) ・ 160mm迫撃砲M-43(en)                                                             |
| イギリス帝国                    | 2インチ迫撃砲(50.8mm)(en) ・ 3インチ迫撃砲(3.18in=81mm)(en) ・ 4.2インチ(4.2in=106.7mm)迫撃砲(en) |
| 自由フランス ヴィシー・フランス | 50mm迫撃砲Mle37 ・ 60mm迫撃砲Mle1935 ・ ブラント81mm迫撃砲Mle27/31(en) |
| ナチス・ドイツ                  | 5cm軽迫撃砲IGrW36(en) ・ 8cm迫撃砲sGrW34(en) ・ Kz8cm短迫撃砲GrW42(en) ・ 10cmネーベルヴェルファーNbW35(en) ・ 10cmネーベルヴェルファーNbW40(en) ・ 12cm迫撃砲GrW42(en) ・ 21cm迫撃砲GrW69(en) ・ 38 cm sLdgW(en) ・ 20cmスピガット式工兵迫撃砲_(軽運荷砲) |
| 大日本帝国                      | 十一年式曲射歩兵砲(70mm)(en) ・ 十四年式重迫撃砲(274.4mm) ・ 八九式重擲弾筒 ・ 九四式軽迫撃砲(90.5mm) ・ 九六式中迫撃砲(150.5mm)(en) ・九六式重迫撃砲(305mm) ・ 九七式曲射歩兵砲(81.3mm) ・ 三式迫撃砲(81.3mm) ・ 九七式軽迫撃砲(90.5mm) ・ 九七式中迫撃砲(150.5mm) ・ 九八式五糎投擲機(50mm) ・九九式小迫撃砲(81.3mm)・ 九九式短中迫撃砲(150.5mm) ・ 二式十二糎迫撃砲(120mm) |
| イタリア王国                    | Brixia45mm迫撃砲Model35(en) ・ 81mm迫撃砲Modello 35 |
| ベルギー                        | 50mm迫撃砲DBT |
| チェコスロバキア                | 81mm迫撃砲vzor36(en) ・ 90mm迫撃砲vz.17 ・ 140mm迫撃砲vz.18 |
| ポーランド                      | 46mm迫撃砲wz.36 |
| 中華民国                        | 二九式150ミリ迫擊炮 ・ 31式60ミリ迫撃砲 ・ 三三式120ミリ迫擊炮 |
| 中華人民共和国                  | 民国二七年式擲弾筒 |

### 冷戦期～現代
| アメリカ合衆国          | 60mm迫撃砲M224(en) ・ 81mm迫撃砲M29(en) ・ 107mm迫撃砲M30(en) ・ 120mm迫撃砲M120(en) ・ 81mm迫撃砲M252(en) ・ M1129 ストライカーMC ・ 120mmEFSS"ドラゴン・ファイアII"(en) |
| ソビエト連邦 ロシア連邦 | 160mm迫撃砲M-160(ru)・240mm迫撃砲M-240(en)(ru) ・ 82mm自動迫撃砲2B9"Vasilek"(en) ・ 240mm自走迫撃砲2S4"Tyulpan"(en) ・ 120mm自走迫撃砲2S9"Nona-S"(en) ・ 120mm迫撃砲2B11"Sani"(en) ・ 82mm迫撃砲2B14"Podnos"(en) ・ 120mm自走迫撃砲2S31"Vena"(en) ・ 420mm自走迫撃砲2B1"Oka"(en)                   |
| イギリス連邦            | 51mm軽迫撃砲L9A1(en) ・ 81mm迫撃砲L16(en) |
| フランス共和国          | 51mm軽迫撃砲F1 ・ ブラント60mmLRガンモーター(en) ・ ブラント81mmガン・モーターMCB-81 ・ 81mm迫撃砲LLR(en) ・ 120mm迫撃砲MO120RT(en) |
| フィンランド共和国      | 81mm迫撃砲81KRH71Y(en) ・ 120mm迫撃砲120KRH92(en) ・ パトリア160mm迫撃砲M58 ・ 120mm迫撃砲射撃システム"NEMO"(en) ・ 連装120mm迫撃砲射撃システム"AMOS"(en) |
| チェコ（スロバキア）    | 60mm軽迫撃砲"ANTOS" ・ 82mm迫撃砲vzor52 ・ 120mm迫撃砲PRAM-L ・ 120mm自走迫撃砲ShM-85(PRAM-S) |
| イスラエル              | 76.2mmダヴィドカ迫撃砲・ソルタム120mm迫撃砲M-65・ ソルタム160mm迫撃砲M-66 ・ ソルタムK6 120mm迫撃砲 ・ 120mm自走迫撃砲(Makmat) ・ 160mm自走迫撃砲(Makmat) |
| 日本                    | 64式81mm迫撃砲 ・ 68式155mm迫撃砲・ 60式自走81mm迫撃砲 ・ 60式自走107mm迫撃砲 ・ 96式自走120mm迫撃砲・ 24式機動120mm迫撃砲 |
| ポーランド共和国        | 60mm迫撃砲LM-60 ・ 81mm迫撃砲M-81 ・ 98mm迫撃砲M-98 ・ 120mm迫撃砲M-120 |
| ギリシア共和国          | 81mm迫撃砲E-44 ・ 120mm迫撃砲E-56 |
| インド共和国            | 81mm迫撃砲E1 ・ 120mm迫撃砲E1 |
| アルゼンチン共和国      | 120mm自走迫撃砲VCTM(en) |
| ユーゴスラビア連邦      | 120mm迫撃砲UB-M52 |
| 中華民国（台湾）        | 41式81ミリ迫撃砲 ・ 62式4.2インチ迫撃砲 ・ 63式120ミリ迫撃砲 ・ T-75式60ミリ迫撃砲 ・ T-75 81ミリ迫撃砲 ・ XT-81迫撃砲 ・ XT-86迫撃砲 |
| 中華人民共和国          | 63-1式60mm迫撃砲 ・ W85式60mm迫撃砲 ・ W90式60mm迫撃砲 ・ 53式82mm迫撃砲 ・ 67式82mm迫撃砲 ・ 74式82mm迫撃砲 ・ 83式82mm迫撃砲 ・ PP87式82mm迫撃砲 ・YW304型82mm自走迫撃砲 ・71式100mm迫撃砲 ・ 80式100mm迫撃砲 ・ 55式120mm迫撃砲 ・ 64式120mm迫撃砲 ・ YW381型120mm自走迫撃砲 ・ 56式160mm迫撃砲 |